# Rabaa-Massaker

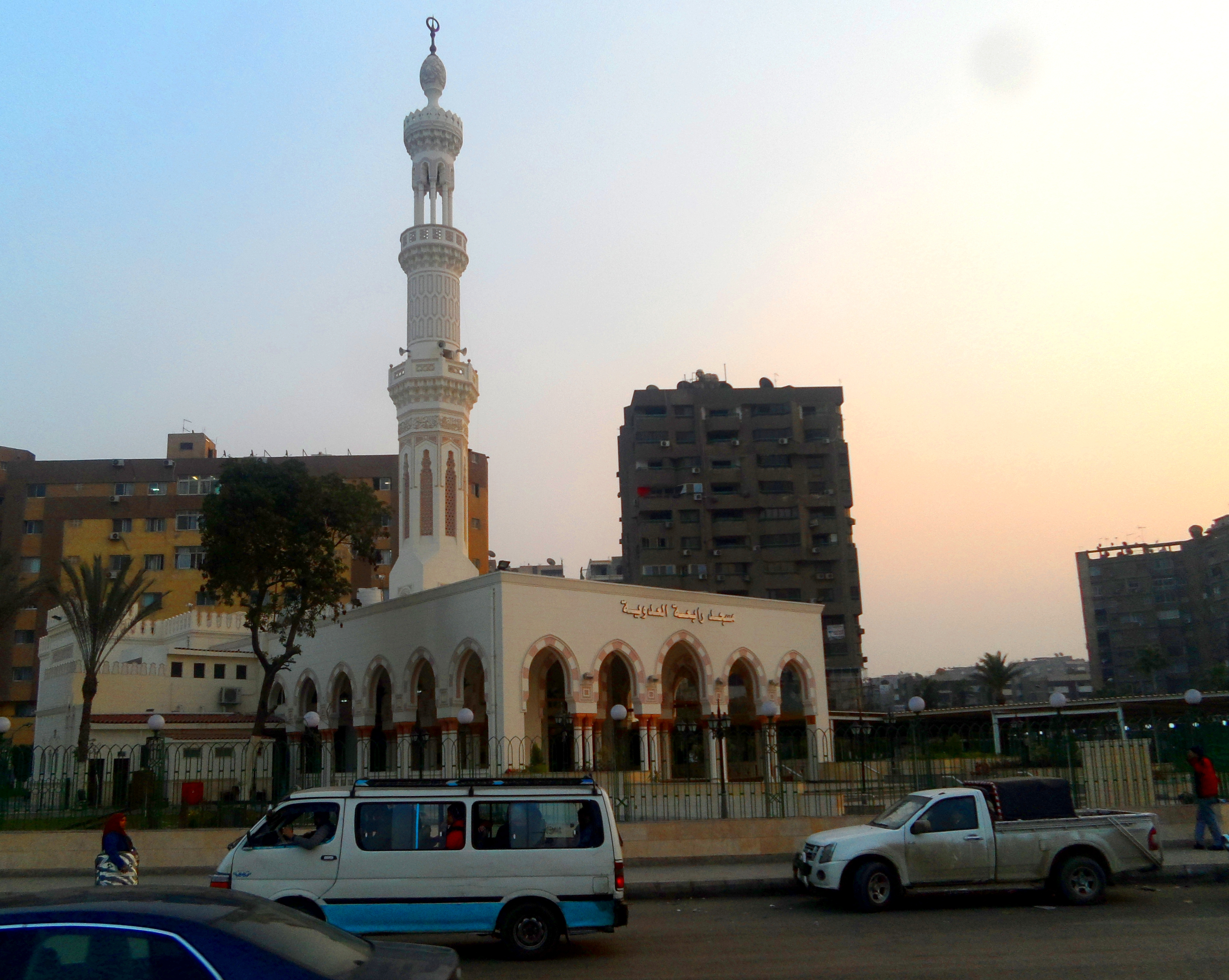
Die Moschee Rābiʿa-al-ʿAdawiyya am gleichnamigen Platz in Kairo, Schauplatz des sogenannten Rābiʿa-Massakers vom 14. August 2013, der opferreichsten Massentötung der modernen ägyptischen Geschichte

Bei dem Blutbad in Kairo und Gizeh durch ägyptische Sicherheitskräfte gegen Protestlager gegen den Militärputsch in Ägypten 2013 auf dem Rabaa al-Adawiya Platz in Kairo und dem Nahda-Platz in Gizeh handelt es sich um die größte Massentötung in der modernen ägyptischen Geschichte. Es wird auch schwarzer Mittwoch oder Rābiʿa-Massaker genannt.
Am 14. August 2013 stürmten ägyptische Sicherheitskräfte die beiden Protestlager der Unterstützer des ersten demokratisch gewählten und vom Militär gestürzten Staatspräsidenten Ägyptens, Mohammed Mursi, am Rābiʿa-al-ʿAdawiyya-Platz in Kairo-Nasr-City und am Nahda-Platz in Gizeh-Dokki. Die Sicherheitskräfte handelten im Auftrag der seit dem Militärputsch vom 3. Juli 2013 vom Militärratschef Abd al-Fattah as-Sisi installierten, anti-islamistischen und nicht gewählten Übergangsregierung und gingen bei der Stürmung der Protestlager mit großer Härte gegen die Mursi nahestehenden Anhänger der Muslimbrüder vor. Beobachter berichten von Massakern an den Protestteilnehmern seitens der Armee, von willkürlichen Verhaftungen und Folterungen. Ausländische Journalisten sprachen von gezielten Schüssen der Soldaten auf sich und Kollegen. Verschiedene Menschenrechtsorganisationen titulierten das Ereignis nach einem der betroffenen Pro-Mursi-Protestlager als „Rābiʿa-Massaker“. Ägyptische Medien nannten das Züge eines Massakers tragende Ereignis auch „schwarzer Mittwoch“.
Die Auflösung der Protestlager bildet die dritte und opferreichste der Massentötungen der Sicherheitskräfte an Mitgliedern der Muslimbruderschaft seit dem Sturz Mursis von Anfang Juli 2013.
Nach einjähriger Recherche gab Human Rights Watch (HRW) in einem ausführlichen Bericht über das Rābiʿa-Massaker und die Massentötungen von Demonstranten in Ägypten als gesicherte Mindestzahl der Todesopfer an, dass Polizei und Armee allein während des Rābiʿa-Massakers vorsätzlich mindestens 904 Menschen – einschließlich Frauen und Kinder – getötet haben sollen, davon nachweislich 817 Demonstranten bei der Auflösung des Rābiʿa-Sit-ins sowie 87 bei der Auflösung des Al-Nahda-Sit-ins. Dabei wurden zehn Mitglieder der Sicherheitskräfte getötet, davon acht bei der Rābiʿa- und zwei bei der Nahda-Sit-in-Räumung. Die Attacke der ägyptischen Sicherheitskräfte wird von HRW mit dem Tian’anmen-Massaker in China von 1989 verglichen. Die tatsächliche Zahl Getöteter sei, so Human Rights Watch, sehr schwer zu ermitteln, da das militärgestützte Regime die Angaben über die Todesfälle systematisch verschleiere und eine unerbittliche Repression der Pro-Mursi-Unterstützer betrieben habe. Doch muss nach den Recherchen des Berichts von über 1000 Todesopfern allein für den Rābiʿa-al-ʿAdawiyya-Platz für den 14. August 2013 ausgegangen werden. Die militärgestützte Übergangsregierung sprach dagegen lange von 378 Toten – einschließlich getöteter Sicherheitskräfte – bei der Stürmung der beiden Protestlager in Kairo und erhöhte die Angabe nachträglich schrittweise, im September 2013 auf 533 und im November 2013 auf 648. Die Muslimbruderschaft gab bereits kurz nach dem Vorfall eine Zahl von über 2000 Todesopfern an.
Schon kurz nach dem Ereignis war die gewaltsame Auflösung der Protestcamps in Kairo in manchen Medien als „Massaker der Sicherheitskräfte an rund 1000 Pro-Mursi-Demonstranten“ verurteilt worden. Menschenrechtler warfen den Einsatzkräften vor, bei dem gravierendsten Ereignis ungesetzlicher Massentötungen in der modernen Geschichte Ägyptens gegen die grundlegendsten internationalen Polizeistandards verstoßen zu haben. Human Rights Watch ordnete die Räumung der Protestlager als zwei von insgesamt sechs außergerichtlichen Massenhinrichtungen der Sicherheitskräfte allein im Juli und August 2013 ein und wertete diese als systematische, groß angelegte Tötungen von mindestens 1.150 Demonstranten durch ägyptische Sicherheitskräfte und als mutmaßliches Verbrechen gegen die Menschlichkeit. Den Sicherheitskräften warf Human Rights Watch rückblickend vor, allein bei der Räumung des Protestlagers auf dem Rabia-al-Adawija-Platz am 14. August 2013 den Tod mehrerer Tausend Menschen einkalkuliert und an einem einzigen Tag „eine der brutalsten Massenhinrichtungen von Demonstranten in der jüngeren Weltgeschichte“ begangen zu haben.
Noch am Tag des Rābiʿa-Massakers griffen in der Folge Unruhen auf ganz Ägypten über, bei denen islamistische Extremisten Polizeiwachen und christliche Kirchen angriffen sowie Regierungsgebäude in Brand setzten. Bei den Angriffen auf in christlichem Besitz befindlichen Gebäuden kamen mindestens vier Menschen ums Leben.
Der Vizeinterimspräsident Mohammed el-Baradei trat noch am 14. August 2013 aus Protest gegen das Vorgehen der Sicherheitskräfte zurück und verließ das Land wenige Tage später, womit er Medienberichten zufolge sich offenbar einer drohenden Prozess-Kampagne gegen ihn entziehen wollte. Die Prozess-Anstrengungen der Justiz gegen Baradei mit der Begründung, dass er durch seinen Rücktritt das „öffentliche Vertrauen“ verraten habe, wurden als frühes Anzeichen dafür gedeutet, dass das Militärregime auch gegen Oppositionelle aus der Demokratiebewegung vorgehen wollte.
Seit der Eskalation vom 14. August 2013 gestattete die militärgestützte Übergangsregierung der Polizei offiziell den Einsatz scharfer Munition. Der seit dem 14. August von der Übergangsregierung verhängte, Mitte September um zwei weitere Monate bis Mitte November 2013 verlängerte und mit einer nächtlichen Ausgangssperre verbundene Ausnahmezustand verschaffte Behörden und Einsatzkräften Sonderrechte beim Vorgehen gegen Proteste und Versammlungen und erschwerte die Arbeit der Medien im Land. Ab diesem Tag erfasste auch die größte Gewaltwelle der jüngeren ägyptischen Geschichte das Land. Bereits zwei Tage nach dem Vorfall, am 16. August 2013, schossen Polizisten laut Human Rights Watch in einer außergerichtlichen Massenhinrichtung erneut auf Demonstranten und töteten mindestens 120 Menschen in der Nähe des Ramses-Platzes in Kairo. Bei nahezu allen der über 1000 im Juli und August ums Leben gekommenen Menschen handelte es sich um Zivilisten, die gegen Militärchef Sisi demonstriert hatten und von den Sicherheitskräften erschossen wurden. Bis Januar 2014 stieg die Anzahl der bei Demonstrationen und Auseinandersetzungen seit dem Militärputsch getöteten Zivilisten auf 2500, die der Sicherheitskräfte auf 60.
Dem Blutbad vom 14. August 2013 folgte eine monatelange Kampagne gegen die Muslimbruderschaft. In den größten Massenprozessen der ägyptischen Geschichte, die international scharf kritisiert wurden, wurden Todesurteile für über 1000 Regimegegner ausgesprochen, von denen bis August 2014 200 bestätigt wurden. Die Muslimbruderschaft wurde von der Postputschregierung als Terrororganisation eingestuft und ihr politischer Arm 2014 mit einem Parteiverbot belegt. Vom Militärputsch im Juli 2013 stieg die Anzahl der Verhafteten bis zu Anfang März 2014 auf 22.000, doch erreichte das rücksichtslose Vorgehen der Sicherheitskräfte keine Beendigung der Protestwelle im Land, die die Wiederherstellung der Demokratie forderte, dem vom Militär dominierten Regime die Wiedererrichtung eines Polizeistaates mit Polizeibrutalität, Masseninhaftierungen und Folter vorwarf und sich nach Ansicht von Beobachtern zu Gegengewalt provoziert fühlte.
Die koptische Kirche stellte sich demonstrativ hinter das Vorgehen von Polizei und Militär. Wie auch sämtliche christlichen Bischöfe dankte sie dem Militär für den Sturz Mursis und sanktionierte so nach Einschätzung des Beauftragten der Deutschen Bischofskonferenz in Kairo die Toten von offizieller kirchlicher Seite.
Zwei Wochen vor der Stürmung der Protestlager und kurz nach dem Zwischenfall im Protestcamp an der Rābiʿa-al-ʿAdawiyya-Moschee vom 27. Juli hatte die US-Regierung den Militärcoup nachträglich gebilligt, als die von der Armee installierte Zivilregierung angekündigt hatte, die Zeltlager notfalls mit Gewalt aufzulösen.

## Vorgeschichte

### Protestlager am Rābiʿa-al-ʿAdawiyya-Platz und am Al-Nahda-Platz

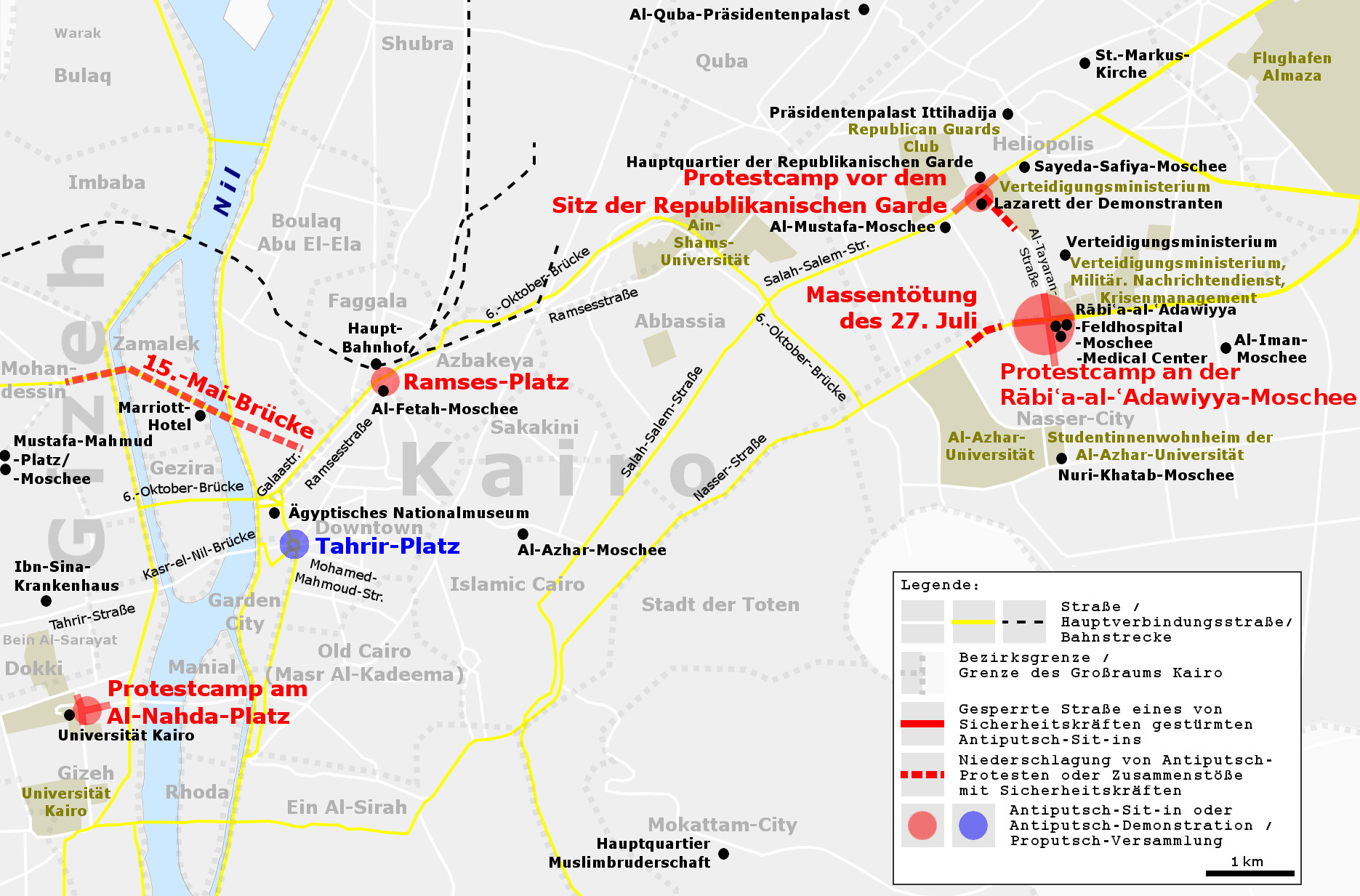
Ausgewählte Orte im Zusammenhang mit blutig niedergeschlagenen Protesten von Pro-Mursi-Demonstranten (rot) in Kairo nach dem Militärputsch vom 3. Juli 2013:
8. Juli: Protestcamp auf dem Gelände der Republikanischen Garde
27. Juli: Protestcamp vor der Rābiʿa-al-ʿAdawiyya-Moschee
14. August: Protestcamps vor der Rābiʿa-al-ʿAdawiyya-Moschee und am Al-Nahda-Platz
16. August: Ramses-Platz und 15.-Mai-Brücke
6. Oktober: u. a. Märsche von Dokki und Ramses-Platz (mit Al-Fetah-Moschee) zum Tahrir-Platz

Im Vorfeld und in der Folge des Militärputsches vom 3. Juli gingen die Sicherheitskräfte bereits vor den gewaltsamen Protestauflösungen des 14. August mehrmals mit Waffengewalt gegen Pro-Mursi-Demonstranten und ihre Protestlager in Nasr-City, Heliopolis und vor der Universität Kairo vor. Nach Erklärungen von ägyptischen und internationalen Menschenrechtsorganisationen setzten die Sicherheitskräfte bereits am 8. Juli vor dem Hauptquartier der Republikanischen Garde in Nasr-City, als 61 Demonstranten und zwei Mitglieder der Sicherheitskräfte starben, und am 27. Juli auf der Nasr-Straße nahe dem Rābiʿa-al-ʿAdawiyya-Protestlager, als 95 Demonstranten und ein Polizeibeamter starben, ebenfalls exzessiv und rechtswidrig tödliche Gewalt ein. Bis Anfang August waren bereits rund 300 Menschen bei Zusammenstößen mit Sicherheitskräften getötet worden.

#### Rābiʿa-Sit-in

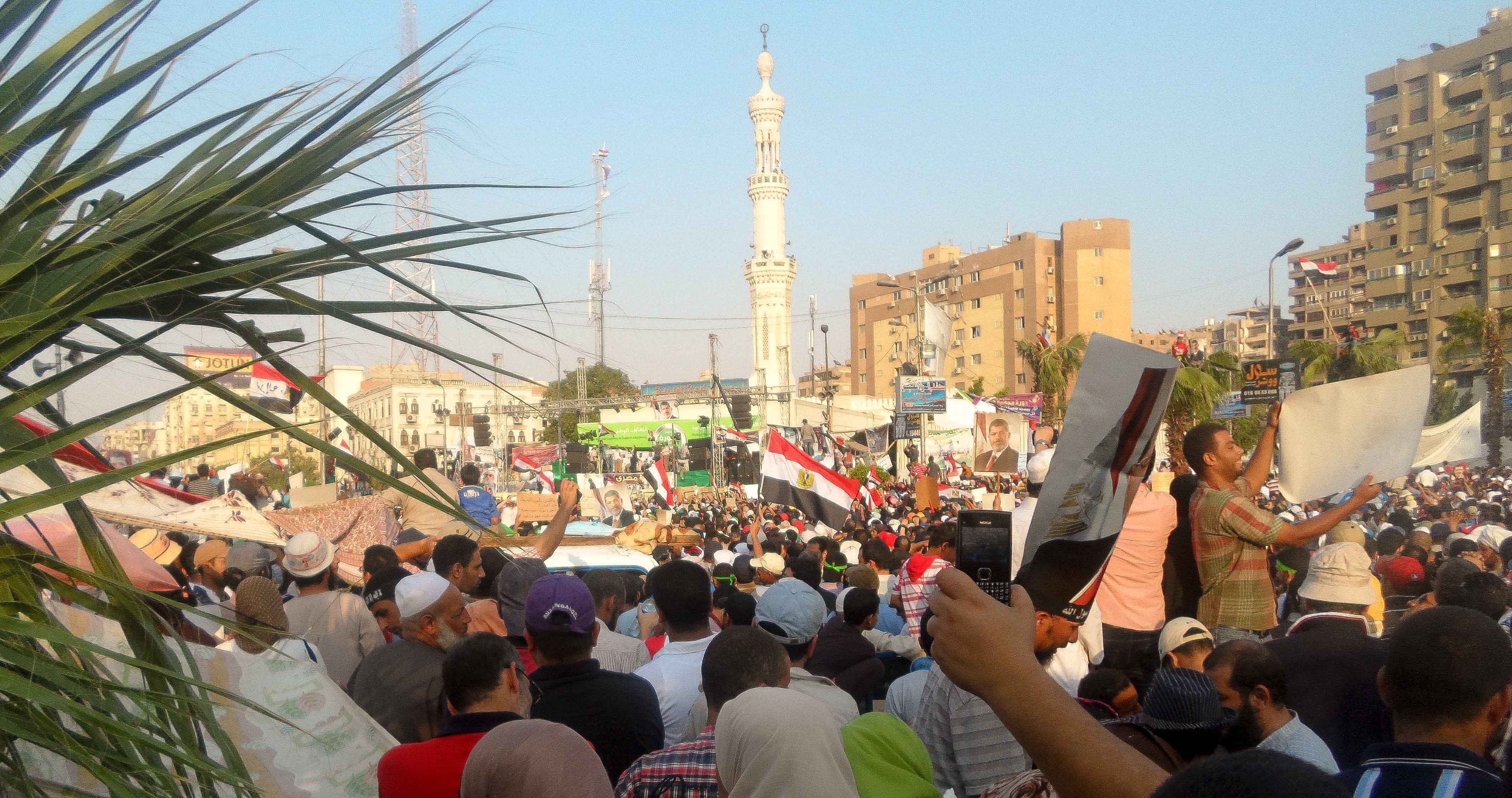
Pro-Mursi-Demonstration vor der Bühne auf dem Rābiʿa-al-ʿAdawiyya-Platz am 1. Juli 2013

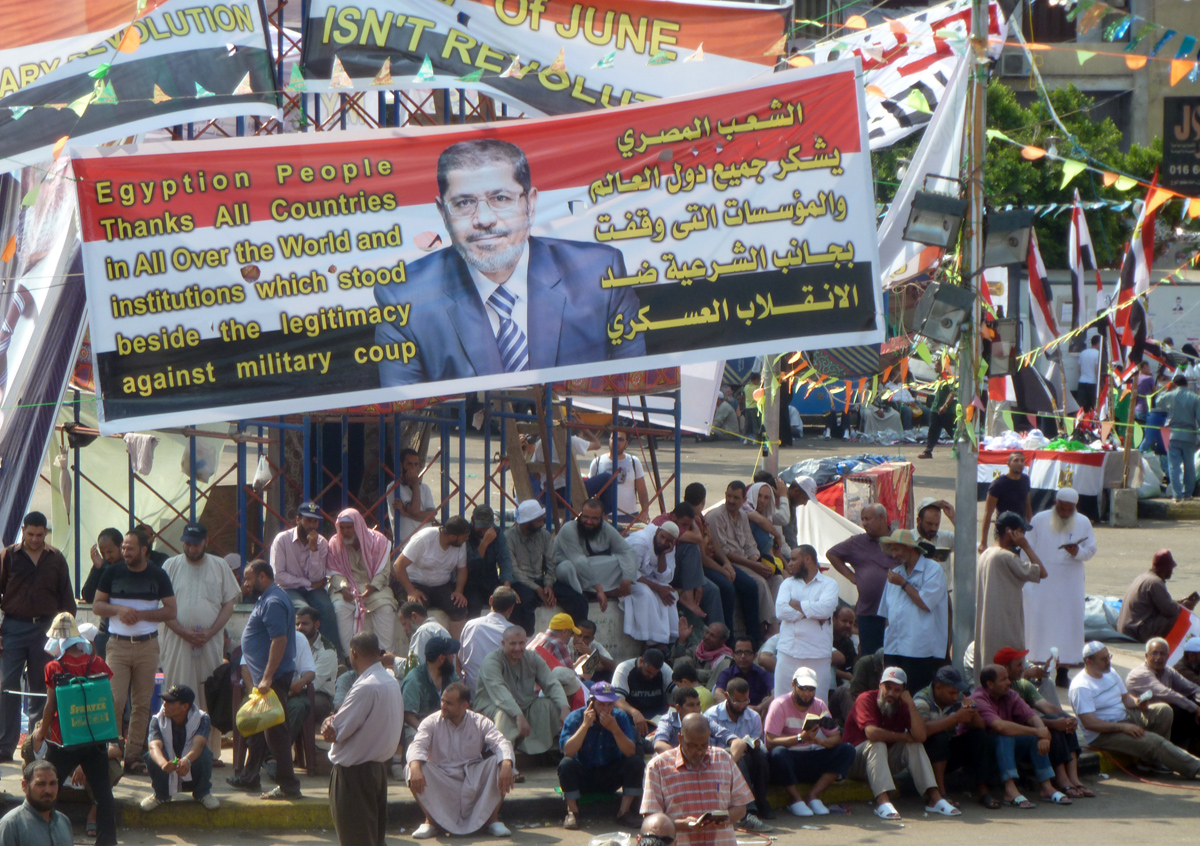
Pro-Mursi-Demonstranten vor der Rābiʿa-al-ʿAdawiyya-Moschee danken auf einem Transparent all den Institutionen und Staaten, die den Putsch nicht unterstützten (11. Juli 2013)

Der nach einer Mystikerin aus dem 8. Jahrhundert benannte und von Wohngebäuden umgebene Rabia-al-Adawiya-Platz im Kairoer Mittelklasse-Stadtteil Nasr-City ist ein traditioneller Treffpunkt von Unterstützern Mursis und war seit Ende Juni 2013 der wichtigste Versammlungsort der Muslimbrüder. Während die vom koptischen Milliardär Naguib Sawiris finanzierte und bis in ihre Spitze hinein von der ägyptischen Staatssicherheit unterwanderte Tamarod-Kampagne (deutsch: „Rebellion“) mit ihrer propagandistischen Falschangabe von angeblich 22 Millionen gesammelten Anti-Mursi-Unterschriften die dem Militärputsch vorausgehenden Massenproteste gegen die gewählte ägyptische Regierung mit auslöste und für den 30. Juni 2013, den ersten Jahrestag des Amtsantritts Mursis, zu Massendemonstrationen und Sit-ins am Präsidentenpalast aufgerufen hatte, um ihre Forderung des Rücktritts Mursis durchzusetzen, wurde das Sit-in am Rābiʿa-al-ʿAdawiyya-Platz auf einem Treffen der Islamischen Allianz angekündigt, einer Koalition islamistischer politischer Parteien, die von der Freiheits- und Gerechtigkeitspartei angeführt wurde und die die islamistische Hardliner-Gruppe al-Dschamāʿa al-islāmiyya, die gemäßigte al-Wasat-Partei und verschiedene ultrakonservative Salafisten-Parteien einschloss. Am 24. Juni 2013 bestätigte die Freiheits- und Gerechtigkeitspartei ihre Teilnahme an den „unbefristeten Demonstrationen“, die am 28. Juni, dem letzten Freitag vor dem 30. Juni 2013, unter dem Titel „Legitimität ist eine Rote Linie“ beginnen sollten. Das Sit-in zur Unterstützung des gestürzten Präsidenten Mursi begann am 28. Juni 2013, als am selben Tag Demonstrationen gegen Mursi und seine Politik am Tahrir-Platz starteten. Islamistische Persönlichkeiten und Anhänger der Muslimbruderschaft versammelten sich zu Tausenden für die Freitagsgebete um die Rābiʿa-al-ʿAdawiyya-Moschee. Prediger und Sprecher kündigten Pläne für ein Sit-in in Solidarität mit dem gewählten Präsidenten und seiner Legitimität an. Die Sprecher gelobten vorbehaltlose Unterstützung für Mursi. Vor der gleichnamigen Moschee bildete sich aus der leeren Straßenkreuzung innerhalb einer Woche eine ausgedehnte Zeltstadt, in der Zehntausende Putschgegner kampierten und die Rückkehr des vom Militär gestürzten Staatspräsidenten Mohammed Mursi forderten, bis das Sit-in nach 46 Tagen am 14. August durch Sicherheitskräfte gewaltsam aufgelöst und Hunderte Demonstranten des Sit-ins getötet wurden.
Im August war aus der Ansammlungen von Zelten eine komplette alternative Gemeinschaft entstanden. In der Zeltstadt hatte sich vor der gewaltsamen Räumung sowohl ein Markt als auch ein provisorisches Feldlazarett befunden. Es existierten mit Elektrizität, Fernseh- und Internetzugang versorgte und teilweise zweigeschossige Zelte, kommunale Küchen, Latrinen und Duschen sowie Kinderspielplätzen und Freizeitsportaktivitäten wie Tischtennis. Zudem gab es im Zentrum des Rābiʿa-al-ʿAdawiyya-Protestlagers eine Bühne, wo Gebete und sektiererische Reden gehalten wurden, bei denen auch ägyptische Christen für die repressive Situation gegen Putschgegner verantwortlich gemacht wurden. An den Enden des Lagers befanden sich schlecht ausgerüstete Wachen vor einer Reihe von Mauern, die aus Fußweg-Steinen errichtet worden waren. Besucher des Protestlagers mussten sich beim Zugang einer Identitätskontrolle durch die mit orangefarbenen Westen, Schutzhelmen und Knüppeln ausgestatteten Wachen unterziehen. Auf den errichteten Mauern, die die Hauptstraße um die Rābiʿa-al-ʿAdawiyya-Moschee versperrten, befanden sich Bilder der „Märtyrer“ der Massentötung vom 27. Juli 2013, die durch Sicherheitskräfte getötet worden waren. Ringe aus Steinen markierten die Plätze, an denen die „Märtyrer“ von der militärgestützten Übergangsregierung erschossen worden waren. Reinigungstrupps sammelten zweimal täglich Müll ein. Das Protestlager entstand durch organische Organisation ohne eine übergelagerte Autorität. Die Bevölkerung des Protestlagers schwankte und reichte von Zehntausenden am Tag, wenn viele zur Arbeit gingen, zu mehr als 100.000 in der Nacht und während Großereignissen. Zwei bis drei Mal täglich zogen Protestmärsche aus dem Lager in die benachbarten Viertel, versperrten die Hauptdurchfahrtsstraßen und beeinträchtigten den Verkehr großer Teile der Stadt. Für Islamisten wurde das Rābiʿa-al-ʿAdawiyya-Protestlager (kurz: „Rābiʿa“) eines der letzten verbliebenen Symbole der Freiheit, während Mursigegner es als einen Unterschlupf für gewalttätige Extremisten betrachteten.
Viele in der Nachbarschaft des Lagers ansässige Bewohner befürworteten eine Auflösung des Lagers. Es zirkulierten Gerüchte, der Platz sei mit Waffen überflutet, Passanten seien entführt, gefoltert und der Spionage bezichtigt worden. Nach der Stürmung des Protestcamps am 14. August zeigte das Staatsfernsehen Filmmaterial von Leichen, die unter der Hauptbühne des Sit-ins entdeckt worden sein sollen und bekräftigten die dunklen Gerüchte in den anti-islamistischen Nachrichtenmedien. Der Korrespondent David D. Kirkpatrick deutete dies in der New York Times als gestellte Szene und wies darauf hin, dass westliche Journalisten den Bereich unter der Bühne in den vorangegangenen Tagen wiederholt besichtigt und leer vorgefunden hatten. Auch gebe es keine Hinweise auf gelagerte Vorräte an Waffen im Protestlager durch Islamisten, wie es die staatlichen ägyptischen Nachrichtenmedien vor der Attacke der Sicherheitskräfte auf das Protestlager behauptet hatten. Auch ein rund 30-minütiger Dokumentarfilm des als Pro-Mursi-orientiert geltenden arabischsprachigen Senders Al Jazeera Mubasher Misr behandelt die Frage nach der Stichhaltigkeit der Vorwürfe. Die Dokumentation behauptet, die Vorwürfe des Innenministers im Staatsfernsehen über Folter und Tötungen im Nahda- und Rābiʿa-Sit-in und gleiche oder ähnliche Vorwürfe, die in regimetreuen Medien wie ONTV, CBC, WATAN TV oder Dream TV verbreitet worden seien, hätten durch Dämonisierung der Muslimbruderschaft zur Rechtfertigung der Stürmung der Protestlager vom 14. August 2013 gedient, wofür während der Stürmung des Rābiʿa-Sit-ins vor der Hauptbühne aufgereihte Leichen als Beweis bezeichnet worden seien. Tatsächliche handle es sich bei diesen Leichen jedoch um während der Stürmung getötete Teilnehmer des Sit-ins. Die Dokumentation gibt zum Beleg das Beispiel der Leiche von Abu Obeida Kamal-eddin Nour-eddin (arabisch: أبو عبيدة كمال الدين نور الدين), dessen Name in dem Filmmaterial von ONTV auf einem der Leichensäcke zu erkennen sei, den ONTV als von den Protestteilnehmern getötetes Opfer ausgegeben habe, der aber tatsächlich selbst ein am 14. August getöteter Protestteilnehmer gewesen sei.
Nach Berechnungen von Human Rights Watch aufgrund von Satellitenaufnahmen von der Nacht des 2. August 2013 beherbergte das Rābiʿa-Lager und seine Umgebung im frühen August 2013 schätzungsweise mindestens 85.000 Demonstranten. Viele waren auch aus anderen Teilen Ägyptens angereist, um an dem Sit-in teilzunehmen, das sich in west-östlicher Richtung über fast einen Kilometer Länge erstreckte. In den dem 14. August vorangehenden Wochen warnten offizielle Vertreter des vom Militär installierten Regimes, dass das Rābiʿa-Sit-in bald geräumt werden sollte, versprachen jedoch eine allmähliche und kontrollierte Auflösung unter Bereitstellung sicherer Ausgänge für die Tausenden auf dem Platz Verbliebenen.

#### Nahda-Sit-in

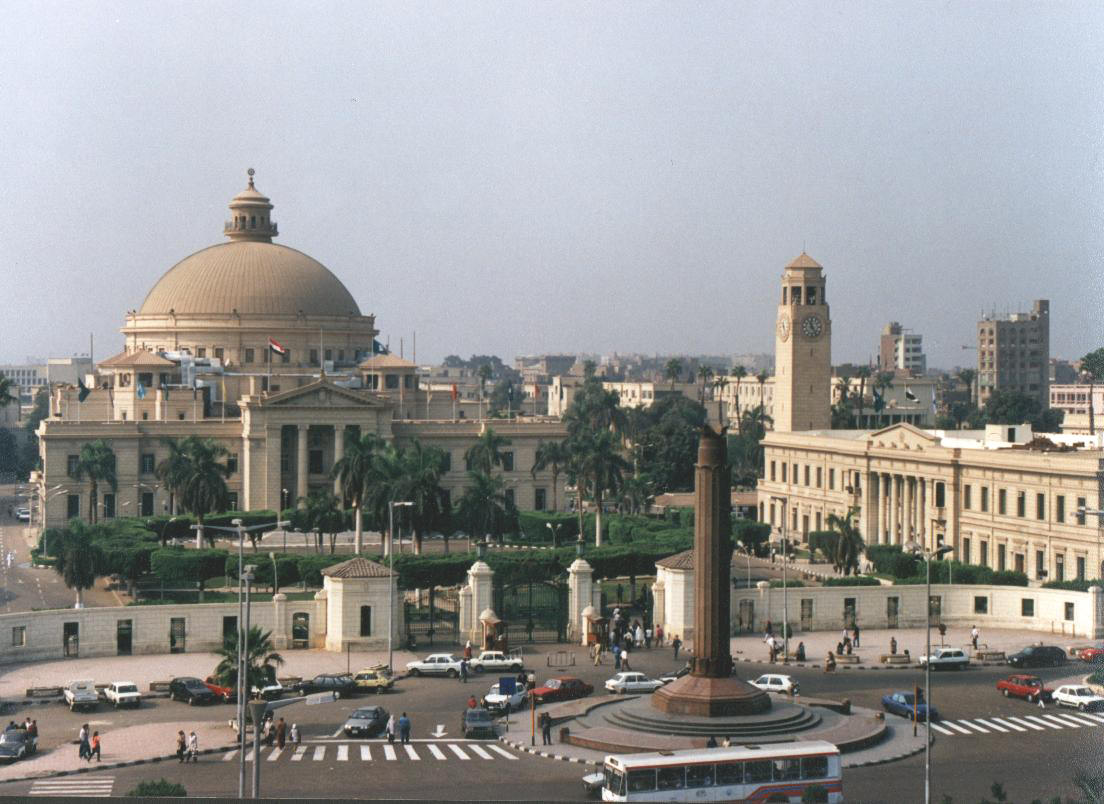
Aspekt vom Nahda-Platz aus nach Westen auf die Universität Kairo

Auf dem am linken Nilufer im Stadtteil Gizeh (Großraum Kairo) gelegenen und an das Gelände der Universität Kairo grenzenden Nahda-Platz („Platz der Wiedergeburt“) demonstrierten seit dem 2. Juli, also seit dem Militärultimatum und dem Militärputsch gegen die Regierung Mursi, mehrere Tausend Anhänger der Muslimbrüder, darunter auch viele Studenten, bis das Protestlager nach 43 Tagen des Sit-ins am 14. August 2013 durch Sicherheitskräfte gestürmt und viele Demonstranten getötet wurden. Viele Sit-in-Teilnehmer in diesem Protestlager zwischen Murad-Straße und Universitätsbrücke stammten von der für ihre vielen Unterstützer der Muslimbruderschaft bekannten Fakultät für Ingenieurwissenschaften der Universität Kairo.
Das mehrere Kilometer vom Rābiʿa-Sit-in entfernt gelegene Nahda-Si-in war kleiner und weniger festiv als das Rābiʿa-Protestlager. Alle Eingänge zu dem Sit-in am Nahda-Platz waren mit mehrfachen Mauern aus Bausteinen, Reifen, Metallsperren und Sandsäcken befestigt. An Straßenlaternen waren Überwachungskameras angebracht worden, Haufen von Baseball-großen Steinen, die als Wurfgeschosse dienen konnten, waren gelagert worden. Die Menge der Anwesenden in dem kleineren Protestlager schwankte und fiel am Tage auf wenige Tausend herab, während sie sich in der Nacht dann wieder vervielfachte. Das Protestlager hatte sich eine eigene Infrastruktur mit einem gut ausgestatteten Feldlazarett, kommunalen Sanitäranlagen und einer Bank mit Wasserhähnen für rituelle Waschungen geschaffen, um die Menschenmassen zu versorgen.

### Gewaltausbreitung in Folge des Militärputsches
Bereits vor Ablauf des 48-stündigen Militärultimatums, das dem Militärputsch vom 3. Juli 2013 vorausging, hatten sich tausende Unterstützer der Regierung Mursi vor der Universität Kairo versammelt, um gegen das vom Militär gestellte Ultimatum zu protestieren, worauf es zu „schweren Zusammenstößen zwischen Anhängern Mursis und Sicherheitskräften“ gekommen war. Allein bei einem einzigen Vorfall in der Nähe der Universität Kairo kamen dabei 16 Menschen in der Nacht auf den 3. Juli ums Leben. Nachdem das vom Militär gesetzte Ultimatum am 3. Juli 2013 abgelaufen war, riegelten Militäreinheiten die Kaserne, in die sich Mursi zurückgezogen hatte, mit Barrieren und Stacheldraht ab. Das Militär übernahm die Macht in Ägypten, setzte die Verfassung außer Kraft und umzingelte den Präsidentenpalast mit Armeepanzern. Der von der Armeeführung festgenommene und abgesetzte Staatspräsident Mursi wurde Angaben aus der Muslimbruderschaft zufolge in den Kasernen der Republikanischen Garde im Kairoer Stadtteil Heliopolis festgehalten. In den Vierteln Nasr-City, Heliopolis und nahe der Universität wurde ein massives Truppenaufgebot zusammengezogen. Pro-Mursi-Demonstrationen in Kairo wurden mit Dutzenden Panzern abgeriegelt.
| Datum         | Ort des Hauptgeschehens                                   | Beteiligte Einsatzkräfte | Todesopfer (zivil) | Todesopfer (Einsatzkräfte) | Angaben von Human Rights Watch vom August 2014 |
| ------------- | --------------------------------------------------------- | ------------------------ | ------------------ | -------------------------- | --- |
| 5. Juli 2013  | Vor dem Hauptquartier der Republikanischen Garde in Kairo | Militär                  | 5 Demonstranten    | –                          | Außergerichtliche Massenhinrichtung. Eine der hingerichteten Personen hatte lediglich versucht, ein Mursi-Plakat an einem Zaun außerhalb des Hauptquartiers anzubringen. Von der Hinrichtung gibt es Videoaufnahmen.                           |
| 8. Juli 2013  | Vor dem Hauptquartier der Republikanischen Garde in Kairo | Militär                  | 61 Demonstranten   | 1 Soldat, 1 Polizist       | Außergerichtliche Massenhinrichtung. Polizisten und Soldaten eröffneten das Feuer auf eine Gruppe von Mursi-Unterstützern, die friedlich vor dem Hauptquartier demonstrierten. Zwei Polizisten und mindestens 61 Demonstranten wurden getötet. |
| 27. Juli 2013 | Nasr-Straße in Kairo                                      | Polizei                  | 95 Demonstranten   | 1 Polizist                 | Außergerichtliche Massenhinrichtung. Polizei griff eine Demonstration von Mursi-Unterstützern in der Nähe des Manassa-Denkmals im Osten Kairos an und tötete mindestens 95 Menschen. Ein Polizist starb bei den Auseinandersetzungen.          |

#### Massentötung von Demonstranten am 5. Juli
Als am 5. Juli der einen Tag zuvor vom Militär als Interimspräsident eingesetzte Adli Mansur vereidigt wurde und in seinem ersten Dekret das bisherige Parlament, den Shura-Rat, auflöste, in dem Muslimbrüder und Salafisten eine gewählte Zweidrittelmehrheit besaßen, campierten auf dem Gelände rund um die Rābiʿa-al-ʿAdawiyya-Moschee im Stadtteil Nasr-City weiterhin Tausende Pro-Mursi-Demonstranten.
Am selben Tag schossen Elitesoldaten vor dem nahegelegenen Hauptquartier der Republikanischen Garden in Heliopolis auf die Anhänger des gestürzten Präsidenten, wobei offiziell fünf, nach früheren offiziellen Angaben vier Mursi-Anhänger getötet wurden, als von Seiten der Demonstranten versucht wurde, Porträts des gestürzten Präsidenten Mursi dort aufzuhängen. Von der Erschießung des Demonstranten Mohamed Subhi Mohamed Ali, der ein Plakat aufzuhängen versucht hatte, in Gesicht und Brust existieren Videoaufnahmen des Nachrichtenkanals Yaqeen auf YouTube und Fotos eines Fotografen. Auch ein Reuters-Reporter dokumentierte Schüsse auf die Demonstranten. Laut Human Rights Watch zählten zu den weiteren Todesopfern der 25-jährige Englisch-Lehrer Hussein Mohamed Hussein aus Kairo-Imababa, der mit zwei Schüssen von Militärangehörigen in die Brust getötet wurde, der 22-jährige Juraabsolvent Mahmoud Mohamed Rabie Taha aus Bani Suwaif, der von den Beamten durch einen Kopfschuss getötet wurde, sowie der durch Kopfschuss getötete Mohamed Iman Khalifa.
Seit dem 5. Juli versammelten sich in der Folge vor dem Hauptquartier der Republikanischen Garde Protestteilnehmer und kampierten in Zelten, um für die Freilassung Mursis zu demonstrieren, da Gerüchte besagten, dass der vom Militär gestürzte Präsident dort festgehalten werde.

#### Massentötung von Demonstranten am 8. Juli

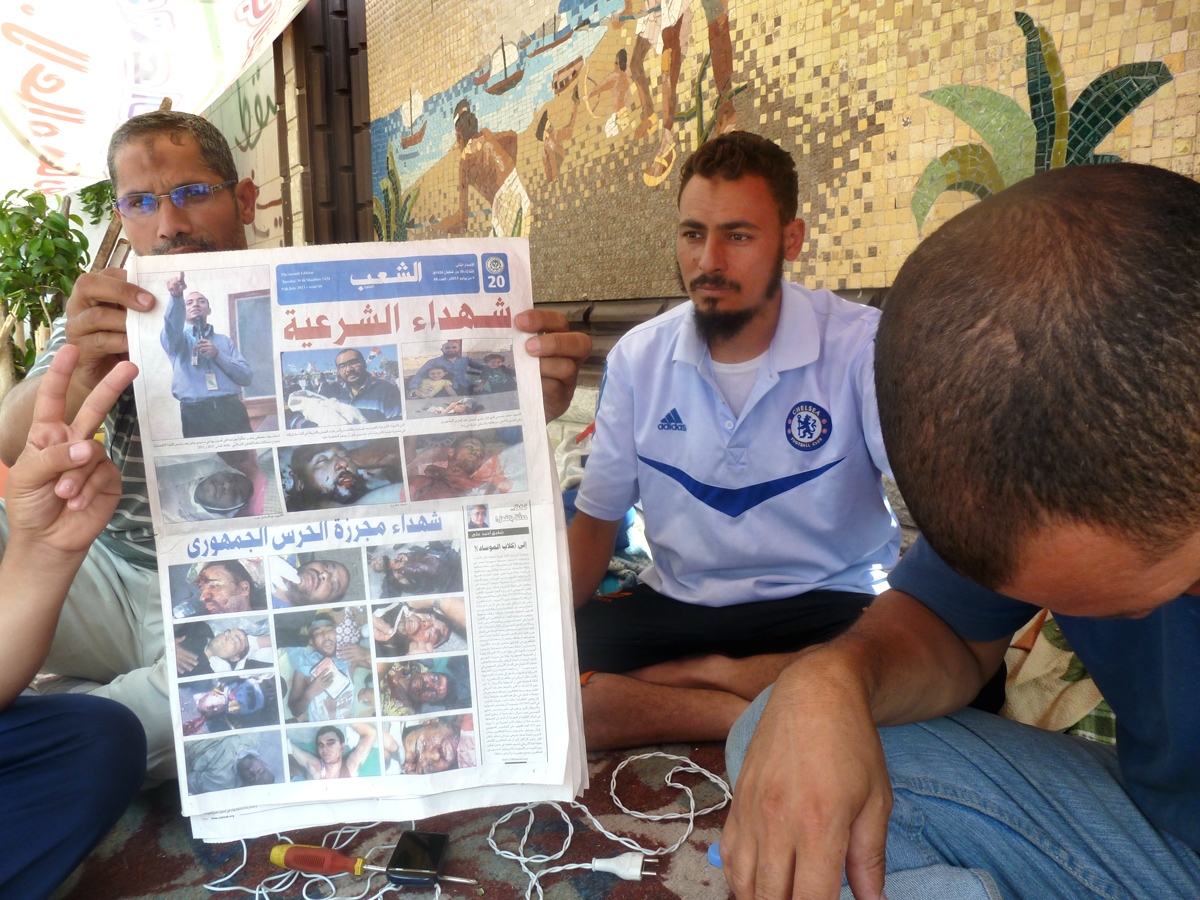
Ärzte der Muslimbruderschaft zeigen Zeitungs-Bilder von am 8. Juli getöteten Mitgliedern ihrer Organisation (12. Juli 2013).

Am 8. Juli erschossen ägyptische Sicherheitskräfte 53 Mursi-Anhänger, die laut offizieller Darstellung das Gebäude der Republikanischen Garde in Kairo stürmen wollten, in dem Mursi festgehalten werden sollte. 435 weitere wurden nach offiziellen Angaben verletzt. Nach westlichen Angaben handelte es sich entgegen der offiziellen Darstellung um einen koordinierten Überfall der Sicherheitskräfte auf größtenteils friedliche Zivilisten um das bis dahin „blutigste staatlich geführte Massaker seit dem Sturz von Husni Mubarak“ und um „einen der blutigsten Vorfälle in der jüngeren Geschichte Ägyptens“.

#### Massentötung von Demonstranten am 27. Juli

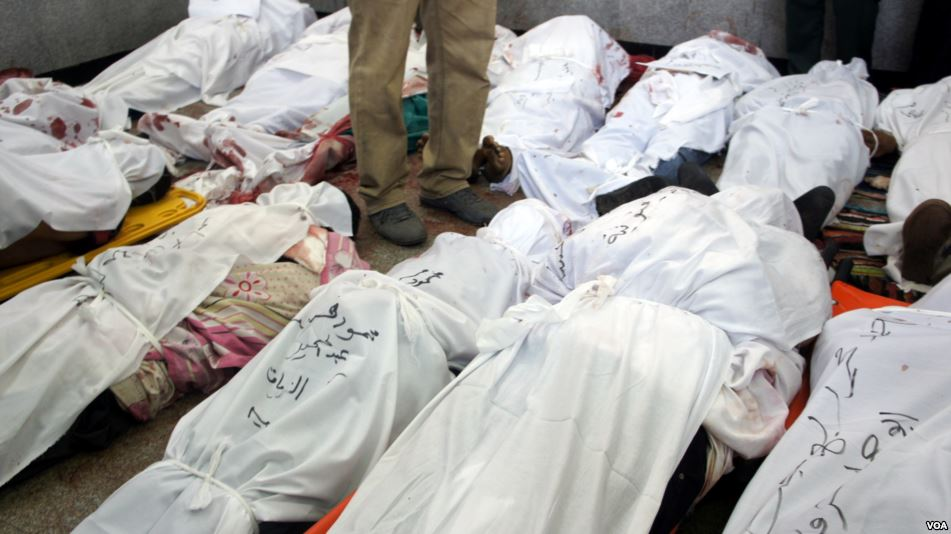
Behelfsmäßige Leichenhalle mit Leichen von Mursi-Anhängern, die am 27. Juli 2013 bei Zusammenstößen mit Sicherheitskräften getötet wurden.

Nachdem Armeeführung und Innenministerium mehrfach angekündigt hatten, die Protestlager der Muslimbrüder in Kairo zu räumen, mit denen diese seit Wochen gegen Mursis Amtsenthebung demonstrierten, rief die Militärführung Ende Juli die Bevölkerung auf, massenhaft für die Armee auf die Straße zu gehen, um den Streitkräften so ein „Mandat“ für die Bekämpfung der Islamisten als „potenziellem Terrorismus“ zu geben. Am 26. Juli folgten Hunderttausende Menschen diesem Aufruf.
Sisi berief sich in der Folge bei der Bekämpfung der Pro-Mursi-Proteste mehrfach auf diese Massendemonstration vom 26. Juli 2013 am Tahrir-Platz als „Mandat des Volkes“ für das Vorgehen des Militärs. Kritiker sahen in dem angeblichen Mandat „zur Bekämpfung des Terrors“ eine verdeckte Drohgebärde gegenüber den Protestteilnehmern in den Protestlagern und einen euphemistischen Vorwand für eine Operation gegen weitgehend friedliche Demonstranten, die seit dem Sturz Mursis durch das Militär mit Sitzblockaden und Protestmärschen in mehreren ägyptischen Städten demonstrierten, darunter auch im Rābiʿa-al-ʿAdawiyya-Protestlager. Die Muslimbruderschaft und andere islamistische Gruppen riefen zu einer Kundgebung gegen den „blutigen Militärputsch“ in der Nähe ihres Protestcamps im Stadtteil Nasr-City auf, um den gleichzeitig stattfindenden Protesten von Unterstützern des Militärs vom 26. Juli entgegenzutreten.
In der Nacht vom 26. auf den 27. Juli 2013 gingen Sicherheitskräfte, viele von ihnen in Zivil, acht Stunden lang gewaltsam gegen die zuvor von Soldaten eingekesselten Pro-Mursi-Demonstranten im Protestcamp am Rābiʿa-al-ʿAdawiyya-Platz nahe der Rābiʿa-al-ʿAdawiyya-Moschee in Nasr-City, einem als Zentrum der Muslimbruderschaft geltenden Stadtteil Kairos, vor. Nach Augenzeugen sollen sich auch lokale Anwohner an den Gefechten beteiligt haben, Scharfschützen zielten von umliegenden Dächern herunter auf Pro-Mursi-Demonstranten. Dabei starben nach staatlichen Angaben mindestens 82 Menschen. Ärzte im Feldlazarett des großen Pro-Mursi-Protestlagers in Nasr-City gaben an, dass mindestens 200 Protestierende getötet und 4500 verletzt wurden, die meisten davon durch versuchte Todesschüsse.
Die Staatsmedien ihrerseits betrieben zu diesem Zeitpunkt eine Art „Dämonisierung“ des Pro-Mursi-Protestcamps am Rābiʿa-al-ʿAdawiyya-Platz. Die Teilnehmer des Protestcamps wurden als ausländische Agenten dargestellt oder als „folternde Bestien, die im Müll hausen“. Das ägyptische Staatsfernsehen behauptete, unter der Rednertribüne am Rābiʿa-al-ʿAdawiyya-Platz, wo sich eine Gemeinschaftsküche der Demonstranten befand, seien Waffenlager, Foltertunnel oder ausländische Terroristen verborgen.
Teilweise wurde in den Medien bereits diese Massentötung von Demonstranten am 27. Juli – wie die zweieinhalb Wochen später am 14. August erfolgte – „Rābiʿa-Massaker“ genannt.

### Vorfeld der Stürmung der Protestcamps

#### Erklärung der Protestlager als Bedrohung der nationalen Sicherheit
Am 28. Juli übertrug Interims-Präsident Mansur Interims-Ministerpräsident Beblawi per Dekret die Befugnis, dem Militär die Verhaftung von Zivilisten zu erlauben, womit eine Beteiligung der Armee an den seit Wochen angekündigten Räumungsaktionen der Protestlager erleichtert wurde.
Die Muslimbruderschaft verurteilte das Vorgehen der Sicherheitskräfte gegen das Protestcamp vom 27. Juli als „Massaker“ und kündigte an, die Protestlager bis zur Freilassung des demokratisch gewählten Präsidenten aus der Untersuchungshaft besetzt zu halten. Im Protestlager der Mursi-Anhänger vor der Rābiʿa-al-ʿAdawiyya-Moschee harrten auch nach dem Blutbad vom 27. Juli weiterhin Tausende Protestteilnehmer aus, umstellt von Hunderten Soldaten und Polizisten, die ausländische Journalisten vom Lager fernzuhalten versuchten. Die Übergangsregierung drohte ebenfalls mit der Räumung des Protestlagers.
In den folgenden Tagen verschärfte die Übergangsregierung ihr Vorgehen gegen die Anhänger des entmachteten Staatspräsidenten und erklärte die Pro-Mursi-Proteste für illegal. Innenminister Mohammed Ibrahim stellte eine baldige Räumung der islamistischen Protestlager in Aussicht. Das Interimskabinett erklärte am 31. Juli, das seit dem Sturz Mursis Anfang Juli von seinen Anhängern besetzte Protestlager auf offener Straße stelle eine Gefahr für die öffentliche Sicherheit dar. Die Übergangsregierung gab an, von den Protestlagern würden „terroristische Akte“ ausgehen. In einer im Fernsehen übertragenen Erklärung wurde verkündet: „Die Regierung hat beschlossen, alle Maßnahmen zu ergreifen, um diese Risiken zu beenden“. Das Kabinett habe den Innenminister angewiesen, tätig zu werden. Am 1. August 2013 forderte das Innenministerium die Anhänger des gestürzten Präsidenten in einer im Staatsfernsehen verlesenen Erklärung auf, ihre Protestcamps in Kairo gegen sicheres Geleit zu verlassen. Den Medien gegenüber erklärte dieses, es existiere kein konkreter Termin für die Räumung der Lager.
Die Protestierer in den Camps verhielten sich ruhig, waren jedoch nicht bereit, den Aufforderungen Folge zu leisten, sondern trafen Vorbereitungen zur Abwehr von Räumungsversuchen. Beim Lager Rābiʿa-al-ʿAdawiyya räumten sie die Straßen vom Müll, um Rettungsfahrzeugen die Anfahrt zu erleichtern. Sie stellten mit Sand gefüllte Eimer zum Löschen von Tränengas-Granaten bereit und stapelten hinter Barrikaden aus Ziegeln und Sandsäcken Steine auf, um sie als Wurfgeschosse einsetzen zu können.

#### Diplomatische Unterstützung des Militärregimes durch die US-Regierung

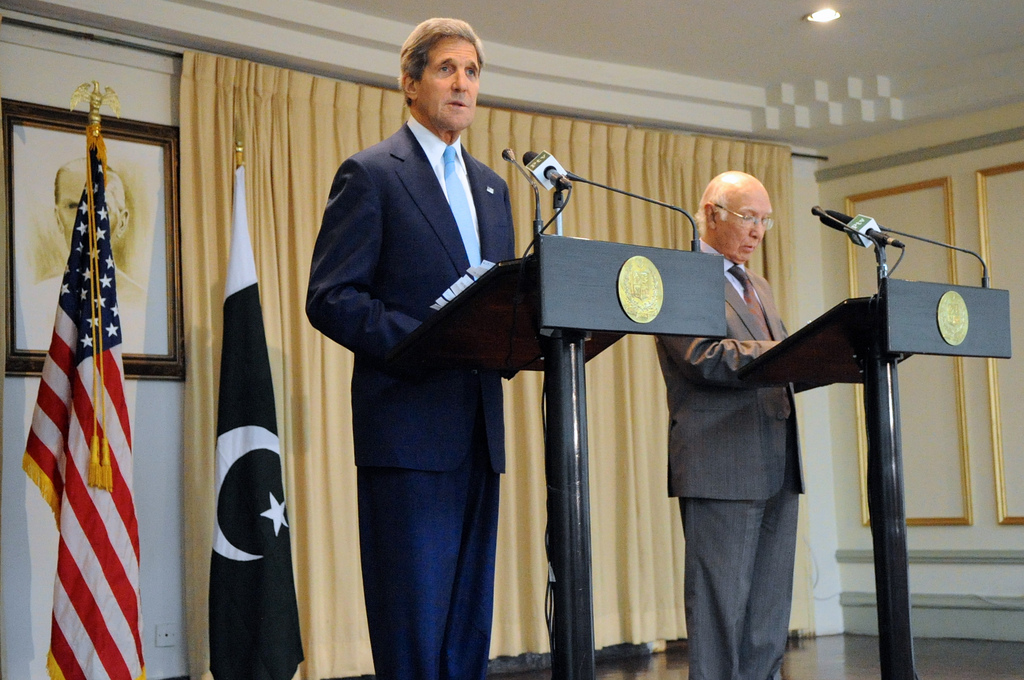
US-Außenminister John Kerry auf Pakistanbesuch am 1. August, wo er das ägyptische Militär für den Sturz Mursis als „Wiederherstellung der Demokratie“ lobte und die Machtübernahme des Militärs bestritt.

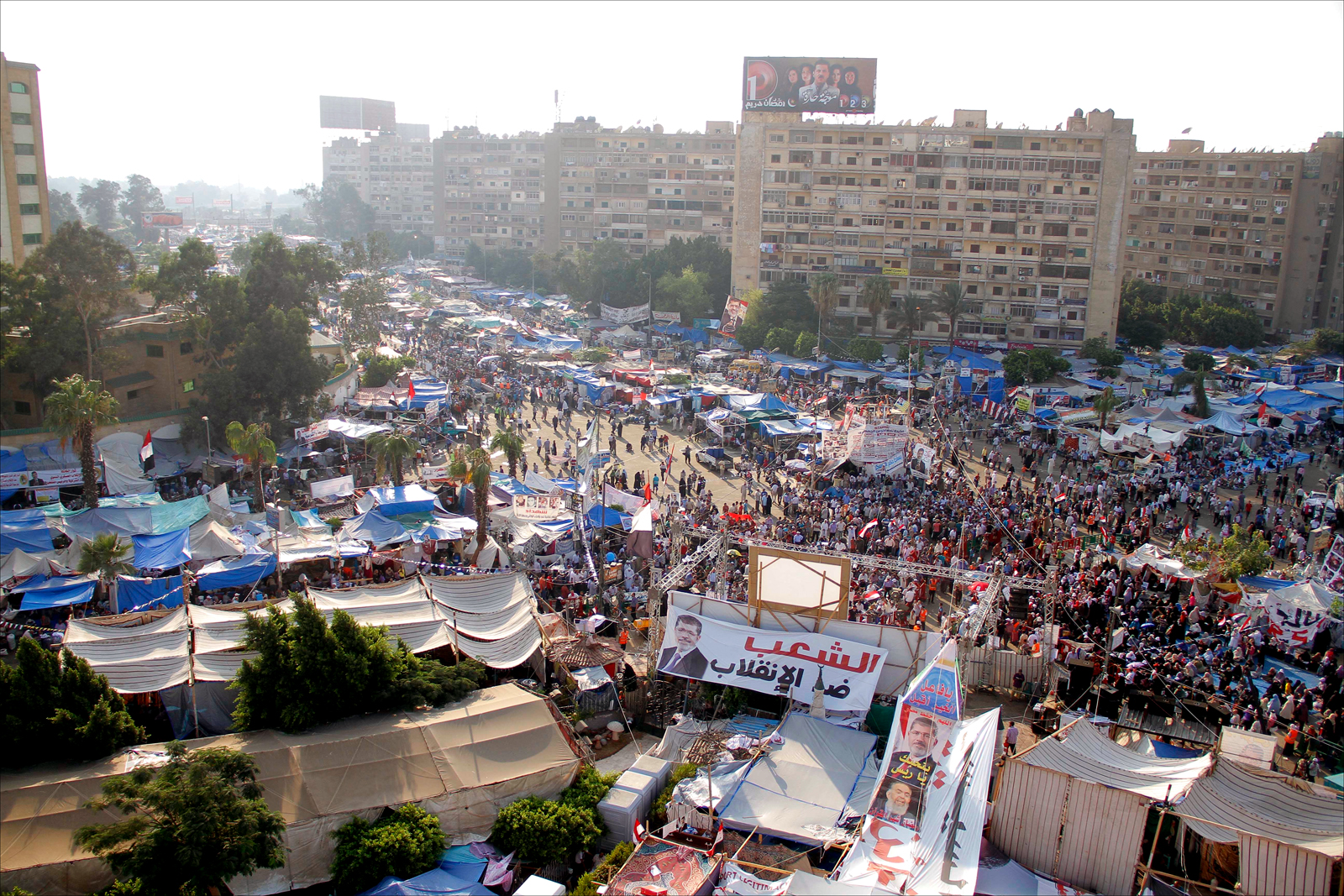
Das Anti-Putsch-Sit-in an der Rābiʿa-al-ʿAdawiyya-Moschee vor der Stürmung, wo bereits seit über einem Monat Pro-Mursi-Demonstranten in Zelten übernachteten (1. August 2013).

Interimsaußenminister Nabil Fahmy nannte die Absetzung Mursis und das weitere Vorgehen der Sicherheitskräfte eine „friedliche Revolution“ gegen ein drohendes islamistisches Regime unter Mursi, während Vize-Übergangspräsident el-Baradei die Gewaltanwendung als „übertriebene Gewalt“ verurteilte.
In dieser Situation erhielt die militärgestützte Übergangsregierung diplomatische Unterstützung der USA, die sich bislang bei der politischen Qualifizierung des Sturzes des gewählten Präsidenten zurückgehalten hatte. Während die von der Armee installierte Zivilregierung angekündigt hatte, die Zeltlager notfalls mit Gewalt aufzulösen, billigte die US-Regierung den Militärcoup nachträglich. Am 1. August, also kurz nach der Massentötung im Protestcamp an der Rābiʿa-al-ʿAdawiyya-Moschee vom 27. Juli, lobte US-Außenminister Kerry während eines Aufenthalts in Pakistan das ägyptische Militär und erklärte, die ägyptische Armee habe mit der Absetzung Mursis die Demokratie wiederhergestellt. Das Militär habe nicht die Macht übernommen, sondern es habe die Schaffung einer zivilen Übergangsregierung bewirkt.
Die Haltung des US-Präsidenten Barack Obama entsprach der Kehrtwende seiner Arabienpolitik. Während er zu Beginn des sogenannten Arabischen Frühlings die Revolutionäre unterstützt hatte und die US-Botschafterin in Kairo, Anne Patterson, den Ägyptern noch sechs Wochen zuvor in einer Rede am 18. Juni 2013 von Straßenprotesten gegen Mursi abgeraten hatte, förderte die Obama-Regierung nun auch in Ägypten wieder autokratische Systeme. Nach den vier auf den Militärputsch vom 3. Juli folgenden Wochen, in denen Obama offen gelassen hatten, wie die USA den Sturz Mursis durch das Militär bewerten würden und in denen die US-Regierung den Begriff „Putsch“ vermieden hatte, fielen die putschbefürwortenden Äußerungen Kerrys vom 1. August in eine Zeit, in der seit dem Putsch unter Militärchef Sisi rund 250 islamistische Demonstranten getötet worden waren und ein Verfassungsdekret erlassen worden war, das keinen demokratischen Grundprinzipien entsprach und für das die den Putsch unterstützenden Politiker und Gruppen vom Militär nicht konsultiert worden waren.

#### Internationale Vermittlungsversuche
Am 4. August 2013 meldeten Medienberichte, dass unter westlicher Vermittlung sowohl die in den Protestcamps ausharrenden Mursi-Anhänger wie auch die vom Militär eingesetzte Übergangsregierung Signale der Kompromissbereitschaft zeigten. Ein Sprecher der Pro-Mursi-Allianz erklärte seinen Respekt für die Forderungen der Massenbewegung, die am 30. Juni demonstriert habe. Er äußerte die Bereitschaft zu Verhandlungen mit der „Nationalen Heilsfront“, in der die weltlichen Parteien der Übergangsregierung zusammengeschlossen waren. Man sei zu einer politischen Lösung bereit, solange sie auf der Legitimität der Verfassung gründet sei. Das vom Militär ausgesetzte Grundgesetz müsse wieder in Kraft gesetzt werden.
Die Übergangsregierung bestand zwar weiter auf eine Schließung der beiden Protestcamps der Mursi-Anhänger in Kairo, betonte aber, dass sie auf eine Blockade setze und nicht auf eine Stürmung, die ein neues Blutbad auslösen könnte. Nachdem das Militär die Lager offenbar blockiert hatte, versprach das Innenministerium den Anhängern Mursis freien Abzug und „eine politische Integration“. Allerdings müssten sich diejenigen verantworten, die Verbrechen begangen hätten. Interimsvizepräsident el-Baradei sagte im Fernsehen: „Es gibt keine Lösung in Ägypten, die sich auf Ausschluss gründen kann. Salafisten, Muslimbruderschaft, Säkulare, Liberale und wer auch immer – wir sind zum Zusammenleben verdammt.“
Am 5. August 2013 wurde in den Medien von einer Annäherung durch einen möglichen politischen Kompromiss unter Vermittlung und Druck westlicher Diplomaten gesprochen. Demnach sollten die Protestcamps, von denen allein in Kairo zu diesem Zeitpunkt drei große existierten, nicht geräumt werden, sondern die Muslimbrüder und ihre Anhänger die Protestcamps selbst in den folgenden Tagen auflösen. Viele Einwohner würden sich beschweren, dass der Verkehr in weiten Teilen Kairos zum Erliegen komme, Demonstranten während der heißen Tage in den Treppenhäusern von Anwohnern schliefen oder Führer der Muslimbruderschaft allabendlich „aufpeitschende Reden“ über Lautsprecher hielten. Die Armeeführung habe angeboten, Übergangsministerpräsident Beblawi zu ersetzen. Zudem sollten mindestens drei Ministerien an die Muslimbrüder und zwei weitere an salafistische Parteien vergeben werden, so dass die Muslimbruderschaft nicht erneut in die Illegalität gerate. Während die Armeeführung in den vorangegangenen Tagen mehrfach gedroht hatte, die Protestcamps der Islamisten mit Gewalt aufzulösen, traf sich Militärchef Sisi mit Vertretern salafistischer Gruppen und signalisierte, dass er nicht weiter mit Gewalteinsätzen gegen die Opposition vorgehen werde.
Ebenfalls an diesem Tag lud das Innenministerium eine Gruppe von lokalen Menschenrechtsorganisationen zu einem Treffen ein, um die Auflösungen der Protestlager zu besprechen. Vertreter des Innenministeriums fragten die Menschenrechtsorganisationen nach ihren Ansichten, wie man die Anzahl der Verluste oder Opfer minimieren könnte, erklärten gleichwohl, dass das Ministerium von 3.500 Toten bei der Räumung der Lager ausgehe.
Die von US-Präsident Barack Obama persönlich Ende Juli mit einem Schlichtungsauftrag zu Treffen mit Armeechef Sisi und Vizepräsident Mohamed el-Baradei entsendeten US-Senatoren John McCain und Lindsey Graham äußerten sich am 7. August 2013 entsetzt über die Lage in Kairo. In krassem Gegensatz zu den Äußerungen des US-Außenministers John Kerry, der den Sturz des seitdem inhaftierten Staatspräsidenten Mursi Anfang August in einem Interview legitimiert hatte, bezeichneten sie ihn als „Putsch“ und machten deutlich, dass sie die Absetzung Mursis nicht hinzunehmen bereit seien. Graham betonte: „Die Verantwortlichen sind nicht gewählt, die Gewählten sind im Gefängnis. Der Zustand ist nicht akzeptabel“. McCain bezeichnete es als Irrtum zu „glauben, Legitimität durch Gewalt herstellen“ und „nur mit Gefangenen verhandeln zu können“. McCain zeigte sich bei seinem Besuch in Kairo über die Lage in Ägypten sehr besorgt und warnte, das Land sei nur Tage oder Wochen von einem „totalen Blutvergießen“ entfernt, falls keine politische Lösung gefunden werde.

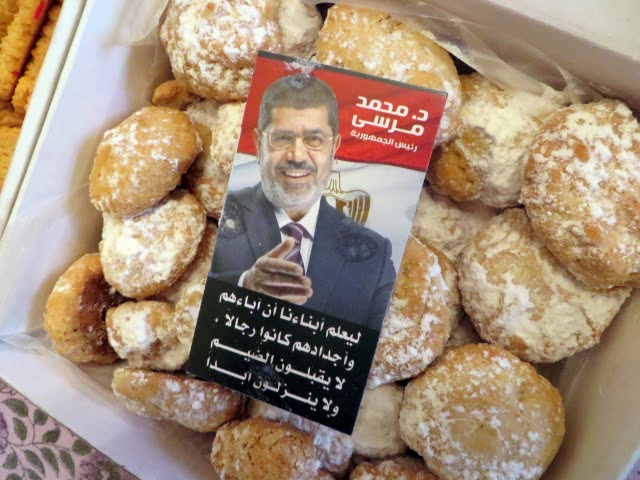
Ramadan-Süßwaren als Protestmittel für die Wiedereinsetzung des gestürzten Präsidenten Mursi (8. August 2013).

Mitten in Besuch der beiden US-Senatoren erschien am 7. August 2013 die Meldung der staatlichen Zeitung Al-Ahram unter Berufung auf offizielle Kreise, dass die Übergangsregierung die internationalen Vermittlungsbemühungen in Kürze für gescheitert erklären und das Interims-Präsidialamt die Proteste gegen den Sturz des gewählten Präsidenten Mohammed Mursi als nicht gewaltfrei einstufen werde. Noch am selben Tag erklärte die ägyptische Präsidentschaft die diplomatischen Anstrengungen für eine friedliche Lösung zwischen der militärgestützten Interims-Regierung und der Muslimbruderschaft für gescheitert. Die Interimsregierung drohte ein scharfes Durchgreifen gegen Pro-Mursi-Demonstrationen an, nachdem sie Zurückhaltung während des für Muslime heiligen Monats Ramadan gezeigt habe. Die US-Botschaft riet US-Bürgern am 7. August 2013, sich von den Pro-Mursi-Protesten in der Rābiʿa-al-ʿAdawiyya in Kairo und in der Al-Nahda-Gegend in Kairo-Gizeh angesichts der drohenden Gewalt fernzuhalten. Am Abend des 8. August behauptete der ägyptische Militärsprecher Ahmed Ali, dass die Sitzstreiks nicht friedlich seien und angesichts des Vorhandenseins von Waffen und fortgesetzter Aufwiegelung eine nationale Sicherheitsbedrohung darstellen würden. Er fügte hinzu, ein schneller Akt zur Zersprengung der Proteste könne angesichts der Gegenwart von Kindern und Frauen in der Menge negative Folgen haben, weshalb eine sorgfältige Vorbereitung der Strategie zur Zersprengung vorgenommen werde. Die Übergangsregierung gab an, den Verlust von Menschenleben minimieren zu wollen und drängte die Demonstranten abzuziehen, bevor das Innenministerium Maßnahmen ergreife um sie zu entfernen. Die Demonstranten hielten demgegenüber den Widerstand aufrecht. Einige Protestteilnehmer errichteten Metallzäune, um die Sitzstreiks vor den Sicherheitskräften zu schützen.

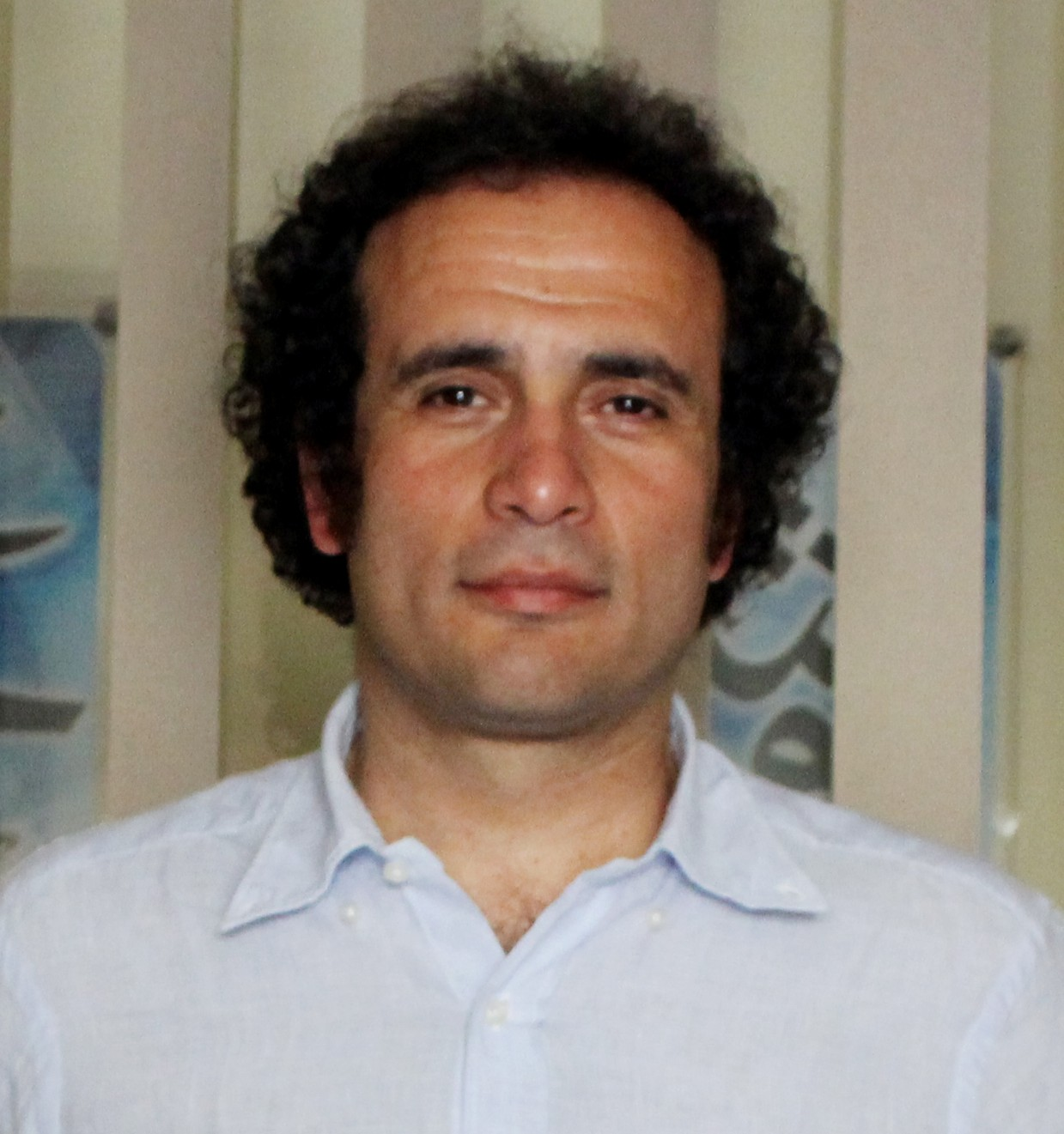
Amr Hamzawy, Vorsitzender der Partei Freiheitliches Ägypten

Nachdem die Übergangsregierung die internationalen Vermittlungsbemühungen Anfang August für gescheitert erklärt hatte, sagte der liberale Politologe, Menschenrechtler und Vorsitzende der oppositionellen Partei Freiheitliches Ägypten, Amr Hamzawy, in einem am 9. August 2013 veröffentlichten Interview mit Zeit Online, alle Menschenrechtsverletzungen nach dem 30. Juni 2013 müssten untersucht und aufgeklärt werden. Dies gelte sowohl für die Gewalttaten mit über 130 Toten „vor dem Klub der Republikanischen Garde“ (Zwischenfall in Kairo vom 8. Juli) und „vor dem Denkmal des Unbekannten Soldaten“ (Massentötung in Kairo am 27. Juli 2013), als sich die Anhänger der Muslimbrüder dort versammelt hatten, als auch „für Gewalttaten, in die die Muslimbrüder verwickelt sind“. Ägypten drohe „in einer Spirale von Gewalt und Gegengewalt zu versinken“. Die Absetzung des gewählten Präsidenten durch die Armee im Zusammenhang mit einer Massenmobilisierung habe die Muslimbrüder in eine politisch aussichtslose Lage gebracht. Die die Entmachtung der Muslimbruderschaft unterstützenden Kräfte wie die „nach wie vor im Verwaltungsapparat und in den Sicherheitsorganen verankerte und mit Teilen der Wirtschaftselite verbündete“ „alte Mubarak-Garde“ zeigten kaum Bemühungen zu einer Entspannung der Lage, sondern wollten das alte System reinstallieren, die Muslimbrüder aus der Politik verbannen und auch die demokratischen Kräfte ausschließen. Gegen Demokraten, die gegen Menschenrechtsverletzungen protestierten und Rechtsstaatlichkeit und Demokratie einforderten, werde von Seiten der neuen Machthaber „eine regelrechte Treibjagd“ veranstaltet.
Das Washington Institute for Near East Policy (WINEP) berichtete am 9. August 2013, dass in den Interimsbehörden bereits interne Spannungen und Debatten über mögliche Folgen eines scharfen Vorgehens aufkamen, bei denen Vize-Präsident el-Baradei und andere führende Offizielle schon mit Rücktritt drohten. Jeder prominente Rücktritt, insbesondere der von el-Baradei, so urteilte Adel El-Adawy für das WINEP, würde die Glaubwürdigkeit der Übergangsregierung untergraben und den fortlaufenden politischen Prozess destabilisieren. Ein aggressives Vorgehen der Sicherheitskräfte würde es der Muslimbruderschaft auch erschweren, sich am politischen Prozess zu beteiligen und ihre politische Marginalisierung fördern.

### Ultimatum und Angaben zum Räumungsplan

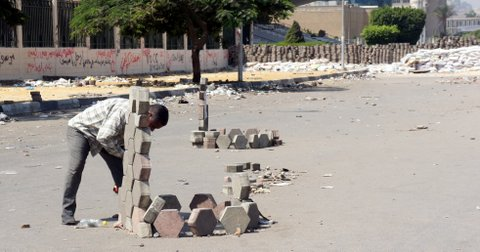
Mit Pflastersteinen sind Stellen markiert, an denen im Juli Demonstranten getötet worden waren (12. August 2013).

Zum Ende des dreitägigen Festes zum Ramadanende (Id Al-Fitr) am 10. August 2013 hatte die neue Übergangsregierung den Pro-Mursi-Demonstranten das Ultimatum gesetzt, ihre Protestlager an der Rābiʿa-Moschee und am Nahda-Platz zu räumen. Ab dem Morgen des 11. August werde dann eingeschritten.
Im frühen August gab es zahlreiche Meldungen in den ägyptischen Medien über einen Plan zur friedlichen Räumung der Sit-ins unter minimaler Gewaltanwendung, der in Gegensatz zu den vorangegangenen gewalttätigen Aktionen und Massentötungen stand. Andere Berichte gaben an, dass eine bestimmte Anzahl an Toten – bis zu 5000 – für die Räumungsplanung als „angemessener“ Verlust angesehen werde.
Am 10. August 2013 meldete die arabische Zeitung Al-Sharq Al-Awsat unter Berufung auf einen Verantwortlichen, die ägyptischen Sicherheitskräfte wollten den Dauerprotest der Islamisten in Kairo ohne Blutvergießen beenden. Die Umsetzung des Plans könne bis zu drei Monate in Anspruch nehmen. Der ägyptischen Polizei zufolge solle in den folgenden Tagen zunächst der Zugang zu dem Protestlager rund um die Rābiʿa-al-ʿAdawiyya-Moschee in Kairo blockiert werden. Anschließend werde die Polizei das Zeltlager der Anhänger des gestürzten Präsidenten Mursi mit Tränengas und Wasserwerfern attackieren. Zudem bestehe die Absicht, die Wasserversorgung der Protestierenden zu kappen und durch Abriegelung der Zufahrten dafür zu sorgen, dass keine Lebensmittel mehr in die Zeltstadt gelangen. Der arabische Nachrichtensender Al Jazeera berichtete am 10. August, dass sich Mursi-Anhänger offenbar auf eine Räumung des Protestlagers in Nasr-City vorbereiteten. Die Organisatoren der Proteste erklärten einer Al-Jazeera-Korrespondentin, sie hätten Schutzschilde aus Stahl auf Rädern als Sicherheitsbarrieren gebaut.
Ebenfalls am 10. August veröffentlichte die in London erscheinende Al-Sharq al-Aswat einen auf Interviews mit unbenannten ägyptischen Offiziellen beruhenden Beitrag, der Angaben über die angeblichen Regierungspläne zu der Auflösung der Sit-ins machte. Darin wurde eine Quelle zitiert, nach der das Innenministerium für die von dem Kabinett zu bestätigenden Pläne zur Auflösung der Protestlager einschätze, dass eine „forcierte Auflösung zu einem schnellen Ende des Sit-ins in den Tod von zwischen 3.000 und 5.000 Demonstranten resultieren würde“.
Am 11. August 2013 drohten Sicherheitskräfte den Demonstranten, die andauernden Pro-Mursi-Protestlager an der Rābiʿa-al-ʿAdawiyya-Moschee und am Nahda-Platz innerhalb von 24 Stunden aufzulösen. Die Nachrichtenagentur Reuters kündigte die Wahrscheinlichkeit weiteren Blutvergießens an, da Sicherheits- und Regierungsquellen erklärten, für den 12. August das Vorgehen der Polizei gegen die Unterstützer Mursis erwarten zu wollen. Noch am 11. August berichteten Nachrichtenagenturen über friedliche Protestaktionen der Unterstützer Mursis mit der Forderung der Wiedereinsetzung Mursis als legitimen Präsidenten, wie dem Ritt eines Kindes auf einem mit Militärsymbolen und der Beschriftung „Ägyptischer Armeechef General Abdel Fattah al-Sisi“ versehenen Esel über den Rābiʿa-al-ʿAdawiyya-Platz. Am 12. August verschoben die Behörden die geplanten Aktionen gegen die Demonstranten und gaben an, sie würden Blutvergießen vermeiden wollen, nachdem Mursi-Unterstützer ihre Stellungen befestigten und ihre Sitzstreiks durch Tausende weitere Demonstranten verstärkten.
Am 12. August zitierte ein Al-Masry al-Youm-Artikel Sicherheitsquellen, nach denen das Innenministerium die Opferzahl auf 10–25 Prozent der in den Sit-ins Anwesenden einschätzte und gab an, diese Zahl sei in dem vom National Defense Council bestätigten Räumungsplan inbegriffen.

Bilder aus dem Antiputsch-Protestlager an der Rābiʿa-al-ʿAdawiyya-Moschee vom 12. August 2013
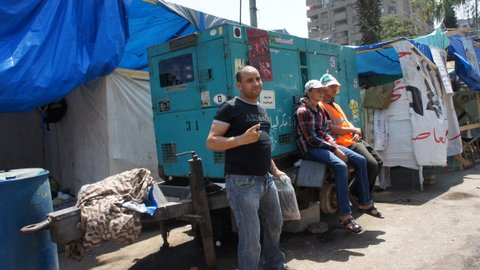
Ein Generator soll die Stromversorgung für den Fall gewährleisten, dass die Machthaber den Strom im Gebiet abstellen.
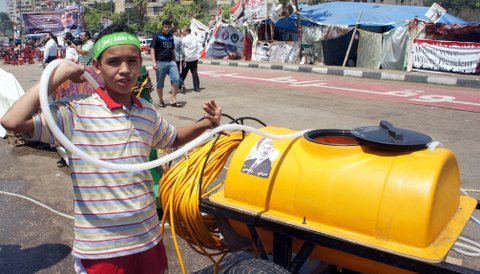
Durch Abspritzen kühlt ein Junge Demonstranten in der Augusthitze ab.
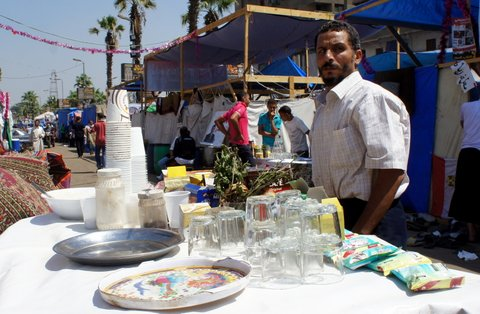
Ein Teeverkäufer an seinem Verkaufsstand.
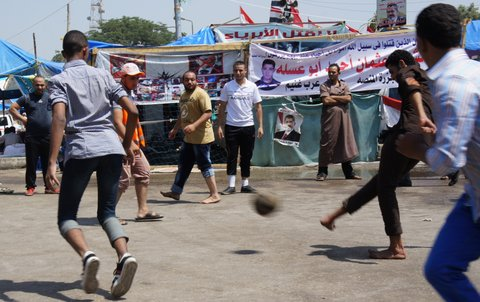
Straßenfußball im Protestcamp.
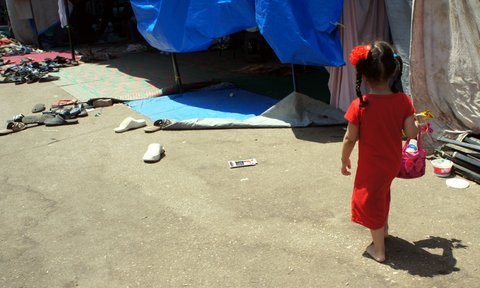
In den Zelten halten sich auch kleine Kinder auf.

Die Atmosphäre im Rābiʿa-al-ʿAdawiyya-Sit-in in der Nacht vom 13. August auf den 14. August 2013 vor der gewaltsamen Räumung wurde von Seite westlicher Beobachter als entspannt beschrieben. Die in Kairo lebende Soziologin Amy Austin Holmes von der American University in Cairo, die zu einer Anzahl von Journalisten und Beobachtern gehörte, die das Sit-in am Rābiʿa-Platz in der Nacht vor der Massentötung des 14. August besuchten, und die zusammen mit einem befreundeten Journalisten von dem Angebot einer Besichtigungstour des Sit-ins Gebrauch gemacht hatte, berichtete, auf Trampolinen springende Kinder und Fußball spielende Männer gesehen zu haben. Es habe keine Anzeichen eines heraufziehenden Unheils gegeben. Entgegen der staatlichen Propaganda habe sie weder eine terroristische Ausrichtung des „Sit-ins“ bestätigen können, noch seien ihr Gesprächspartner aus der Muslimbruderschaft begegnet. Die vielen Banner im Sit-in hätten Aufschriften getragen wie „Das Volk will die Rückkehr des Präsidenten“, „Demokratie gegen Putsch“, „Wir haben den Militärputsch in Ägypten abgelehnt“, „Tierärzte für Mursi“, „Lehrer für Mursi“, „Liberale für Mursi“ oder „Die Armee hat meine Stimme weggeworfen“.
In der gleichen Nacht wurden Medienberichten zufolge bei „Straßenschlachten“ in Kairo ein Mensch getötet und zahlreiche verletzt. Als Hunderte Anhänger Mursis in mehreren Demonstrationszügen durch Kairo zogen, kam es immer wieder zu Zusammenstößen mit Unterstützern der Übergangsregierung. Nach Darstellung der Muslimbruderschaft gaben Polizisten in Zivil Schüsse auf einen Demonstrationszug ab, während die Sicherheitskräfte angaben, die Situation sei zwischen zwei verschiedenen Gruppen eskaliert, die mit Schrotkugeln aufeinander geschossen hätten. Seit Mursis Sturz waren bei gewaltsamen Zusammenstößen zwischen Sicherheitskräften und Putschgegnern sowie zwischen Mursi-Unterstützern und -Gegnern zu diesem Zeitpunkt Medienangaben zufolge bereits mehr als 250 Menschen getötet worden. Bei mindestens über 160 Todesopfern handelte es sich laut Human Rights Watch um Antiputsch-Demonstranten, die von Sicherheitskräften in „außergerichtlichen Massenhinrichtungen“ erschossen wurden.

## Ablauf am 14. August 2013

### Ablauf nach Orten des Geschehens in Kairo

#### Stürmung der bestehenden Protestlager am Rābiʿa-al-ʿAdawiyya- und Al-Nahda-Platz
Am 14. August 2013 räumten Militär und Polizei mit Waffengewalt und schwerem Gerät zwei Protestlager von Anhängern Mursis im Kairoer Großraum. Die Polizei handelte dabei unter Schutz des Militärs. Nach Augenzeugenberichten von vor Ort befindlichen Journalisten schoss die „Militärpolizei“ (Der Spiegel) bei der Räumung der Lager mit scharfer Munition auf die Protestierenden. Bewaffnete Kräfte feuerten auch von Häuserdächern aus in die Menge. Von Scharfschützen auf Dächern, die in die Lager schossen, berichteten Augenzeugen und Korrespondenten. Die Regierung versicherte dagegen noch am 14. August, die Sicherheitskräfte hätten nur Tränengas und Gummigeschosse eingesetzt. Zusätzlich zum Schusswaffeneinsatz setzten die Sicherheitskräfte Tränengas ein, rückten mit Bulldozern und gepanzerten Fahrzeugen auf die Zeltstädte vor. und zerstörten von den Demonstranten errichtete Barrikaden.
Unmittelbar nach der Räumung wurden allein über 1100 Demonstranten von Rābiʿa und Nahda von der Polizei festgenommen. Viele der am 14. August 2013 Festgenommenen waren auch zum Zeitpunkt des ein Jahr später veröffentlichten Human-Rights-Watch-Berichtes weiterhin in Haft.

##### Nahda-Sit-in (Dokki in Kairo-Gizeh)
Das erste Protestlager auf dem Al-Nahda-Platz im in Gizeh gelegenen Stadtteil Dokki wurde von der Polizei am Vormittag innerhalb von drei Stunden „mit blutiger Gewalt“ geräumt. Die Central Security Forces wurden bei der ab etwa 6 Uhr morgens beginnenden Auflösung des Sit-ins am Al-Nahda-Platz von der Armee unterstützt.
Die gewaltsame Auflösung des Sit-ins am Al-Nahda-Platz folgte dem gleichen Muster wie bei der Räumung des Rābiʿa-Sit-ins, spielte sich jedoch vermutlich aufgrund der geringeren Größe und anderen geographischen Beschaffenheit des Areals weitaus schneller ab. Sicherheitskräfte forderten die Demonstranten etwa um 6 Uhr morgens über Lautsprecher zum Verlassen des Geländes auf, feuerten aber praktisch sofort auf Demonstranten, einschließlich derer, die versuchten das Gebiet über die ausgewiesenen „safe exits“ zu verlassen. Zeugenberichten zufolge soll die Polizei sowohl vorsätzlich als auch unterschiedslos mit Tränengas, Schrotmunition und scharfer Munition auf Demonstranten gefeuert haben. Augenzeugen zufolge begann ein Bulldozer mit dem Abriss hölzerner Tragekonstruktionen vor dem Sit-in, bevor er weiterfuhr, um die Truppen dabei zu unterstützen, die zu Al-Nahda führenden Sandsackbarrikaden zu räumen. Die Sicherheitskräfte traten angeblich in voller Kampf- und Schutzausrüstung an und trugen Gasmasken, Helme und Vollkörpermontur.

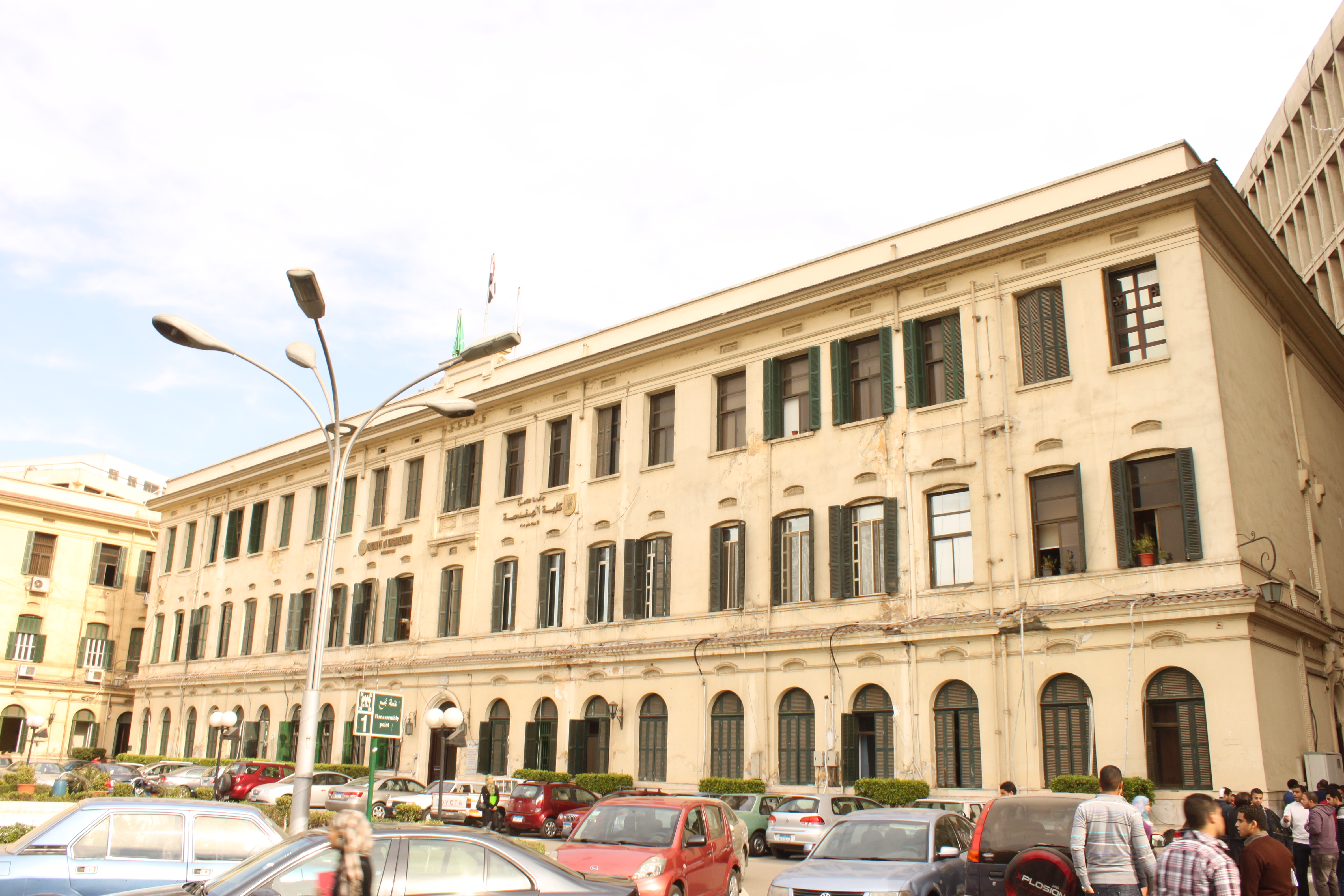
Universität Kairo: Fakultät für Ingenieurwissenschaften

Als Demonstranten in dem Gebäude der Fakultät für Ingenieurwissenschaften der nahegelegenen Universität Kairo Zuflucht suchten, folgte weitere Gewalt, als Sicherheitskräfte auf die im Gebäude verbarrikadierten Demonstranten feuerten.
Anwohner spendeten Beifall, als die Sicherheitskräfte das Nahda-Sit-in räumten. Drei Stunden nach Beginn der Räumungsaktion teilte das Innenministerium um 9 Uhr vormittags mit, die Polizei habe den Al-Nahdha-Platz im Stadtteil Gizeh vollständig unter Kontrolle gebracht. Im Fernsehen wurde Videomaterial gezeigt, das den von Demonstranten geräumten Platz zeigte.
Dennoch fanden noch bis zum frühen Abend sporadische Zusammenstöße an der Fakultät für Ingenieurwissenschaften – etwa 200 Meter südöstlich in der Universität – statt, wo Dutzende Demonstranten sich selbst bis etwa um 20 Uhr verbarrikadierten.
Etwa um 15 Uhr fand ein Kampf mit Schusswaffen innerhalb des Zoologischen Gartens in Gizeh statt, wobei mit Maschinengewehren, Sturmgewehren und Schrotflinten geschossen worden sein soll. Sporadisches Gewehrfeuer wurde auch noch durch den Nachmittag in dem umgebenden Gebiet gehört.
Am 9. September 2013 behauptete die Staatsanwaltschaft Gizeh, dass die Gewalt der Al-Nahda-Demonstranten zur Inbrandsetzung von 29 Polizeifahrzeugen geführt habe und dass scharfe Munition, Schrotmunition und Molotow-Cocktails Feuer verursacht hätten. Außerdem hätten Demonstranten 50 Schusswaffen der Sicherheitskräfte gestohlen und das Gebäude der Ingenieurwissenschaften in Brand gesetzt.

##### Rābiʿa-Sit-in (Nasr-City in Kairo)

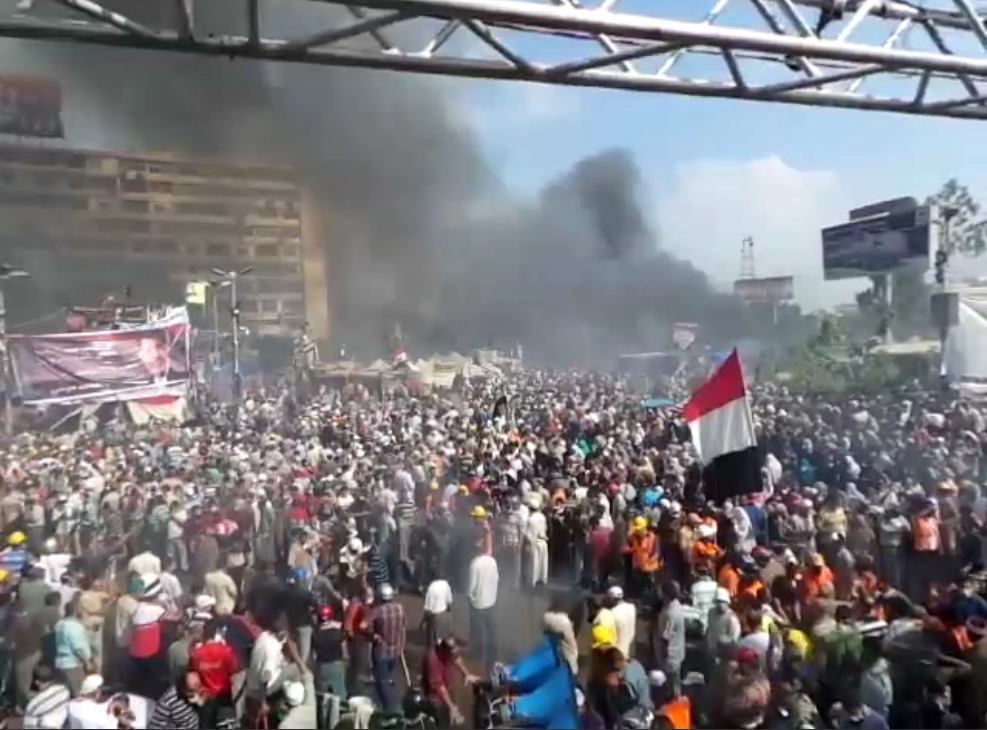
Rābiʿa-al-ʿAdawiyya in Nasr-City am 14. August 2013.

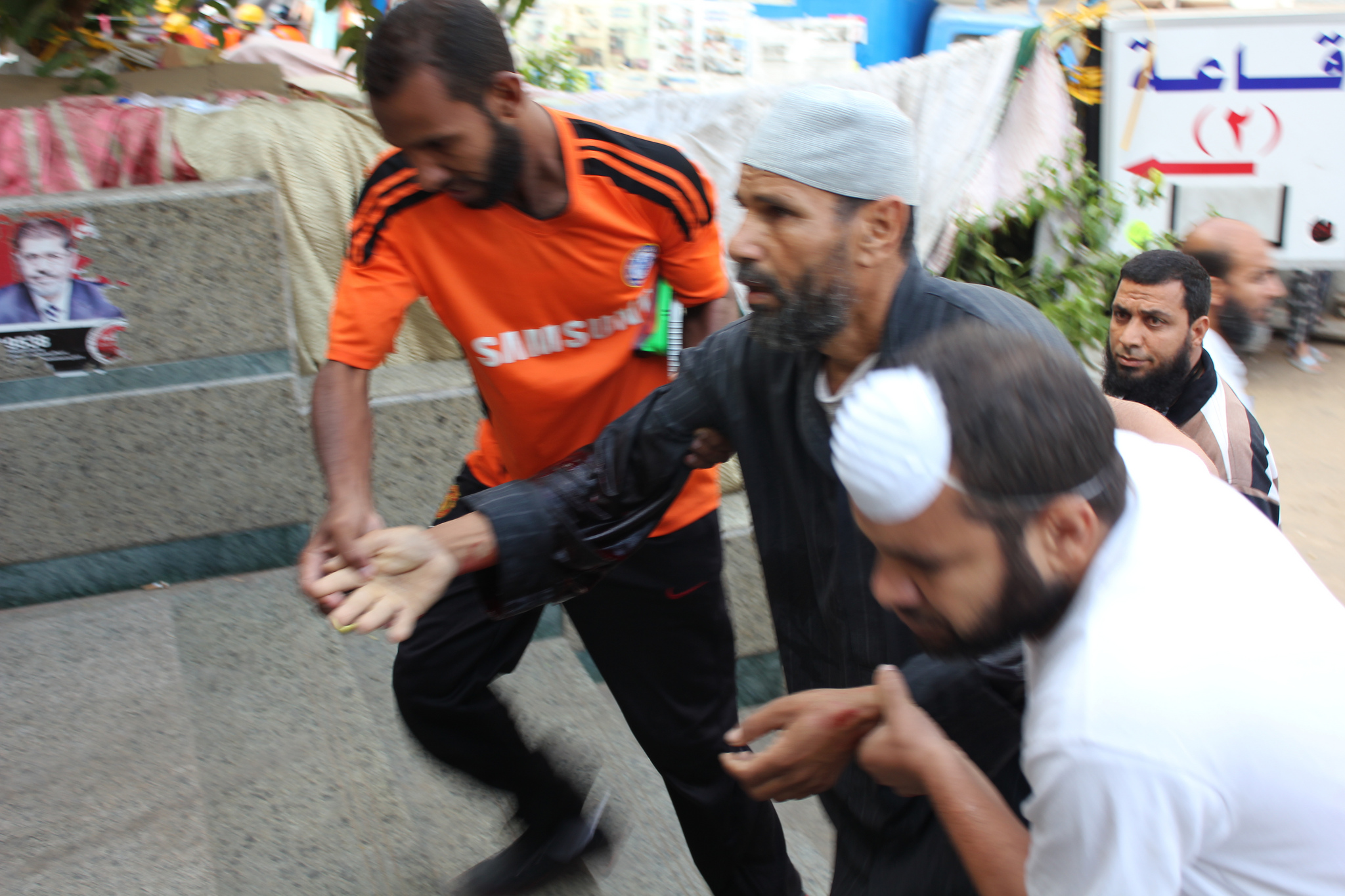
Feldlazarett im Rabia-Sit-in: Männer beeilen sich, verwundete Demonstranten zur medizinischen Versorgung zu bringen.

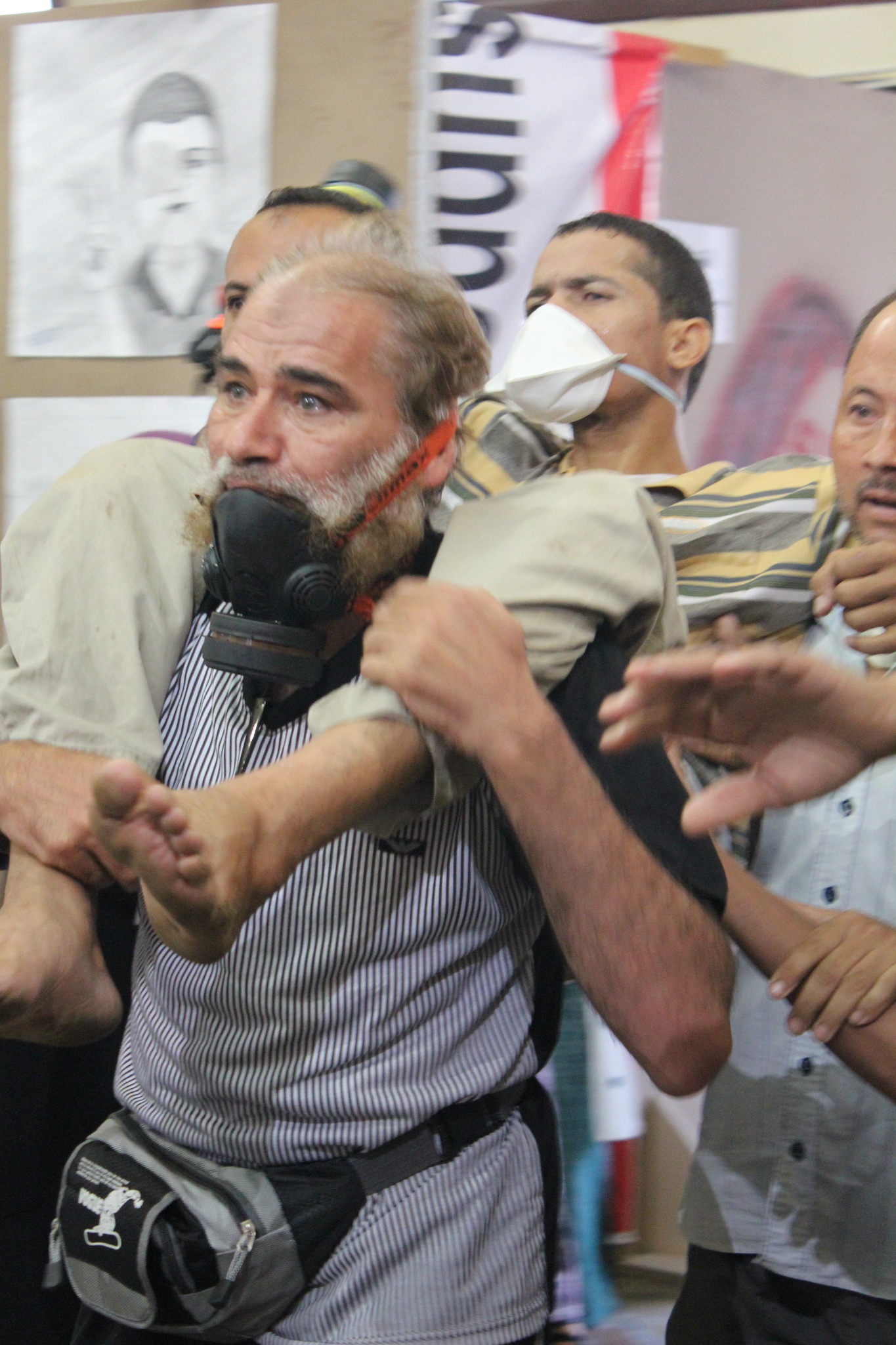
Eile beim Transport verletzter Demonstranten in das Feldlazarett im Rābiʿa-Sit-in

Das zweite und größere Lager vor der Rābiʿa-al-ʿAdawiyya-Moschee in Nasr-City, wo sich noch immer Tausende Frauen und Kinder aufhielten, wurde nach 6 Uhr am Morgen von Polizei und Militär umzingelt und nach einer sich über etwa zehn bis zwölf Stunden hinziehenden Operation zum Abend vollständig und mit Brutalität geräumt.
Etwa um 7 Uhr morgens begannen Polizisten, in das umzingelte Protestlager Tränengas zu schießen und Zelte mit Bulldozern zu beseitigen. Entgegen der Ankündigung des Innenministeriums, dass die Sicherheitskräfte nur schrittweise einrücken und ein gesicherter Ausgang zum Verlassen des Protestlagers gelassen werde, schienen kurz nach dem Angriff mehrere Tausend Menschen in dem Hauptlager nahe der Rābiʿa-al-ʿAdawiyya-Moschee gefangen zu sein, während Scharfschützen auf diejenigen, die zu flüchten versuchten, herabschossen und Bereitschaftspolizisten mit Tränengas und Schrotschüssen von allen Seiten vorrückten. Den einjährigen Recherchen von Human Rights Watch zufolge griffen die Sicherheitskräfte das Rābiʿa-Protestlager von allen Haupteingängen aus mit bewaffneten Mannschaftswagen, Räumfahrzeugen, Bodentruppen und Scharfschützen an. Sie eröffneten demnach das Feuer auf große Menschenmengen mit wenigen oder auch ohne Warnungen. Human Rights Watch zufolge erfolgte der Beschuss durch die Sicherheitskräfte mit scharfer Munition bereits innerhalb von Minuten nach dem Angriff, teilweise in intensiven Salven. Das Sterben von Demonstranten begann unmittelbar zu Anfang des Angriffs.
Fast zwölf Stunden lang – bis zu den letzten Minuten vor Ende der Räumung – habe entgegen den vorherigen offiziellen Versprechen kein sicherer Ausgang aus dem Lager für die gefangenen Protestteilnehmer bestanden. Demonstranten suchten daher Deckung in der immer weiter schrumpfenden Fläche, während Sniper von den Dächern einzelne menschliche Ziele auswählten und die Polizei vom Boden aus wahllos in die Menge feuerte.
Die Sicherheitskräfte beschossen selbst behelfsmäßige medizinische Einrichtungen und setzten Scharfschützen gegen Personen ein, die versuchten, in das Rābiʿa-Krankenhaus hinein oder aus ihm heraus zu gelangen. Die Protestteilnehmer wehrten sich mit Knüppeln, Steinen und Macheten gegen die angreifenden Sicherheitskräfte und schossen Feuerwerkskörper auf die anrückenden Truppen. Am späten Morgen wurden Zelte niedergerissen und Militärhubschrauber kreisten über dem Gelände. Die vorrückenden Sicherheitskräfte und Sniper auf den Dächern der Gebäude intensivierten den Beschuss im Laufe des Morgens und feuerten zeitweilig kontinuierlich über Minuten hinweg ohne Unterbrechung. Der Haupteingang des Rābiʿa-Krankenhauses, der von den Demonstranten „Sniper-Allee“ genannt wurde, befand sich den Großteil des Tages über unter Sniper-Beschuss und stellte eine ernsthafte Gefahr für diejenigen dar, die medizinische Versorgung aufsuchen wollten.
Viele der Demonstranten, die nicht in Deckung gegangen waren, schlossen sich den sogenannten „Sicherheitsabteilungen“ der Demonstranten an, junge Männer am Rande der Demonstration warfen Steine und Molotov-Cocktails auf die vorrückenden Sicherheitskräfte und trugen, in einigen Fällen, Stöcke und Schläger. Einige Demonstranten trugen auch Schusswaffen und schossen auf die Polizei, doch sei die Anzahl bewaffneter Demonstranten nach Zeugenangaben limitiert gewesen. So fand die Polizei unter den Zehntausenden Demonstranten nicht mehr als 15 Schusswaffen (neun automatische Waffen, eine Pistole und fünf selbsthergestellte Schusswaffen sowie eine große Menge an Munition) und hatte nach eigenen Angaben den Verlust von nicht mehr als 8 Männern zu beklagen. Die Polizei positionierte sich offen und ohne Deckung suchen zu müssen auf Dächern und gepanzerten Mannschaftstransportern, als sie auf die Demonstranten feuerte und vorrückte.
Etwa um 9 bis 10 Uhr vormittags führte die behelfsmäßige Verteidigungsstrategie, sich auf strategische Punkte an den Eingängen zu konzentrieren, zeitweilig zu dem Erfolg, das Vorrücken der Sicherheitskräfte zu verzögern. Zentrum des Widerstands soll ein sieben Stockwerke hoher Beton-Rohbau, von den Demonstranten Muneyfa-Gebäude genannt, gewesen sein. Kurz nach Mittag wurde eine kurze Kampfpause mit verringerten Auseinandersetzungen durch heftige Schusswechsel zwischen Polizei und im Muneyfa-Gebäude befindliche Personen unterbrochen. Sicherheitskräfte in Zusammenarbeit mit Snipern intensivierten den Beschuss und machten einen endgültigen Vorstoß zur Mitte des Platzes. In diesen letzten Stunden wurden viele getötet, während kein Teil des Platzes von dem häufigen Beschuss ausgenommen war. Kurz nach 15:30 Uhr erlangte die Polizei schließlich die Kontrolle über das Muneyfa-Gebäude und seine Stockwerke. Sicherheitskräfte eröffneten das Feuer auf Einrichtungen, die zu behelfsmäßigen medizinischen Versorgungsstellen umfunktioniert worden waren, einschließlich des Rābiʿa-Krankenhauses, des Feldhospitals, und des an die Rābiʿa-Moschee angrenzenden Hofes. Ein Video belegt, wie Polizisten in die provisorische Klinik neben der Moschee eindrangen und sofort auf einen am Boden liegenden Verletzten schossen.
Über eine bestimmte Zeitdauer am späten Nachmittag gelang es Islamisten laut einem Bericht der New York Times, die Polizei weit genug zurückzudrängen, um eine fast sichere Passage zu einem Krankenhausgebäude am Rand des Protestlagergeländes zu schaffen, die jedoch über einen rund 20 Meter breiten Streifen vor den Krankenhaustüren für Sniperbeschuss von oben erreichbar blieb. Eine Anzahl von Islamisten aus der Umgebung der Stadt strömte zur Verstärkung zurück in das Lager. Kurz vor der Abenddämmerung erneuerten Soldaten und Polizisten den Druck und zwangen die Islamisten zur Flucht. Laut Human Rights Watch kamen gepanzerte Mannschaftstransportwagen um etwa 16:30 Uhr am Rābiʿa-Krankenhaus an und begannen direkt in das Rābiʿa-Krankenhaus zu feuern, in dem sich zu diesem Zeitpunkt auch Human Rights Watch befand und das Geschehen zeitgleich beobachtete. Sicherheitskräfte betraten demnach dann das Krankenhaus, befahlen sofort allen darin befindlichen Menschen das Gebäude unter Zurücklassung der Verletzten zu verlassen und verkündeten ihnen, dass das Gebäude verbrannt werde. Etwa um 17:30 Uhr hatte die Polizei die die verbleibenden Demonstranten um die Rābiʿa-Moschee und das Rābiʿa-Krankenhaus herum umzingelt und erlaubte schließlich der Mehrheit der Verbliebenen den Abzug mit der Anweisung, Leichen und Verletzte zurückzulassen.
Am Ende des Tages, nachdem die letzten Demonstranten den Platz verlassen hatten, wurden die Hauptbühne, das Feld-Lazarett, die Moschee und der erste Stock des Rābiʿa-Krankenhauses in Brand gesetzt, vermutlich von Sicherheitskräften. Augenzeugenberichten zufolge soll der Brand im Feldlazarett der Demonstranten von Sicherheitskräften gelegt worden sein, wobei einige Menschen verbrannt seien. Fotos vom Innern der Rābiʿa-al-ʿAdawiyya-Moschee zeigen schwere Schäden der in Folge der Ereignisse vom 14. August ausgebrannten Moschee.
Christoph Ehrhardt schrieb in der FAZ am 14. August, die Sicherheitskräfte seien im Rābiʿa-Protestlager „auf erbitterten Widerstand“ gestoßen und bezeichnete die gewaltsame Räumung der Sit-ins als „Zusammenstöße zwischen Sicherheitskräften und Islamisten in Kairo“. Auch tagesschau.de meldete in der Nacht des 14. August, in Nasr-City habe ein „harter Kern am Nachmittag weiter Widerstand“ geleistet, während sich „die Kundgebung auf dem Al-Nahda-Platz in Giza“ nach drei Stunden aufgelöst habe. Die ausgehende Gewalt fasste tagesschau.de ohne ausdrückliche Erwähnung eines Schusswaffeneinsatzes der Sicherheitskräfte zusammen: „Es gab Tote und Verletzte auf beiden Seiten, als Spezialeinheiten mit Tränengas und Bulldozern gegen die Demonstranten vorrückten. Die Islamisten gingen mit Steinen und Flaschen auf Sicherheitskräfte los, später fielen Schüsse.“
Mehrere Journalisten, die in der Nähe des Rābiʿa-Sit-ins berichteten, wurden in Polizei-Gewahrsam genommen. Ein Kamerateam des Sender Al Jazeera wurde von den Sicherheitskräften beschossen und berichtete auch von Schüssen, die aus dem Protestlager abgefeuert worden seien. Das Rābiʿa-Protestlager glich nach der Stürmung durch die Sicherheitskräfte Medienberichten zufolge einem „Schlachtfeld“.
Die Korrespondentin Louisa Loveluck bezeichnete die Räumung als „Massaker“ an der Muslimbruderschaft und beschrieb als Augenzeugin des 14. August 2013, dass Bereitschaftspolizisten mit Schrotkugeln und scharfer Munition auf Schaulustige schossen und auch sie selbst an beiden Beinen getroffen worden sei. Lokale Anwohner hätten sich hinter dem Militär auf einer Seitenstraße in Rābiʿa-versammelt und skandiert: „Die Armee und das Volk sind eine Hand!“ Als die Reporterin es um 14 Uhr geschafft habe, trotz der das Lager versperrenden Sicherheitskräfte in das Lager zu gelangen, habe sie beobachtet, wie Frauen und Kinder sich unter den blauen Vorzelten, die das 800 Meter lange Sit-in säumten, zusammenkauerten, während Tausende junge und alte Männer den Sicherheitskräften standgehalten hätten. Entgegen den wochenlangen Spekulationen, dass die Demonstranten für diese „Schlacht“ Handfeuerwaffen angehäuft hätten, habe sie als einzige Waffen der Demonstranten aus dem Gehweg herausgebrochene und den labyrinthähnlichen Barrikaden entnommene Steine gesehen. Die Straße vor dem provisorischen Feldlazarett sei dagegen zu einem „Korridor für Schüsse“ der Sicherheitskräfte geworden, durch den es unmöglich gewesen sei, „die Verletzten zu einem Krankenwagen zu bringen, ohne Spießruten zu laufen, wenn man einen Mann auf einer Trage dabei hatte“. Sie habe selbst einen jungen Mann gesehen, der von dem Feuer „durchlöchert wurde, als er von Freunden getragen wurde“ und der tot am Krankenwagen am Rande des Sit-ins angekommen sei. Als die Leichenhalle in Rabia voll gewesen sei, seien die Leichen in den Gängen auf zwei Stockwerken gestapelt worden. Selbst die Moschee sei später eine Leichenhalle mit Dutzenden Toten geworden, die behutsam auf dem Boden verteilt worden seien. Um sie hätten Hunderte Frauen und Kinder gestanden, die keine andere Wahl gehabt hätten, als Schutz zwischen den Toten zu suchen – so Lovelucks publizierter Augenzeugenbericht vom 14. August 2013.
Ein CNN-Team war (mit dem seit 2008 für CNN von Kairo aus arbeitenden Korrespondenten Reza Sayahab, CNN-Producer Salma Abdelaziz und Kameramann Ahmed Zeidan) nach eigenen Angaben ab 7:30 Uhr beim Rābiʿa-Sit-in. Sayahab berichtete ein Jahr später, die sich über verschiedene Wohnblöcke erstreckende Sitzblockade habe sich in eine „Kriegszone“ verwandelt. Sayahab berichtete, entgegen den Angaben der ägyptischen Behörden habe er während seiner 12-stündigen Anwesenheit am Rābiʿa-Schauplatz niemals Demonstranten mit automatischen Waffen gesehen. Er habe ein Mal einen Demonstranten mit etwas schießen sehen, das wie eine selbstgemachte Pistole ausgesehen habe, doch hätten die allermeisten Demonstranten gegen die schwer bewaffnete Sicherheitskräfte mit Knüppelm, Steinen und manchmal mit Molotov-Cocktails gekämpft.
Die Polizei verhaftete mehr als 800 Demonstranten, von denen sie einigen Augenzeugen zufolge unzählige verprügelt, gefoltert und in Massenhinrichtungen getötet haben soll.

#### Mustafa-Mahmud-Platz (Mohandesin in Kairo-Gizeh)
Nachdem das Protestlager am Al-Nahda-Platz nahe der Universität von Kairo aufgelöst worden war, zogen Mursi-Anhänger weiter nördlich zu einem anderen Platz im nahegelegenen Kairoer Oberschichtviertel Mohandesin und versammelten sich vor der Mustafa-Mahmud-Moschee am Mustafa-Mahmud-Platz. Unter ihnen befanden sich viele Demonstranten des Nahda-Sit-ins, die von dort entkommen waren. Berichten zufolge wollten Unterstützer der Muslimbruderschaft dort auf dem Mustafa-Mahmud-Platz ein neues Protestlager errichten und gegen die gewaltsame Räumung des Rābiʿa- und des Nahdaplatzes protestieren. Sie scheiterten jedoch damit, nachdem die Sicherheitskräfte der Central Security Forces (CSF) die Menge der Demonstranten auch dort mit Gewalt vom Mustafa-Mahmud-Platz zu vertreiben begannen. Die Polizei machte laut Human Rights Watch erneut von exzessiver Gewalt Gebrauch, einschließlich von scharfer Munition, um die Demonstration am Mustafa-Mahmud-Platz kurz nach Beginn des Protestes aufzulösen. Medienberichten zufolge kam es zu heftigen Zusammenstößen und Feuergefechten.

##### Ablauf in Mohandesin
Nach der Auflösung der Pro-Mursi-Sit-ins am Al-Nahda-Platz und am Rābiʿa-al-ʿAdawiyya-Platz tauschten Demonstranten und Sicherheitskräfte in Mohandesin am Morgen Schusswechsel miteinander aus. Nach einem kurzen Schusswechsel mit scharfer Munition, Schrot und Tränengas, zogen sich die CSF-Kräfte zunächst zurück.
Hastig wurden Barrikaden errichtet und Demonstranten, die Wurfgeschosse benötigten, rissen den Asphalt auf. Die Demonstranten sicherten den Bereich durch Barrikaden von aus dem Untergrund gerissenen Bänken und Hinweisschildern. Reifen wurden in Brand gesetzt und erzeugten dichten schwarzen Qualm. Mindestens drei Polizeifahrzeuge wurden von den Demonstranten angezündet, einschließlich eines Mannschaftswagens. Andere Fahrzeuge wurden ebenfalls in Brand gesetzt. Ein Marsch von etwa 200 Teilnehmern kam aus der Gamat-El-Dowal-Al-Arabia-Straße heran, um bei der Einrichtung des Sit-ins zu unterstützen.
Die Sicherheitskräfte kehrte eine halbe Stunde nach ihrem Rückzug zurück, um die Straßen unter Verwendung von Tränengas und Schrotbeschuss zu räumen. Scharfe Schüsse wurde gehört, konnten jedoch laut Daily News Egypt keinem Verursacher zugeordnet werden. Die Schüsse setzten sich auch während des Mittagsgebetes fort. Die Gewalt dauerte über den Nachmittag an, Schusshagel von automatischem und halb-automatischem Gewehrfeuer wurden in und um die Batal-Ahmed-Abd-El-Aziz-Straße gehört. Hastig aus Pflasterplatten errichtete Mauern, die denen am Rābiʿa-al-ʿAdawiyya- und Al-Nahda-Platz ähnelten, boten Demonstranten Deckung, die Steine auf die CSF-Kräfte warfen. Einige der Versammelten warfen Molotov-Cocktails.
Augenzeugenberichten nach versuchten auch Bewohner des Stadtteils, eine neue Zeltstadt dort zu verhindern. Die Moderatoren des Staatsfernsehens riefen die Bürger auf, sich im ganzen Land den Muslimbrüdern entgegenzustellen. In einer Parallelstraße der Gamat-El-Dowal versammelte sich eine Gruppe von Anwohnern, die angaben, ihr Wohngebiet sowohl gegenüber Polizei als auch Muslimbruderschaft verteidigen zu wollen. Von Seiten der Demonstranten wurde behauptet, dass Schläger (Baltageya) an der Seite der CSF kämpften und die Tränengas einsetzenden CSF-Kräfte mit scharfen Schusssalven unterstützten. Es gab auch unbestätigte Berichte von Snipern, die angeblich von umgebenden Dächern und den Kampfschauplatz überblickenden Fenstern aus herabschossen.

##### Opfer in Mohandesin
Das erste Opfer mit Schussverletzungen soll nach Aussage eines Arztes, der im Feldlazarett auf dem Platz arbeitete, um 8:30 Uhr vormittags angekommen sein, ab dem Vormittag dann auch schwere Fälle, darunter allein mindestens fünf Fälle, deren Gehirne aus dem Kopf geschossen worden waren und die anfangs noch gelebt hätten. Ärzte, die in der Mustafa-Mahmud-Moschee arbeiteten, gaben an, über 30 verletzte Demonstranten seien von 8:30 Uhr bis 19 Uhr im Feldlazarett in der Moschee angekommen. Am Nachmittag des 14. August hatte eine westliche Journalistin von in der Mustafa-Mahmud-Moschee abgelegten Toten berichtet, von denen nach Angaben der in der Moschee die Todesopfer verwaltenden Personen bereits 19 identifiziert worden sein sollten.
Weitere zwei mit Kopfschüssen Getötete und rund 30 Verwundete vom Mustafa-Mahmud-Platz kamen nach Angaben eines Arztes, der im nahegelegenen al-Salam-Krankenhaus arbeitete, dort im Krankenhaus an, darunter zehn, die schwer durch scharfe Munition oder Schrotkugeln in der Brust oder im Unterleib verwundet wurden.
Mindestens zwei in kritischem Zustand befindliche Männer wurden über Motorräder gelegt und zum Krankenhaus gebracht. Ein die Auseinandersetzungen von seinem Balkon aus verfolgender Mann wurde mit scharfer Munition in den Bauch getroffen und in Begleitung seiner Familie in ein Krankenhaus gebracht. Zwei Wochen später starb Ahmed Al-Masry, ein Mitglied der sogenannten Jugendbewegung des 6. April an den Folgen der Verletzungen, die er erlitten hatte, als er in den Bauch geschossen worden war, während er laut der Facebook-Seite der Bewegung 6. April Bilder von den Auseinandersetzungen in Mohandesin gemacht hatte. Freunde von Al-Masry brachten einen Screenshot von einem Facebook-Status in Umlauf, auf dem Al-Masry geschrieben hatte: „Meinem Land zuliebe kann ich mein Leben geben, aber nicht zusehen, wie das Land militarisiert wird.“

### Landesweite Unruhen und Verhängung des Ausnahmezustands
Dem von den Sicherheitskräften an den Massen von Pro-Mursi-Demonstranten am 14. August verübten Blutbad folgten später am selben Tag in mehreren ägyptischen Städten Vergeltungsangriffe an der Polizei durch radikale Islamisten, die die Kontrolle in diesen Städten übernahmen. In Kerdasa, das von einigen der schlimmsten dieser Angriffe betroffen war, wurde ein Polizeirevier gestürmt und nach damaligen Angaben elf Polizisten getötet und verschandelt. Offenbar mit Mobiltelefonen aufgenommene und ins Internet gestellte Videos zeigten getötete Polizisten mit durchschnittenen Kehlen. Anfang Dezember 2014 befand ein Gericht während der Präsidentschaft Sisis 188 Angeklagte für schuldig, an der Attacke auf das Polizeirevier vom 14. August 2013 in Kerdassa teilgenommen zu haben, bei der 13 Polizisten getötet worden waren. Das Gericht verurteilte die 188 für schuldig Befundenen, von denen sich zu diesem Zeitpunkt 143 hinter Gittern befanden, zum Tode.
Medienberichten des 14. August 2013 zufolge lieferten sich auch in anderen ägyptischen Orten Sicherheitskräften Zusammenstöße mit Anhängern des gestürzten Präsidenten Mursi. Die Muslimbrüder riefen ihre Unterstützer zu Protesten in ganz Ägypten auf. In Alexandria, in Sues und in Port Said wurde geschossen. In der Provinz Fayum im Südwesten Kairos wurden bei Zusammenstößen nach Krankenhausangaben mindestens neun Menschen getötet, nach anderen Medienangaben kamen in der Provinz 17 Menschen ums Leben, laut Washington Post allein 37 in der konservativen Oasenstadt Fayum. In mehreren Städten griffen Mursi-Anhänger Verwaltungsgebäude und Polizeiwachen an. Das öffentliche Leben soll fast überall in Ägypten zum Erliegen gekommen sein. Der Zugverkehr von und nach Kairo wurde unterbrochen, wichtige Straßen abgeriegelt. Auch die Straße zwischen dem Kairoer Stadtzentrum und Flughafen wurde zwischenzeitlich gesperrt. Die Armee wollte damit verhindern, dass weitere Mursi-Unterstützer nach Kairo gelangen konnten.
Am Nachmittag des 14. August 2013 verhängte Übergangspräsident Adli Mansur einen einmonatigen Ausnahmezustand über das Land sowie nächtliche Ausgangssperren in Kairo und in elf anderen Provinzen, darunter auch die Städte Alexandria und Sues. Über Kairo und andere große Städte wurde zudem eine nächtliche Ausgangssperre zwischen 21 und 6 Uhr verhängt, die insgesamt in elf der 27 Provinzen Ägyptens galt.

### Zeitlich dokumentierter Ablauf
Informationen zu den zeitlichen Zusammenhängen verschiedener Ereignisse vom 14. August, einschließlich der Stürmung der Protestlager in Kairo, geben Meldungen der Nachrichtenagenturen dpa, AFP, AP und Reuters, wie sie in einer Auflistung in der Welt vom 14. August zusammengestellt wurden:
- 6:09 Uhr: Einige Dutzend Demonstranten verlassen die Protestlager der Mursi-Anhänger. Das ägyptische Nachrichtenportal youm7 meldet, einige der Protestteilnehmer hätten sich zum Rückzug entschlossen, nachdem aus dem Sicherheitsapparat verlautet war, dass die Räumung der zwei Lager in Kairo kurz bevorstehe. Andere Teilnehmer der Protestaktionen hätten dagegen an den Barrikaden am Eingang Position bezogen, um mögliche Angriffe der Polizei abzuwehren. Die Übergangsregierung hat der Polizei zu diesem Zeitpunkt bereits die Freigabe für die Räumung der zwei Lager erteilt, doch sind die Sicherheitskräfte noch nicht zu den Protestierenden vorgedrungen.[166]
- 6:59 Uhr: Die Polizei sperrt Straßen in der Umgebung der Protestlager ab. Zuvor hatten bereits die staatlichen Medien berichtet, dass die Zugänge vor der geplanten Räumung der Zeltstädte blockiert werden sollten.[166]
- 7:06 Uhr: Die Polizei beginnt mit der Räumung der Pro-Mursi-Protestlager in Kairo. Regierungskreise bestätigen den Einsatz, bei dem nach Berichten von Bewohnern des Viertels Nasr-City die Einsatzkräfte rund um die Zeltstadt der Pro-Mursi-Demonstranten Tränengasgranaten abgefeuert haben.[166]
- 7:13 Uhr: Das Innenministerium veröffentlicht kurz nach Beginn der Operation eine Erklärung an die Demonstranten, wonach diejenigen, die nun das Lager verlassen wollten, nicht festgenommen würden, wenn gegen sie kein Haftbefehl vorliege. Die Polizei warnt die Anhänger Mursis davor, „Frauen und Kinder als menschliche Schutzschilde einzusetzen“.[166]
- 7:42 Uhr: Der Sender al-Arabia zeigt aus dem größeren Camp in Nasr-City Bilder von Tränengaswolken, in sich zusammengestürzten Zelten und brennenden Reifen. In der Nähe des kleineren Lagers an der Kairoer Universität in Gizeh fahren gepanzerte Fahrzeuge auf.[166]
- 7:50 Uhr: Ein AFP-Korrespondent gibt an, in einem provisorisch eingerichteten Leichenhaus mindestens 15 männliche Todesopfer gezählt zu haben, von denen viele Schusswunden hätten. Ärzte sprechen von mindestens einem Toten.[166]
- 8:30 Uhr: Das ägyptische Innenministerium erklärt, die Demonstranten hätten das Feuer auf die Polizisten eröffnet. Zwei Sicherheitskräfte seien bei den Einsätzen getötet worden. Das Staatsfernsehen zeigt Bilder, auf denen Bulldozer die von den Demonstranten errichteten Barrikaden zerstören.[166]
- 9:15 Uhr: Die Muslimbruderschaft spricht von einem „Massaker“ und gibt an, es seien mehr als 100 Menschen getötet und über 2000 weitere verletzt worden. Die Angaben sind von unabhängiger Seite nicht überprüfbar. Die Behörden der Übergangsregierung erklären zeitgleich, der Al-Nahda-Platz stehe wieder „vollständig unter der Kontrolle“ der Sicherheitskräfte. Polizisten hätten die meisten Zelte auf dem Platz abgerissen. Ein Vertreter der Sicherheitskräfte sagt zudem, dass mithilfe von Anwohnern Dutzende Demonstranten festgenommen worden seien.[166]
- 9:38 Uhr: Das ägyptische Innenministerium stoppt den Zugverkehr nach Kairo und schränkt den Zugverkehr aus Kairo in die Provinz ein. Beobachtern vermuten, dass so verhindert werden soll, dass sich Unterstützer aus der Provinz den Protestaktionen der Islamisten in Kairo anschließen.[166]
- 10:25 Uhr: Ein AFP-Reporter gibt an, selbst 43 Leichen auf dem Rābiʿa-al-ʿAdawiyya-Platz gesehen zu haben. Polizei und Armee errichten Straßensperren auf den Straßen rund um den internationalen Flughafen von Kairo.
- 10:46 Uhr: Bewaffnete Islamisten stürmen mehrere Verwaltungsgebäude in al-Arisch. Unter anderem wurden die Steuerbehörde und die Telefonzentrale besetzt.[166]
- 11:30 Uhr: Laut Sicherheitskreisen sind bei der Räumung bisher 14 Menschen getötet worden. Die Muslimbrüder sprachen von 250 getöteten Demonstranten. Eine unabhängige Überprüfung ist weiterhin nicht möglich.[166]
- 11:36 Uhr: Muslimbrüder haben damit begonnen, sich ein Lager auf dem Platz an der Moschee Mustafa Mahmoud zu errichten. Die 6.-Oktober-Brücke ist komplett gesperrt. Auf ihr marschieren hunderte von Muslimbrüdern, denen vorgeworfen wird, „einen Bus attackiert“ zu haben. Auf einer Hauptstraße im Viertel Mohandessin sollen sie zudem Barrikaden errichtet, Polizeiwagen zerstört und Fahrer misshandelt haben. Christliche Aktivisten in Kairo geben an, dass radikale Islamisten in Oberägypten drei Kirchen attackiert und Feuer vor den Kirchen in den Provinzen Minya und Sohag gelegt hätten. Sie bezichtigen „Unterstützer der Muslimbrüder in Oberägypten einen Rachefeldzug gegen koptische Christen begonnen“ zu haben. Auch aus anderen Städten wie Luxor und Assuan wird Gewalt gemeldet.[166]
- 12:02 Uhr: Aus der Türkei wird heftige Kritik an dem Vorgehen der Sicherheitskräfte in Kairo geübt. Unter anderem spricht der türkische Kulturminister von „offenem Mord“.[166]
- 12:09 Uhr: Der Rābiʿa-al-ʿAdawiyya-Platz wird von Panzern und Polizeiwagen umzingelt. Es wird geschossen, mit Steinen geworfen, Bäume werden in Brand gesetzt. Das Lager am Nahda-Platz ist bereits geräumt.[166]
- 12:12 Uhr: Die Europäische Union ruft die ägyptischen Behörden zur Zurückhaltung gegenüber den Mursi-Anhängern auf.[166]
- 14:25 Uhr: Der Sender Sky News meldet den Tod seines Kameramanns Mick Deane durch Schußeinwirkung. Die Zeitung Xpress meldet den Tod ihrer Reporterin Habiba Ahmed Abd Elasis.[166]
- 14:49 Uhr: Das Gesundheitsministerium der Übergangsregierung gibt als Opferzahlen an, dass mindestens 56 Menschen getötet und landesweit weitere 526 verletzt wurden. Die Muslimbrüder geben an, es seien mindestens 250 Demonstranten ums Leben gekommen.[166]
- 15:30 Uhr: Ägyptische Staatsmedien geben an, dass bei Zusammenstößen zwischen Anhängern Mursis und der Polizei in der Provinz Fajum 17 Menschen getötet wurden. Weitere Todesfälle werden aus Suez, weitere Zwischenfälle aus Minja, Assiut und Alexandria gemeldet.[166]
- 15:58 Uhr: Im staatlichen ägyptischen Fernsehen wird eine Erklärung des Präsidialamtes verlesen, nach der der ägyptische Übergangspräsident Adli Mansur einen einmonatigen Ausnahmezustand ausruft, der um 16:00 Uhr (MESZ) beginnen soll. Der Präsident erklärt, die Armee solle der Polizei helfen, gegen Sabotageakte vorzugehen. Das Gesundheitsministerium gibt nach oben korrigierend an, dass bei Straßenkämpfen landesweit mindestens 95 Menschen getötet und 874 verletzt wurden.[166]
- 16:19 Uhr: Der koptisch-katholische Bischof von Asyut, Kyrillos William Samaan, beklagt, in den Städten Suhag, Fayum und Beni Suef sowie auf der Sinai-Halbinsel seien Kirchen von Islamisten als Vergeltungsmaßnahmen angegriffen und Christen bedroht worden.[166]
- 17:29 Uhr: Neben dem Ausnahmezustand verhängt die Übergangsregierung in mehreren Städten und elf der 27 Provinzen Ägyptens (unter anderem in Kairo, Alexandria und Suez) auch eine nächtliche Ausgangssperre, die vorerst zwischen 19:00 und 6:00 Uhr gelten soll.[166]
- 17:47 Uhr: Islamisten bringen nach Angaben des ägyptischen Innenministeriums eine Polizeiwache in der ägyptischen Provinz Beni Sueif in ihre Gewalt, wobei ein Polizist getötet worden sein soll.[166]
- 17:50 Uhr: Die Muslimbruderschaft gibt an, dass sich unter den Opfern des Polizeieinsatzes in Kairo auch die 17-jährige und in die Brust und in den Rücken geschossene Tochter eines von der ägyptischen Polizei Führers der Muslimbrüder, Mohammed al-Beltagi, befinde.[166]
- 17:58 Uhr: Der Interims-Vizepräsident Mohammed al-Baradei reicht aus Protest seinen Rücktritt ein.[166]
- 18:14 Uhr: Die staatlichen ägyptischen Medien melden unter Berufung auf die Gesundheitsbehörden, dass bis zum Abend 1403 Verletzte gezählt worden seien. Offiziell wird angegeben, dass landesweit 149 Menschen bei Ausschreitungen nach der Räumung der Protestcamps getötet worden. Die meisten Opfer habe es demnach nicht in den von der Polizei geräumten Protestlagern in Kairo gegeben. Das Gesundheitsministerium gibt an, dass im Zeltlager im Stadtteil Nasr-City 36 und im Protestlager am Al-Nahda-Platz im Bezirk Gizeh zwölf Menschen getötet wurden.[166]
- 18:.37 Uhr: Der Sprecher des Weißen Hauses mahnt zur Zurückhaltung. Die Gewalt mache es dem Land noch schwerer, voranzukommen.[166]
- 18:54 Uhr: Ein dpa-Reporter im Stadtteil Nasr-City gibt an, er habe beobachtet, dass Hunderte von Mursi-Anhängern das Protestlager der Islamisten vor der Rābiʿa-al-ʿAdawiyya-Moschee in Kairo verlassen hätten. Polizeibeamte geben an, fast alle Teilnehmer der Protestaktion, die bis zuletzt Widerstand geleistet hätten, seien inzwischen abgezogen. Zu den abziehenden Demonstranten zählten auch einige Frauen.[166]
- 19:55 Uhr: Das christliche Nachrichtenportal Wataninet gibt an, ein Kloster in der Provinz Minya sei vollständig zerstört und geplündert worden.[166]
- 20:53 Uhr: US-Außenminister John Kerry bezeichnet das Blutvergießen in Ägypten „beklagenswert“. Der verhängte Notstand müsse so schnell wie möglich beendet werden. Er ruft alle Seiten „innerhalb und außerhalb der Regierung“ auf, die Gewalt zu beenden.[166]

## Opfer am 14. August

### Todesopfer

#### Unterschiede der Angaben

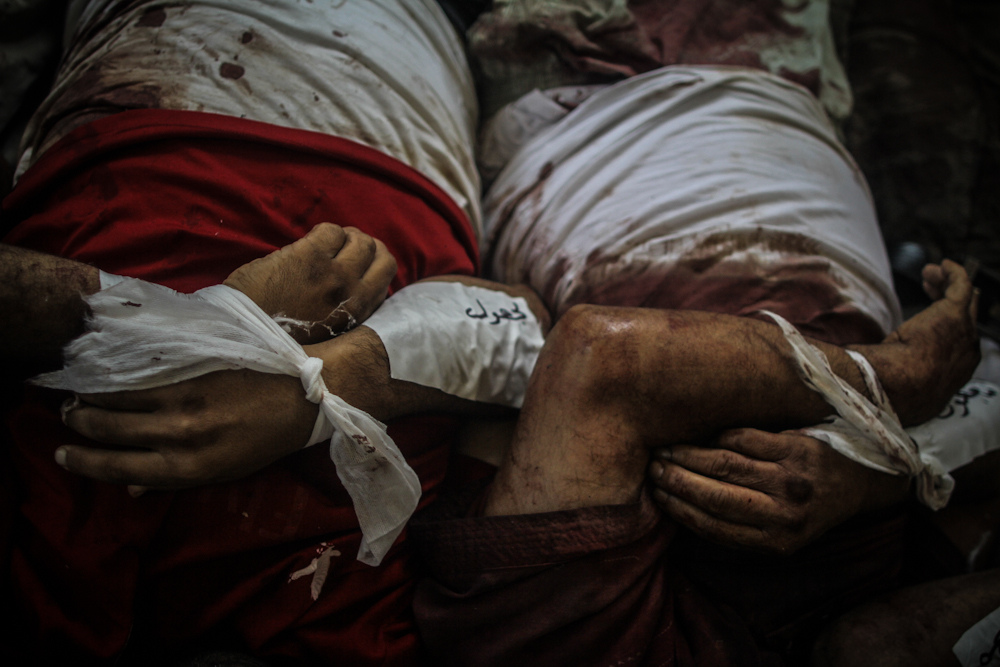
Unidentifizierte getötete Demonstranten (Foto: 14. August 2013)

Bei der gewaltsamen Stürmung der beiden Kairoer Antiputsch-Protestlager, des Rābiʿa-Sit-ins in Nasr-City und des Nahda-Sit-ins in Gizeh, wurden Hunderte von Menschen getötet. Es liegen jedoch sehr unterschiedliche Angaben zu der Anzahl der Toten von Seiten der ägyptischen Behörden der militärgestützten Übergangsregierung, der Muslimbruderschaft und westlicher Medien sowie von Menschenrechtsorganisationen vor.
Die Regierungsangaben zur Zahl der Toten des 14. August 2013 wichen von Beginn an stark von denen der Muslimbrüder und von denen unabhängiger Reporter ab und wurden in den folgenden zwei Tagen schrittweise und beträchtlich erhöht. Während Übergangsregierungsangaben über das Gesundheitsministerium für die bis zum Abend ausgezählten, landesweiten Todesopferzahlen des 14. August ursprünglich 149 (davon laut Gesundheitsministerium 36 für das Rābiʿa-Sit-in und 12 für das Nahda-Sit-in) Tote und 500 Verletzte vermeldeten (nach anderer Angabe wurden ursprünglich 194 Tote offiziell vermeldet, ein Reporter der Nachrichtenagentur AFP zählte alleine auf dem Rābiʿa-al-ʿAdawiyya-Platz in Kairo 124 Leichen) und Innen- und Gesundheitsministerium des militärgestützten Regimes am Abend des 14. August ihre Angabe für die landesweiten Opferzahlen (also erneut einschließlich der anderen Vorfälle in ganz Ägypten) auf 278 Tote, darunter 43 Polizisten, und 1.403 Verletzte erhöhten, sprachen die Muslimbrüder an diesem Tag bereits von 2.200 Toten und etwa 10.000 Verletzten. Am 15. August meldeten Medien als Regierungsangabe für die Ereignisse des 14. August (ohne Angabe der herangezogenen Ereignisse oder Regionen in Ägypten) bereits „mehr als 500 Tote“ (bis zum frühen Nachmittag: 525 Tote und etwa 3.700 Verletzte), während die Muslimbruderschaft von 2.000 Menschen sprach, die bei der gewaltsamen Räumung ihrer Protestcamps am 14. August umgekommen seien. Die FAZ meldete am 15. August 2013, ein Sprecher der Muslimbruderschaft habe von 4.500 Toten gesprochen.
Abeer Saady, Reporterin der Zeitung Shorouk und Vize-Vorsitzende des Egyptian Journalists Syndicate gab gegenüber westlichen Medien am 15. August an: „Die Bruderschaft möchte eine hohe Bezifferung der Anzahl der Toten, die Regierung will eine niedrige Bezifferung.“ In ähnlicher Weise äußerte sich zwei Wochen später auch Diana Eltahawy, eine ägyptische Researcherin für Amnesty International. Fast ein Jahr nach dem Vorfall wies Human Rights Watch darauf hin, dass das Innenministerium durch die anfängliche Angabe einer Gesamtzahl von am 14. August ums Leben gekommenen Personen mit der Angabe von 43 getöteten Polizisten den irrtümlichen Eindruck erweckte, dass diese Polizisten während der Auflösung der Sit-ins getötet worden seien. Erst nachträglich gaben die gerichtsmedizinischen Behörden (FMA) die Anzahl der in Rābiʿa und Nahda getöteten Polizisten mit 10 und die landesweiten Todesopfer unter Polizisten mit 55 an, was Gewalt von Pro-Mursi-Unterstützern in anderen Teilen Ägyptens in Reaktion auf die Auflösung der Sit-ins in Kairo einschloss.
Die Washington Post berichtete Ende August 2013, die Behörden der militärgestützten Regierung schotteten die Informationen über die Anzahl der Todesopfer und Verhaftungen nach der Wiedererrichtung eines Polizeistaates von der Öffentlichkeit ab und versuchten, die verbliebene Unterstützung der Muslimbruderschaft zu „minimalisieren“, nachdem diese einflussreiche Organisation nach lediglich einjähriger Führung des Landes durch das scharfe Vorgehen am 14. August vom Militärregime „enthauptet“ worden sei. In der Folge herrsche eine angespannte Atmosphäre von konkurrierenden Zahlenangaben und von Falschangaben. Das ägyptische Gesundheitsministerium der militärgestützten Übergangsregierung habe nach Angabe eines Vertreters des Ministeriums, der aufgrund fehlender Befugnis zur Äußerung gegenüber den Medien nicht namentlich genannt werden wolle, die Veröffentlichung der Gesamtopferzahlen am 17. August 2013 „wegen der enormen Anzahl an Toten“ beendet. Zu diesem Zeitpunkt waren nach offizieller Rechnung des militärgestützten Regimes mehr als 900 Menschen innerhalb von vier Tagen getötet worden. Demgegenüber führe das Regime seine Statistik zu Verlusten der Sicherheitskräfte weiterhin aktualisiert fort und geben diese über den Sprecher des Innenministeriums, Abdel Latif, auch an die Medien weiter. Auch ein Jahr nach dem Vorfall kam Human Rights Watch zu dem Ergebnis, dass die tatsächliche Zahl Todesopfer aufgrund systematischer Anstrengungen der Regierung zur Verschleierung der Ereignisse des 14. August außerordentlich schwer zu ermitteln sei. Diese Verschleierung habe mit der Abriegelung des Rābiʿa-Platzes am nächsten Morgen begonnen und sich mit der unerbittlichen Repression der pro-Mursi-Unterstützer in den folgenden Monaten fortgesetzt.

#### Offizielle Angaben des Militärregimes und semioffizielle Angaben

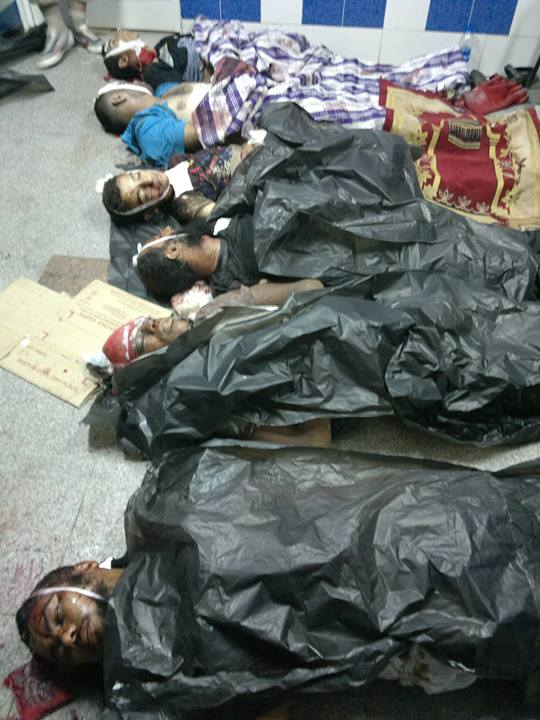
Notdürftig bedeckte Leichen am 14. August 2013. Die Toten sollen Opfer der Niederschlagung des Rābiʿa-Sit-ins sein.

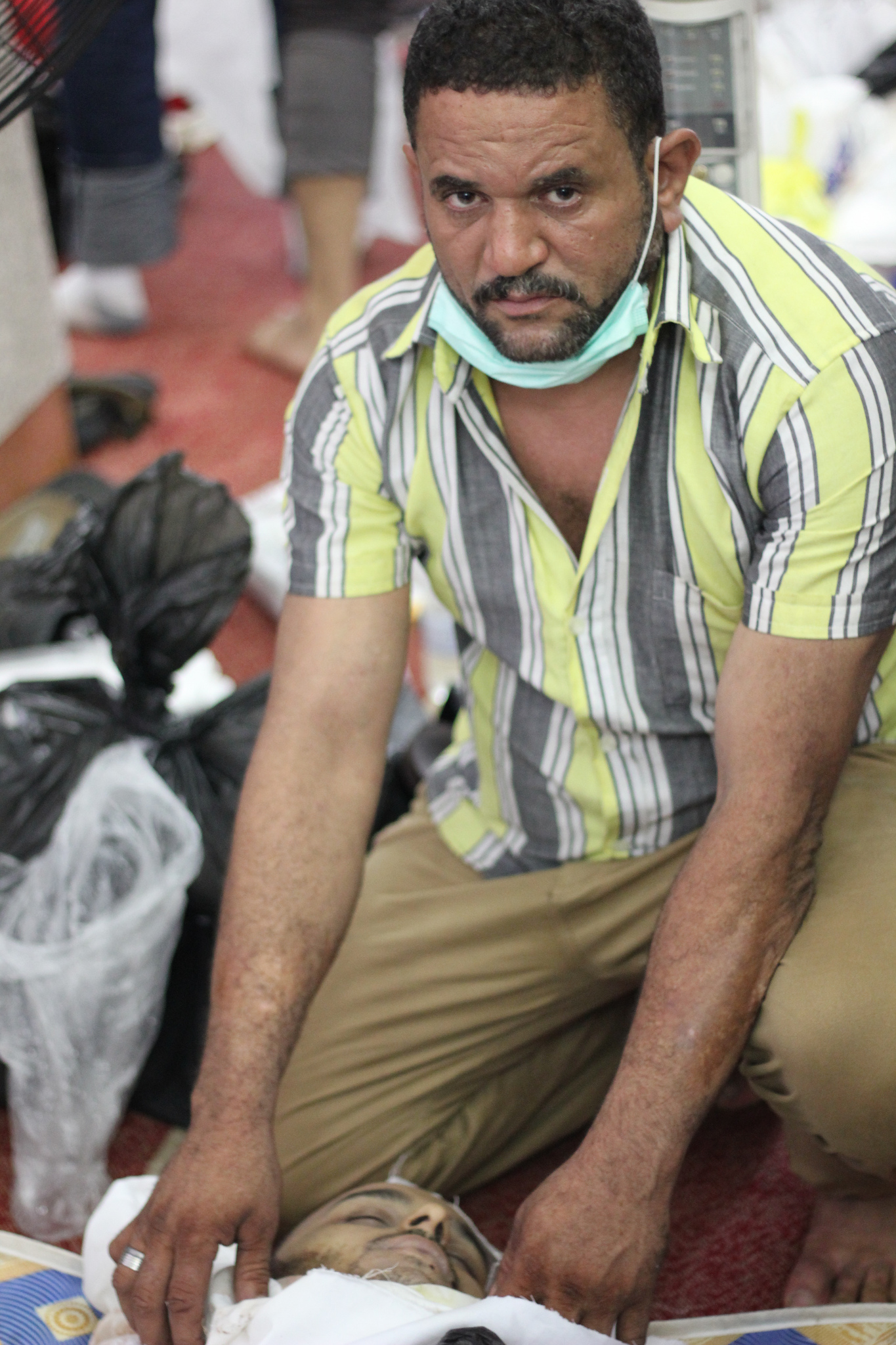
Szene aus Nasr-City. Bei den Toten soll es sich um Opfer der Niederschlagung des Rābiʿa-Sit-ins handeln.

Medienangaben zufolge wurden auch Wochen nach der Massentötung des 14. August 2013 von offizieller ägyptischer Seite keine verlässlichen Angaben über die Gesamtzahl der Todesopfer vorgelegt. Über Wochen hinweg weigerten sich staatliche Agenturen, eine offizielle Todeszahl zu veröffentlichen. Während das Gesundheitsministerium am 15. August als Todeszahl für das Rābiʿa-Sit-in von 288 Demonstranten ausgab, behauptete der Innenminister der militärgestützten Übergangsregierung, Ibrahim, am 31. August 2013 in seinem ersten TV-Interview seit der Auflösung der Protestlager:

“The official number of bodies that came out of Rab’a was forty-something bodies. Of those, 24 were in shrouds. The Brotherhood brought bodies from the governorates to Iman Mosque to say that these were people who had died in Rab’a.”

„Die offizielle Anzahl an Leichen, die aus Rābiʿa stammt, war vierzigundeinpaarmehr Leichen. Davon befanden sich 24 in Leichentüchern. Die Bruderschaft brachte Leichen von anderen Gouvernements zur Iman-Moschee um zu behaupten, dass dies Leute seien, die in Rābiʿa gestorben sind.“

- Gesundheits- und Innenministerium / FMA:

- Datenstand: früher Nachmittag des 15. August 2013:

In der offiziellen Todesstatistik des 15. August wurden 525 Tote und landesweit 3.717 Verletzte gemeldet. Diese Zahlen wurde auch noch am 16. August 2013 von der staatlichen ägyptischen Al Ahram als durch den Sprecher des Gesundheitsministeriums, Mohammed Fathallah, verkündete Opferzahlen verbreitet. Bei 43 der 525 Getöteten sollte es sich nach den offiziellen Angaben um Polizisten handeln.
- Rābiʿa-Sit-in: 202 der 525 Toten entfielen demnach laut Angabe des Sprechers des Gesundheitsministeriums, Mohammed Fathallah, auf die Räumung des Platzes Rābiʿa-al-ʿAdawiyya in Kairo.

Diese Zahl wurde auch noch am 16. August 2013 von Medien als Angabe des Gesundheitsministeriums für die Auflösung des Rābiʿa-Sit-ins angegeben.
- Nahda-Sit-in: Von dem geräumten Nahda-Platz meldeten die Behörden über Mohammed Fathallah 87 Tote. Diese Zahl wurde auch noch am 16. August 2013 von Medien als Angabe des Gesundheitsministeriums für die Auflösung des Nahda-Sit-ins verbreitet. Die forensischen Behörden (FME) gaben dagegen in ihrem Bericht im November 2013 an, dass sie lediglich 21 Leichen vom Al-Nahda-Platz bearbeitet hätten.

Dazu kämen 29 Todesopfer in der Stadt Helwan und 207 „in anderen Gouvernements“.
- Datenstand: Mitte August 2013:

Nach Angaben des Gesundheitsministeriums vom 15. und 16. August waren landesweit für die Gewaltereignisse des 14. August mindestens 638 Tote und – je nach Quelle – 3.994 oder 4.200 Verletzte zu beklagen.
Auch das Innenministerium der militärgestützten Übergangsregierung sprach von 638 Menschen, die landesweit am 14. August getötet wurden, darunter 43 Polizisten. Der Interims-Innenminister sagte auf einer Pressekonferenz am 14. August, seine Kräfte seien „extrem zurückhaltend“ vorgegangen, es seien 43 Polizeibeamte bei den Zusammenstößen des 14. August getötet worden, „viele von ihnen in Rābiʿa-al-ʿAdawiyya“.
- Rābiʿa-Sit-in: Von der offiziell angegebenen Anzahl von 638 Toten fielen laut Angabe des Sprechers des Gesundheitsministeriums, Mohammed Fathallah, gegenüber Associated Press (AP) 288 auf das Protestlager vor der Rābiʿa-al-ʿAdawiyya-Moschee im Kairoer Nasr-City.

Am 17. August gaben westliche Medien mit Berufung auf die staatliche Zeitung Al-Ahram an, bei der Erstürmung des Rābiʿa-Sit-ins durch die Einsatzkräfte seien 228 Menschen gestorben.
- Nahda-Sit-in: Von der offiziell angegebenen Anzahl von 638 Toten fielen laut der Abgabe des Gesundheitsministeriumssprechers Mohammed Fathallah gegenüber AP 90 auf das Protestlager am Nahda-Platz in der Nähe der Kairoer Universität.

Die nicht auf das Rābiʿa-Sit-in und das Nahda-Sit-in fallenden der insgesamt 638 Toten seien demnach in den Zusammenstößen zwischen Mursi-Unterstützern und Sicherheitskräften oder Anti-Mursi-Protestteilnehmern in anderen Teilen Kairos und in anderen Städten Ägyptens gestorben.
Leichen in der El-Iman-Moschee: Seit dem Abend des 14. August wurden über Hundert Leichen von auf der Seite der Demonstranten Getöteten in der Iman-Moschee in Nasr-City aufbewahrt, einige Kilometer entfernt vom Rābiʿa-al-ʿAdawiyya-Platz. Seit der Nacht des 14. August strömten Angehörige von vermissten und in Rābiʿa-al-ʿAdawiyya getötet Geglaubten in die Moschee und beeilten sich, ihre Toten fortzubringen und zu bestatten. Der Sprecher des Gesundheitsministeriums, Mohammed Fathallah, hatte kurz nach den Ereignissen gesagt, dass die aufgereihten Leichen in der El-Iman-Moschee in Nasr-City nicht in der offiziellen Statistik enthalten waren. In die an den Rābiʿa-al-ʿAdawiyya-Platz in Nasr-City angrenzende und zur Leichenhalle umfunktionierte El-Iman-Moschee waren hunderte Leichen gebracht worden, von denen viele verkohlt waren. Am frühen Morgen des 15. August sollen bereits 360 zumeist völlig verkohlte Leichen aus dem Rābiʿa-al-ʿAdawiyya-Feldlazarett verbracht worden sein, die zu Verwundeten gehörten, welche laut Zeugenaussage eines Feldlazarettarztes bei lebendigem Leib verbrannt sein sollen. Alle diese Leichen sollen später zusammen in der El-Iman-Moschee aufbewahrt worden sein. Die Leichen wurden mit Laken bedeckt, auf die die Namen der Toten geschrieben wurden, und an den Wänden befanden sich Listen mit 265 Namen. Es war zunächst nach Medienangaben nicht klar, ob die neueren offiziellen Todesopferzahlen des militärgestützten Regimes diese Toten aus der Moschee einschlossen. Nach Angaben vom 15. August hatte Human Rights Watch in der El-Iman-Moschee 235 Leichen gezählt, die als offiziell nicht gezählt erachtet wurden. Der New York Times-Korrespondent David Kirkpatrick sah am Morgen des 15. August in einer Moschee in Kairo „über 240“ bereits in weiße Tücher eingehüllte und für die spätere Beisetzung vorbereitete Leichen, die ihm zufolge zu den offiziellen Opferstatistiken zugerechnet hätten werden müssen, da Letztere sich nur auf staatliche Leichenhallen bezögen.
Weitere Leichen wurden in der Nuri-Khatab-Moschee und in der Mustafa-Mahmud-Moschee zusammengetragen.
- Datenstand: Mitte September 2013:

Der Sprecher der gerichtsmedizinischen Behörden, Abdel Hameed, erklärte Mitte September 2013, „in Folge von“ (Daily News Egypt) der gewaltsamen Auflösung des Rābiʿa-al-ʿAdawiyya- und des Al-Nahda-Pro-Mursi-Protestlagers am 14. August seien 533 Menschen gestorben.
- Rābiʿa-Sit-in: Der offizielle forensische Sprecher teilte mit, bei der Auflösung des Rābiʿa-Sit-ins seien 333 Menschen getötet worden. Unter den Toten befänden sich 52 nicht identifizierte Leichen und sieben Polizisten. 173 Leichen, die in der El-Iman-Moschee nahe dem ehemaligen Rābiʿa-al-ʿAdawiyya-Sit-ins aufbewahrt wurden, seien von den Inspektoren des Interims-Gesundheitsministeriums „sichtgeprüft“ worden.

Abdel Hameed merkte zusätzlich an, die staatliche offizielle Zeinhom-Leichenhalle besitze lediglich eine Kapazität zur Unterbringung von 110 Leichen, was das Justizministerium veranlasst habe, nach der Auflösung des Rābiʿa-Sit-ins Kühlgeräte bereitzustellen, um darin Leichen der bei der Räumung Getöteten aufzubewahren. Er rief die Behörden auf, die Kapazität der Leichenhalle auf 300 Leichen zu erhöhen.
- Nahda-Sit-in: Weiter erklärte der forensische Sprecher Abdel Hameed, während der Auflösung des Al-Nahda-Sit-ins in Gizeh seien 27 Menschen getötet worden. Darunter befänden sich zwei Polizisten und fünf nicht identifizierte Leichen.

Die Gerichtsmediziner hätten an 11 Leichen Obduktionen ausgeführt, die Folter ausgesetzt gewesen seien und alle aus der Umgebung des Rābiʿa- und des Al-Nahda-Sit-ins geborgen worden seien.
- Datenstand: Mitte November 2013:

Am 14. November 2013 gab die Forensic Medical Authority (FMA) durch ihren Sprecher Hisham Abdel Hameed an, dass die Anzahl der Leichen, die seit der gewaltsamen Auflösungen der pro-Mursi Sit-ins am Rābiʿa-al-ʿAdawiyya- und am Al-Nahda Platz vom 14. August in die offizielle Zeinhom-Leichenhalle oder in die Krankenhäuser verbracht wurden, 726 betrug. Diese Angabe der ägyptischen forensischen Interims-Behörden beinhaltete jedoch nicht die unmittelbar von den Familienangehörigen der Getöteten bestatteten Leichen. Abdel Hameed erwähnte auch die Möglichkeit, dass eine Anzahl von Todesfällen nicht in den offiziellen Opferzahlen enthalten sind, bei denen die Leichname ohne Kenntnis oder ohne formelle Benachrichtigung der gerichtsmedizinischen Behörde bestattet wurden. Er sagte, einige Familien fragten bei der offiziellen Leichenhalle an, ihre Verwandten zu exhumieren, um ihren Tod zu dokumentieren, doch auch in Anbetracht dieser Fälle, die nicht die Anzahl von 20 überstiegen, werde die Zahl der Todesopfer für die Auflösung des Rābiʿa-al-ʿAdawiyya-Sit-ins nicht 650 überschreiten. Abdel Hameed teilte mit, die Gesamtzahl der landesweit am 14. August getöteten Polizisten sei auf 55 gestiegen.
- Rābiʿa-Sit-in: In Bezug auf die während der Auflösung des Rābiʿa-al-ʿAdawiyya-Sit-ins getöteten Menschen erreichten nach Abdel Hameeds Angaben lediglich 377 Leichen die Zeinhom-Leichenhalle, während die Leichname von 167 weiteren Todesopfern der Auflösung des Lagers von Personal des Gesundheitsministeriums untersucht worden seien, was zusammen mit 83 zusätzlichen Todesopfern, die in verschiedenen Krankenhäusern verstarben, eine offiziellen Zahl Todesopfer der Auflösung des Rābiʿa-al-ʿAdawiyya-Protestlagers von 627 ergab. 11 der Toten seien nach dem Tod verbrannt.
- Nahda-Sit-in: In Bezug auf die bei der gewaltsamen Auflösung des Nahda-Sit-ins getöteten Menschen gaben die forensischen Behörden eine offizielle Zahl Todesopfer von 21 an.

- Im September 2013 erklärte der Interims-Premierminister Hasim al-Beblawi gegenüber dem ägyptischen Tagesblatt Al Masry al-Youm, die Zahl der Todesopfer des 14. August sei „nahe an 1000“,[10][11][185][186][187][188][189] während die offiziellen Zahlen weniger Tote suggerierten.[185] Internationale und ägyptische Menschenrechtsorganisationen bezogen die Zahl auf die Massentötungen der Sicherheitskräfte in den Nahda- und Rābiʿa-al-ʿAdawiyya-Sitins der Muslimbruderschaft.[10][11]

“I believe the number of corpses was close to 1000... we expected much more than what actually happened on the ground. The final outcome was less than expected.”

„Ich glaube, die Anzahl der Leichen war knapp 1.000 […] Wir sind von weit schlimmerem ausgegangen. Die Zahlen waren geringer als wir erwartet haben.“

- Am 17. März 2014 legte die amtliche Menschenrechtsbehörde, der Nationale Rat für Menschenrechte (NCHR), einen Bericht vor, nach dem bei der gewaltsamen Niederschlagung des Rābiʿa-al-ʿAdawiyya-Sit-ins am 14. August 2013 632 Menschen getötet worden sein sollen, darunter 624 Zivilisten und acht Polizisten. Die ägyptische Behörde machte Sicherheitskräfte und „bewaffnete Elemente“ unter den Demonstranten für die Toten verantwortlich.[191][192] Damit war die Erstellung des Berichtes einer semioffiziellen Institution überlassen worden, die über keine Ermächtigung verfügte, offizielle Vertreter zur Abgabe von Zeugenaussagen zu beordern.[193]

#### Angaben von Seiten der Putschgegner
- Am Abend des 14. August 2013 veröffentlichte die Anti-Coup, Pro-Legitimacy National Alliance (Nationale Anti-Putsch-Allianz für Legitimität) auf der Internetseite Ikhwan Web, die sich selbst als offizielle englischsprachige Website der Muslim-Bruderschaft bezeichnet, eine „Stellungnahmee der Antiputsch-Allianz“, in der angegeben wird, die Putschisten hätten das Militär und die Polizei verwendet und „mehr als zweitausend Menschen getötet sowie mehr als zehntausend friedliche Bürger verwundet“.[194]

Gamal Abd-ul-Sattar, eine Führungsfigur der von der Muslimbruderschaft geführten Anti-Coup-Allianz gab gegenüber AP an, dass die Gruppe die Namen von 2.500 Getöteten dokumentiert habe.
- Nach Angaben der Muslimbruderschaft soll die Anzahl der der bei der gewaltsamen Räumung der Protestcamps am 14. August getöteten Menschen 2.000 überschreiten.[19][169]

Ahmed Aref, Sprecher der Muslimbruderschaft, schätzte die Zahl der Toten am Abend des 14. August auf 2600.
Gegenüber Human Rights Watch gab ein Sprecher der Muslimbruderschaft am 1. Juli 2014 an, dass in Verbindung mit der Muslimbruderschaft stehende Ärzte am späten Morgen des 14. August 2013, vor der kompletten Räumung des Rābiʿa-Sit-ins, bereits 2.200 Leichen in dem provisorischen Krankenhaus gezählt hätten. Es seien Hunderte unidentifizierte Leichen, Leichen ohne Totenscheine und Hunderte Vermisste beerdigt worden.
- Die der Muslimbruderschaft nahestehende Freiheits- und Gerechtigkeitspartei erklärte, der Blutzoll des scharfen Vorgehens der Sicherheitskräfte sei weit höher als von der Übergangsregierung zugestanden und bezifferte ihn – ohne dass die Zahl von westlichen Stellen verifiziert werden konnte – auf über 2000.[145]
- Eine von der Gruppe Egyptians against Coup verbreitete[196] Internetbroschüre gibt an, Armee und Polizei hätten am 14. August 2013 „mehr als 2.000 Märtyrer“ getötet. Die Namen von 825 Getöteten seien am Ende des Dokumentes angeführt. Die englischsprachige Ausgabe enthält lediglich die Fotos und Namen von 240 Personen, die laut der Broschüre getötet wurden. Die beiden arabischsprachigen Ausgaben enthalten darüber hinaus an ihrem Ende längere Listen. Die zweite arabischsprachige Ausgabe enthält eine Galerie von Fotos mit Namen von 377 Personen.[197]

#### Als unabhängig eingestufte Angaben
- Das als unabhängig geltende statistische Datenbankwerk Wiki Thawra, das auf einer Internetseite veröffentlicht ist und sich der Dokumentation der sogenannten ägyptischen Revolution widmet, berichtete im September 2013[16] und im November 2013 von einer weitaus höheren als dem jeweils offiziell angegebenen Todeszahl:[17]

- Datenstand: Mitte September 2013:

- Rābiʿa-Sit-in: Allein für die Auflösung des Rābiʿa-Sit-ins errechnete Wiki Thawra Mitte September eine Zahl von 904 Todesopfern, darunter 869 Zivilisten, sieben Sicherheitskräfte und 28 Leichen, die unter der Bühne des Rābiʿa-al-ʿAdawiyya-Protestlagers gefunden wurden.
- Nahda-Sit-in: Durch die Auflösung des Al-Nahda-Sit-ins wurden laut Wiki Thawra-Angabe von Mitte September 95 Menschen getötet, darunter 87 Zivilisten, ein Mitglied der Sicherheitskräfte und sieben Menschen, deren Leichen unter dem Al-Orman-Garten vergraben wurden.

- Datenstand: Mitte November 2013:

- Rābiʿa-Sit-in: Allein für die Auflösung des Rābiʿa-al-ʿAdawiyya-Protestlagers gab Wiki Thawra Mitte November eine Anzahl von 969 Opfer an, die sieben Mitarbeiter der Sicherheitskräfte einschloss, sowie 28 Leichen, die unter der Bühne im Rābiʿa-al-ʿAdawiyya-Protestlager gefunden wurden.
- Nahda-Sit-in: Im Widerspruch zu der offiziell von den Behörden der Übergangsregierung angegebenen Anzahl von 21 Todesopfern berichtete Wiki Thawra für die gewaltsame Auflösung des Al-Nahda-Sit-ins, es seien dort 96 Menschen bei dem Vorfall getötet worden, einschließlich von zwei Mitarbeitern des Sicherheitspersonals und sieben Leichen, die unter der Bühne im Al-Nahda-Protestlager oder in dem nahegelegenen Orman-Garten in bestatteter Form aufgefunden worden seien.

Wiki Thawra war von einer Gruppe unabhängiger Jugendlicher gegründet worden. Die Daten von Wiki Thawra beruhen hauptsächlich auf Berichten unabhängiger zivilgesellschaftlicher Organisationen einschließlich des Egyptian Centre for Economic and Social Rights (ECESR), des Anwaltszentrums Hisham Mubarak (HMLC) und der Front to Defend Egypt’s Protesters (FDEP).
- Nach einer von 13 ägyptischen und internationalen Menschenrechtsorganisationen – darunter Amnesty International, Human Rights Watch und das Cairo Institute for Human Rights Studies – unterzeichneten Erklärung vom 10. Dezember 2013 wurden bei der Stürmung der Sit-ins der Muslimbruderschaft auf dem Al-Nahda-Platz und auf dem Rābiʿa-al-ʿAdawiyya-Platz am 14. August 2013, unter Einsatz der Polizei, bis zu 1000 Demonstranten und neun Polizeibeamte getötet, ohne dass eine Untersuchung wegen Fehlverhaltens der Polizei vorgelegt wurde. Die Menschenrechtsorganisationen beriefen sich dabei auf Angaben des Ministerpräsidenten der Übergangsregierung, Hasim al-Beblawi, der im September gegenüber der ägyptischen Tageszeitung Al Masry al-Youm erklärt hatte, dass die Anzahl der Todesopfer am 14. August „nahezu 1000“ betragen habe.[10][11][198] Human Rights Watch merkte an, sieben Polizeibeamte seien während der Auflösung getötet worden, als eine Anzahl bewaffneter Demonstranten auf Sicherheitskräfte gefeuert hätten, die versucht hätten, die Plätze zu räumen.[199]
- Die Menschenrechtsorganisation The Egyptian Center for Economic and Social Rights erstellte eine Liste mit 904 Namen von Menschen, die bei der Auflösung des Sit-ins am Rābiʿa-al-ʿAdawiyya-Platz getötet wurden.[200][201][59]
- Im Juni 2014 veröffentlichte die Menschenrechtsorganisation Egyptian Initiative for Personal Rights (EIPR) mit ihrem Bericht „The Weeks of Killing – State Violence, Communal fighting, & Sectarian Attacks in the Summer of 2013“ eine der sehr wenigen sorgfältigen Dokumentationen über die Periode vom 30. Juni bis zum 17. August 2013. Der Bericht dokumentierte eine hauptsächlich beim Staat liegende Verantwortung für die Gewalt nach der am 30. Juni begonnenen Absetzung Mursis. Die EIPR gab in dem Bericht keine exakte Schätzung der Opferzahlen an, sondern nannte als Größenordnung zwischen 500 und 1000 Menschen, die während der Auflösungen getötet worden seien. Sie zitierte Premierminister Beblawy mit dessen Angabe, dass knapp 1000 Menschen getötet worden seien.[188][189]
- Human Rights Watch (HRW) gab kurz vor der ersten Jährung der Massentötung vom 14. August in dem Bericht „All According to Plan – The Rab’a Massacre and Mass Killings of Protesters in Egypt“ vom 12. August 2014 an, die ägyptischen Sicherheitskräfte – Polizei im Verein mit der Armee – hätten während des „Rābiʿa-Massakers“ vorsätzlich mindestens 904 Menschen – „einschließlich Frauen und Kinder“ – getötet, davon nachweislich 817 Demonstranten bei der Auflösung des Rābiʿa-Sit-ins sowie 87 bei der Auflösung des Al-Nahda-Sit-ins. Insgesamt seien zehn Mitglieder der Sicherheitskräfte getötet worden, davon acht in Rābiʿa und zwei in Nahda. Es habe sich dabei um eine vorsätzliche Attacke der ägyptischen Sicherheitskräfte gehandelt, die gleichzusetzen mit oder schlimmer als das Tian’anmen-Massaker in China von 1989 sei. Die tatsächliche Zahl Getöteter sei aufgrund der „systematischen Anstrengungen der Regierung zur Verschleierung“ – beginnend mit der Abriegelung des Rābiʿa-Platzes am nächsten Morgen und „fortgesetzt mit der unerbittlichen Repression der pro-Mursi-Unterstützer in den folgenden Monaten“ – außerordentlich schwer zu ermitteln. Auf Grundlage „überzeugender Beweise“ ging Human Rights Watch jedoch nach der einjährigen Untersuchung von einer Todeszahl von über 1000 Menschen allein für den Rābiʿa-Platz am 14. August 2013 aus,[23][22] da Überlebende und Aktivisten belastbare Beweise für weitere Tote zusammengetragen haben und zahlreiche Leichen ohne ordentliche Erfassung und Identitätsfeststellung sofort in Krankenhäuser oder Leichenhallen gebracht sowie ein Jahr nach den Ereignissen noch immer Personen vermisst werden.[21] Demnach seien für das „Rābiʿa-Massaker“ zu den 817 von HRW dokumentierten getöteten Menschen noch 246 weitere Todesfälle zu zählen, die von „Rābiʿa-Überlebenden und Aktivisten“ zusammengetragen und von HRW nachgeprüft wurden, sowie schließlich eine unbekannte Anzahl von Leichen, die ohne präzise Aufnahme oder Identifizierung in die Krankenhäuser und Leichenhallen gebracht worden waren.[190] Kenneth Roth, Exekutivdirektor von HRW, sagte, es habe sich vermutlich um die weltweit größte Massentötung von Demonstranten an einem einzigen Tag der jüngeren Geschichte gehandelt, da für das Tian’anmen-Massaker in China und für das Andijan-Massaker in Usbekistan typischerweise von 400 bis 800 Getöteten ausgegangen werde.[202]

#### Verschiedene Angaben in den Medien
- Auf Nachrichtenagenturmeldungen beruhende westliche Medienberichte von Ende Dezember 2013 gaben an, bei der mit „mit brutaler Gewalt“ (Der Spiegel) durchgeführten Auflösung der Protestcamps am 14. August durch die Sicherheitskräfte seien 1400 Menschen getötet worden.[203][204][205]
- Zuvor hatten westliche Medienberichte bereits eine Anzahl von mehr als 800[9], mindestens 900[206][207] oder rund 1000[20][208][209][125][210][211] getötete Pro-Mursi-Demonstranten bei dem Sturm der Sicherheitskräfte auf die Protestcamps in Kairo am 14. August angegeben. Im Oktober gab Amnesty International an, dass bei der Auflösung der Pro-Mursi-Sit-ins und anderer Proteste durch die Sicherheitskräfte im August 2013 mindestens 1000 Menschen getötet wurden.[212]

#### Diskrepanzen zwischen NCHR- und FMA- gegenüber unabhängigen Angaben
Human Rights Watch wies im August 2014 darauf hin, dass die Angaben von NCHR und FMA (forensischen Behörden) zur Zahl der Getöteten zwar ähnliche Beträge angeben, ihre Opferlisten jedoch nicht miteinander in Einklang stünden, da einige Namen jeweils nur in einer der beiden Listen aufgeführt würden. Zähle man die Namen beider Listen zusammen und entferne doppelte Angaben, ergebe sich eine Bilanz von 650 Getöteten.
Diese Angaben würden jedoch immer noch „die überzeugenden Beweise weiterer ungezählter Leichen in Leichenhallen und Krankenhäusern in ganz Kairo ignorieren, die durch Mitarbeiter von Human Rights Watch und anderen ägyptischen Menschenrechtsanwälten in der unmittelbaren Folgezeit der Räumung dokumentiert wurden“.
Der größte unberücksichtigte Posten bestehe in der Anzahl der Leichen, die für die Iman-Moschee in der Makram-Ebeid-Straße angegeben wurde, wo sich viele Sit-in-Teilnehmer nach der vollständigen Räumung des Rābiʿa-Sit-ins zusammenfanden. Während die FMA lediglich 167 Leichen in der Iman-Moschee identifizierte, hatten Human Right Watch-Researcher am Morgen des 15. August 2013 bereits 235 Leichen in der Iman-Moschee gezählt, die von dem Rābiʿa-Krankenhaus und anderen provisorischen Einrichtungen des Rābiʿa-Platzes zur Iman-Moschee gebracht worden waren. Zudem seien nach Angaben von Menschenrechtsanwälten mehrerer verschiedener Organisationen später am 15. August noch weitere Leichen in der Iman-Moschee angekommen, für die die Menschenrechtsanwälte auch Fotos von Listen über 257 Namen der Toten vorlegten, die am Ende des 15. August an der Moschee gehangen hatten. Nach einem Abgleich mit Listen anderer Leichenhallen und Krankenhäusern sei Human Rights Watch zu dem Ergebnis gekommen, dass die Angabe von 257 Leichen in der Iman-Moschee korrekt sei und die FMA die Anzahl an Leichen in der Iman-Moschee damit um 90 Leichen zu niedrig angegeben habe. Rund 40 der Leichen in der Iman-Moschee waren so stark verbrannt, dass eine Identifikation nicht möglich war. Nach Angaben von Ärzten stammten die meisten dieser stark verbrannten Leichen aus dem Feldlazarett, dass am späten Nachmittag des 14. August abgebrannt wurde, bevor medizinisches Personal und Patienten die Leichen entfernen konnten.
Zusätzlich zu den 90 offiziell nicht aufgenommenen Leichen in der Iman-Moschee dokumentierten Menschenrechtsanwälte und Aktivisten in ägyptischen Krankenhäusern 77 Leichen, die nicht in den FMA- und NCHR-Listen aufgenommen worden waren. Diese Leichen kamen von mehreren verschiedenen Krankenhäusern, einschließlich des al-Taa’min al-Saahi (15 Leichen) und Ma’hd Nasser (23 Leichen). Insgesamt dokumentierten Menschenrechtsanwälte und Researcher von Organisationen einschließlich Human Rights Watch, Amnesty International, das Egyptian Center for Economic and Social Rights (ECESR), das Nadeem Center for Rehabilitation of Victims of Violence and Torture, und das Nazra Institute for Feminist Studies 167 zusätzliche Todesopfer, die nicht in den Angaben der FMA oder des NCHR enthalten waren. Bei dieser Angabe von 167 zusätzlichen Todesopfern, die nicht in den Angaben von FME oder NCHRT enthalten sind, handelt es sich allerdings um Schätzungen am untersten Grenzwert der Anzahl an Menschen, die in Rābiʿa getötet wurden, da Menschenrechtsaktivisten nicht in der Lage waren, die Anzahl der Todesopfer in jedem ägyptischen Krankenhaus oder Leichenhalle zu dokumentieren.
WikiThawra hat dagegen eine Liste mit 246 zusätzlichen Namen von Menschen, die in Rābiʿa getötet wurden, zusammengetragen, die auf Online-Webseiten und Gruppen in sozialen Medien beruht wie den Martyr’s Stories und der Figure Them Out Campaign, die von Überlebenden und Aktivisten des Rābiʿa-Sit-ins gegründet wurden. Für 113 dieser Todesopfer wurden due zusätzlichen Namen entweder von handgeschriebenen Listen unterstützt, die von Zeugen aus den Krankenhäusern in der unmittelbaren Folgezeit der Sit-in-Räumung erstellt oder durch Fotos der Leichen selbst. Für die weiteren 133 Namen fehlen entsprechende dokumentarische Belege. Stichprobenprüfungen von HRW für die der von WikiThawra verwendeten Internetseiten ergaben eine Bekräftigung der Resultate von WikiThawra, die Human Rights Watch als stichhaltige Beweise für mindestens weitere 113 (von 246 zusätzlichen) Todesfällen für die Räumung des Rābiʿa-Sit-ins ansieht, was zu einer Zahl von 930 Getöteten führen würde. Da HRW die Daten jedoch nicht mit der gleichen Sicherheit verifizieren könne wie die Mindestzahl von 817 Getöteten, seien die 113 zusätzlichen Toten nicht in die Angabe von HRW eingeflossen.

### Bekanntgewordene Umstände und Details zu Todesfällen
Ein Jahr nach dem Vorfall kam Human Rights Watch zu dem Ergebnis, dass es sich um Massenhinrichtungen gehandelt habe, bei denen bis zum Abend des 14. Augusts nachweislich 817, wahrscheinlich mehr als 1.000 getöteten und über 4.000 verletzten Menschen des Rābiʿa-Sit-ins extrem viele durch gezielte Schüsse in Kopf, Hals oder Herz getroffen wurden. Medienberichten zufolge wurden die meisten Opfer durch gezielte Schüsse von Scharfschützen erschossen. Zeugenaussagen von Sit-in-Teilnehmerinnen sowie von Sanitätern, die die verletzten und toten Körper im Rābiʿa-Sit-in getragen hatten, zeigen laut einem Bericht der Menschenrechtsorganisation Nazra for Feminist Studies, dass die Verwendung scharfer Munition um 6:30–7:00 Uhr vormittags begonnen hatte und die meisten Todesfälle aus dem Gebrauch scharfer Munition gegen die oberen Körperteile (Kopf, Hals und Brust) resultierten. Auch Journalisten fanden bereits in den ersten Stunden nach dem Ereignis bei vielen Toten Schusswunden im Kopf oder im Oberkörper vor, was auf gezielte Todesschüsse von Scharfschützen schließen ließ.
Der kontinuierliche Beschuss machte es Rettungssanitätern unmöglich, lebensgefährlich Verwundete in das Krankenhaus zu bringen. Für viele Menschen gab es keinen sicheren Weg, um medizinische Versorgung zu erreichen. Von Human Rights Watch gesichtetes Videomaterial zeigt unter anderem einen Mann, der auf der Mitte des Rābiʿa-Platzes angeschossen wird, während er einen blutüberströmten, leblos wirkenden Körper trägt. Die westliche Korrespondentin Louisa Loveluck hatte bereits am 14. August 2013 nach der Auflösung des Rābiʿa-Sit-ins in ihrem publizierten Augenzeugenbericht beschrieben, dass die Straße vor dem provisorischen Feldlazarett unter Beschuss der Sicherheitskräfte genommen wurde und es unmöglich gewesen sei, Verletzte auf der Trage sicher zu einem Krankenwagen zu bringen. Sie wurde selbst Zeuge davon, wie ein Mann von Schüssen durchsiebt wurde und starb, während Freunde ihn zu einem Krankenwagen am Rande des Sit-ins trugen.

#### Weibliche Opfer

##### Nazra-Bericht
Am 10. Dezember 2013 veröffentlichte die Menschenrechtsorganisation Nazra for Feminist Studies einen Bericht, der auf Angaben einer Auszählung durch das Women Human Rights Defenders Program über die Toten unter Sit-in-Teilnehmerinnen aufbaute, als auch auf Listen, die von anderen Nichtregierungsorganisationen veröffentlicht und in einer Liste von Wiki Thawra zusammengefasst wurden. Das Team des Women Human Rights Defenders Program besuchte Regierungseinrichtungen, einschließlich der gerichtsmedizinischen Administration und des Gesundheitsministeriums, als auch Krankenhäuser, in die Leichen von Sit-inner-Teilnehmern verbracht wurden, um die Todesursache zu bestimmen.
Der Nazra-Bericht konzentrierte sich in der Untersuchung über die weiblichen Todesopfer hauptsächlich auf die Auflösung des Rābiʿa-Sit-ins, da das Nazra-Team für das Nahda-Sit-in nur einen einzigen Fall einer getöteten Sit-in-Teilnehmerin ausfindig machen konnten und da die zwei Nazra-Researcher nicht mit Nahda-Sit-in-Teilnehmerinnen kommunizieren konnten, weil es ihnen nicht gelang, deren Vertrauen zu gewinnen.
Unter den während der Auflösung des Sit-ins am Rābiʿa-al-ʿAdawiyya-Platz Getöteten befanden sich nach der Dokumentation von Nazra for Feminist Studies mindestens 19 Frauen. Nazra hatte im August 2013 ein Treffen mit Magda Helal al-Qaradawi (auch: Magda Qardawy), der damaligen Leiterin der gerichtsmedizinischen Behörden (FMA), die den Tod von mindestens 19 Frauen unter den Opfern der am Tag der Räumung Getöteten bestätigte und im September 2013 entlassen wurde.
Dem Nazra-Bericht von Dezember 2013 zufolge konnten Nazra-Researcher die Namen von 16 der 19 weiblichen Personen, die sie als Todesopfer der Auflösung des Rābiʿa-Sit-ins bestätigen konnten, angeben. In der Zeinhom-Leichenhalle aufbewahrt wurden demnach die Leichen von Heba Mohamed Fekry, Mariam Mohamed Abdel-Aal, Seiham Abdullah Mohammed Metwalli, Heba Ahmed Abdel-Aziz, Hayam Abdou Ibrahim und Asmaa Mohamed El-Beltagie, im Health Insurance Hospital die Leichen von Inji Mohammed Tag El-Deen, Hoda Farrag El-Sayed Abdullah, Hoda Ahmed Sa'eed und Sawsan Sa'ad Hassan, in der El-Iman-Moschee die Leichen von Noha Ahmed Abdel-Mo'tie, So'aad Hassan Ramzi, Asmaa Saqr und Rozan Mohammed Ali sowie an unbenanntem Ort die Leichen von Habiba Abdul-Aziz und Hend Hesham Kamal. Nicht namentlich identifiziert waren demnach zwei Leichen aus der Zeinhom-Leichenhalle und eine Leiche aus dem Health Insurance Hospital. Von fünf Leichen, von denen zwei in der El-Iman-Moschee in Nasr-City waren, konnten die Nazra-Researcher den Standort nicht zweifelsfrei bestimmen. Als möglichen Grund für den Umstand, dass ihre Namen nicht in der den Listen der Zeinhom-Leichenhalle registriert waren, gab der Nazra-Bericht an, dass nicht alle Leichen aus der El-Iman-Moschee in die Leichenhalle überführt wurden.
Als Verletzungen wurde in dem Nazra-Bericht für drei dieser 19 weiblichen Todesopfer (Asmaa Saqr, Rozan Mohammed Ali und eine der nicht identifizierten Personen) „scharfe Munition im Kopf“ (Original: „Live Bullet in the Head“) angegeben, für zwei weibliche Todesopfer (Asmaa Mohamed El-Beltagie und Habiba Abdul-Aziz) „scharfe Munition im Brustkasten“ (Original: „Live Bullet in the Chest“) und für zwei weitere weibliche Todesopfer (Hoda Farrag El-Sayed Abdullah und Hoda Ahmed Sa'eed) „scharfe Munition im Rücken“ (Original: „Live Bullet in the Back“). Für die übrigen der 19 weiblichen Todesopfer wurde keine Verletzungsart angegeben. Die Nazra-Researcher waren nicht in der Lage, die exakte Lage der Schusswunden für jeden der Fälle, die zu der Zeinhom-Leichenhalle gebracht worden waren, herauszufinden, was der Bericht damit begründete, dass die Obduktionsberichte von Zeinhom noch immer nicht veröffentlicht worden waren.
Zeugenaussagen von Personen zufolge, die während der Auflösung des Rābiʿa-Sit-ins am Ort waren, soll dem Nazra-Bericht nach Habiba Abdul-Aziz um 8 Uhr vormittags einer Schusswunde erlegen sein, Asmaa Saqr um 8:30 Uhr vormittags ebenfalls einer Schusswunde und Asmaa Mohamed El-Beltagie um 11 Uhr vormittags, wiederum einer Schusswunde.
Der Nazra-Bericht kam zu dem Ergebnis, dass die Behauptungen, Frauen wären in den Sit-ins als menschliche Schutzschilde benutzt wurden, nicht den Tatsachen entsprechen. Die Anzahl der während der Auflösung der Sit-ins getöteten Frauen, veranschlagt auf 17 von insgesamt 904 Getöteten bei der Auflösung des Rābiʿa-Sit-ins beziehungsweise auf 1 von insgesamt 87 Getöteten bei der Auflösung des Nahda-Sit-ins, zeige mit einem Prozentsatz von 1,9 % bzw. 1,1 % weiblicher Todesopfer an der Gesamtopferzahl an, dass Frauen von Seiten der Sit-in-Teilnehmer nicht in Auseinandersetzungen getrieben wurden und auch nicht für den Schutz irgendwelcher Gebäude benutzt wurden.

##### VonHuman Rights Watchgesichtetes Videomaterial
Ein von Human Rights Watch geprüftes Video zeigt eine Demonstrantin, der in den Hals geschossen wird, während sie am Morgen in der östlichen Nasr-Straße eine Handvideocamera hält. Eine andere Demonstrantin, die zum besagten Zeitpunkt an dem Ort anwesend war, bestätigte gegenüber Human Rights Watch, dass auf der Nasr-Straße nahe der Tiba Mall am Morgen des 14. August 2013 entsprechende Schüsse gefallen waren.

#### Prominente Todesopfer
- Am Rābiʿa-al-ʿAdawiyya-Platz befand sich unter den Toten auch die in die Brust (nach erster Angabe einer Sprecherin der Muslimbruderschaft: in Brust und Rücken[166][220]) geschossene, 17-jährige Tochter von Mohammed al-Beltagi, Generalsekretär der Freiheits- und Gerechtigkeitspartei, dem politischen Arm der Muslimbruderschaft.[220][1][221][175][222]

Ihrem Totenschein nach soll Asmaa al-Beltagi Medienberichten von August 2013 zufolge neben einem Schuss in die Brust einen Schädelbruch und einen Bruch des linken Beines aufgewiesen haben. Nach Angabe ihres Bruders, Anas al-Beltagi, vom 15. August 2013 befand sie sich auf dem Weg zum Feldlazarett, um dort Hilfe zu leisten, als sie erschossen wurde. Anas sei unmittelbar darauf zu ihr gekommen und habe sie zusammen mit Anderen in das Lazarett gebracht. Sie habe eine Bluttransfusion benötigt, doch habe keine Operation stattfinden können, worauf sie um 13:00 Uhr gestorben sei. Demgegenüber behauptete der in London sitzende Middle East Monitor in einem dem Felesteen on Line Newspaper vom 18. August 2013 entnommenen Artikel vom 20. August, Asmaa sei um 10:30 Uhr Ortszeit (8:30 Uhr GMT) am Morgen des 14. August 2013 nahe der Bühne des Rābiʿa-al-ʿAdawiyya-Sit-ins von einem Sniper in Brust und Rücken getroffen worden, worauf ihr Tod innerhalb weniger Minuten eingetreten sei. In den der Angabe ihres Bruders widersprechenden Artikel wurde ein YouTube-Video eingebettet, das angeblich zeigen sollte, wie Asmaa durch ein gezieltes Attentat „ermordet“ worden sei. Das gleiche Video wurde in der Folge auch von anderen Medien als den Tod von Asmaa Beltagi beschreibend zitiert.
Das Strafgericht Kairo ordnete die Generalstaatsanwaltschaft im März 2014 an, eine Stellungnahme von Mohammed al-Beltagi über den Tod seiner Tochter anzuhören. Der frühere Generalsekretär der Freiheits- und Gerechtigkeitspartei war zu diesem Zeitpunkt bereits unter Anklage gestellt worden, gemeinsam mit zwei weiteren Beschuldigten, einen Polizeibeamten im Rābiʿa-Sit-in gefoltert zu haben. Die Staatsanwaltschaft Nasr City bestimmte den 19. März 2014 für seine Anhörung im Tora-Gefängnis zu dem Tod von Asmaa.
Der Tod des Teenagers löste auch in der Muslimbruderschaft oppositionell gegenüberstehenden Kreisen Solidarität aus. Alaa Abdel Fattah, ein prominenter Aktivist und eine Anti-Muslimbruderschaft-Persönlichkeit, betrauerte ihren Tod auf seiner Facebook-Seite und sagte, sie habe „keine Waffe gehalten“ und sei „kein Teil des Bruderschaft-Regimes“ gewesen. Die ägyptische Zeitung Al-Dostor soll Asma al-Beltagi laut der in London sitzenden Zeitschrift Middle East Monitor (MEMO) am 24. August angeblich eine „Ikone von Rābiʿa-al-ʿAdawiyya“ genannt und behauptet haben, sie sei von der Kugel eines Snipers getroffen worden, als sie auf dem Weg gewesen sei, Verwundeten zu helfen. Die türkische Nachrichtenagentur Anadolu Agency nannte Asma „ein starkes Symbol des Anti-Putsch-Widerstands in Ägypten, wobei Menschen innerhalb des Landes und rund um die Welt ihre Poster tragen und Parolen über ihr Märtyrertum während der Anti-Putsch-Demonstrationen skandieren“. Besondere Resonanz rief die Tötung der jungen Asma al-Beltagi durch die ägyptischen Sicherheitskräfte in der türkischen Öffentlichkeit hervor, wo sich der türkische Ministerpräsident Recep Tayyip Erdoğan am 22. August in einer live auf Ülke TV ausgestrahlten Sendung zu Tränen gerührt zeigte, als eine Videoaufzeichnung abgespielt wurde, in der ein an Asmaa gerichteter Abschiedsbrief von Asmas Vater, Mohammed al-Beltagi, verlesen wurde. Mohammed al-Beltagi sagte in einem Fernsehinterview, er sei jedoch nicht traurig, da seine Tochter zur Märtyrerin geworden sei.
Am 3. September 2013 wurde Videomaterial bekannt, das Asmaa al-Beltagi unmittelbar vor ihrem Tod zeigt, nachdem sie von einem Sniper am Rābiʿa-al-ʿAdawiyya-Platz tödlich verwundet worden sein soll. Das Videomaterial zeigt die bei vollem Bewusstsein befindliche Asmaa im Stadium des Leidens in einem Feldlazarett auf dem Platz. Am 18. September 2013 veröffentlichte die staatliche türkische Nachrichtenagentur Anadolu Agency in ihrer arabischsprachigen Ausgabe einen etwa 8-minütigen Dokumentarfilm über Asmaa al-Beltagi und ihren Tod.
- Am 14. August 2013 wurde laut Angabe der staatlichen Ahram auch der Tod des Sohns von Muhammad Badi’e, dem Chef der Muslimbruderschaft, bekanntgegeben.[222] Anderen Medienangaben zufolge wurde ein Sohn Badi’es am 16. August 2013 in Kairo erschossen.[48]

#### Getötete Journalisten
Medienberichten zufolge griffen ägyptische Sicherheitskräfte im Zuge der Räumung auch mehrere internationale Journalisten unter Verwendung scharfer Munition an. Einige Journalisten wurden dabei getötet, andere verletzt. Die Association for Freedom of Thought and Expression, eine für Meinungsfreiheit eintretende ägyptische Organisation, sowie die staatlich geführte Al-Ahram bestätigten die Erschießung von vier Journalisten – Mike Deane von Sky News, Habiba Ahmed Abd Elasis (Habiba Abdelaziz) von den Gulf News, Mosaab al-Shami (Mosaab al-Shamy) von Rassd News und Ahmed Abdel Gawad (Ahmad Abdelgawad) von al-Akhbar:
- Mick Deane (oder: Mike Deane[175]): Der 61-jährige Kameramann arbeitete zusammen mit dem in Kairo tätigen Korrespondenten Sam Kiley für den im Großbritannien sitzenden Nachrichtensender Sky News,[236][237] als er bei der Stürmung des Rābiʿa-al-ʿAdawiyya-Protestcamps in Nasr-City durch die Sicherheitskräfte am Morgen des 14. Augusts erschossen wurde.[237] Sky News teilte am 14. August mit: „Er wurde von einer Kugel getroffen und ist trotz medizinischer Versorgung kurz darauf gestorben“.[140] Medien berichteten, er sei „offenbar durch einen gezielten Schuss“ (N24) getötet worden.[195] Der Herausgeber der Middle East-Nachrichten für Sky News, Tom Rayner, sagte, Deane sei bei dem Versuch von Sky News gestorben, „der Welt den Horror am Rābiʿa[-Platz] heute zu zeigen“. Deane war der erste westliche Reporter, der während der Ausübung seiner Tätigkeit in Ägypten starb, seit das Committee to Protect Journalists in den frühen 1990er Jahren begann, solche Vorgänge zu registrieren.[236]

Deanes Witwe, Daniela, kritisierte die ägyptische Regierung dafür, keinerlei Informationen über die Umstände der Erschießung von Mick Deane zur Verfügung zu stellen. Daniela Deane, selbst Journalistin bei der Washington Post, klagte das ägyptische Militär an, ihr Mann sei bei einem Anschlag des ägyptischen Militärs auf ihren Mann von einem Militär-Sniper ermordet worden. Er habe am Rābiʿa-al-ʿAdawiyya-Platz etwa eineinhalb Stunden Berichterstattung über die Aktionen des Militärs durchgeführt, das dort Menschen und schließlich auch ihn ermordet habe. Anlässlich der Stiftung eines jährlichen Stipendiums für Kameramänner in Ehrung von Mick Deane veröffentlichte Sky News zur ersten Jährung des 14. August einen Artikel. Darin wurde betont, Mick sei durch einen einzelnen Schuss getötet worden, als ein Sky News-Team die Niederschlagung der Demonstration gegen den Militärputsch filmte. Deane sei nicht Kreuzfeuer getötete oder zufällig in Kugelhagel, der auf eine Menge abgefeuert wurde, getötet worden, sondern durch einen einmaligen Schuss eines Snipers oder Schützen, während er in einer verhältnismäßig friedlichen Straße gestanden habe. Aus den Aussagen seiner Begleiter schließe Sky News, dass Deane gezielt und vorsätzlich wegen seiner Eigenschaft als Kameramann getötet wurde. Die ägyptischen Behörden hätten auch ein Jahr nach dem Vorfall trotz Aufforderung durch den Sender keine Untersuchung und keine Antworten für seinen Tod geliefert.
- Ahmed Abdel Gawad (nach anderen Angaben: Ahmad Abdelgawad oder Ahmed Abdul Dawed[167]): Der ägyptische Journalist von der staatlichen Tageszeitung Al Akhbar wurde ebenfalls am 14. August getötet,[236][240] als er über die Intervention der Sicherheitskräfte im Rābiʿa-al-ʿAdawiyya-Protestcamp berichtete.[240][241] Gawad war nach Angaben der Muslimbruderschaft zudem der Redaktionsmanager von Misr25, dem TV-Sender der Muslimbruderschaft.[241]
- Mosaab al-Shami: Der Photograph für Rassd News Network wurde ebenfalls getötet, während er an der Berichterstattung über die blutigen Ereignisse des 14. Augusts arbeitete.[241] Nach Angabe des Direktors des Nachrichtensenders, Smahy Mustafa, soll al-Shami von einem Sniper in die Brust geschossen worden sein, als er versuchte, dem Gewehrfeuer der Sicherheitskräfte zu entkommen, mit dem diese die Sit-in-Demonstration in Nasr-City aufgelöst hätten. Der Sender Rassd gehörte zu denen, die den Sturz Mursis scharf kritisiert hatten.[242]
- Habiba Ahmed Abd Elasis (auch: Habiba Abdelaziz): Die 26-jährige Reporterin für Xpress, einem Schwesterblatt der staatlichen Tageszeitung The Gulf News in den Vereinigten Arabischen Emiraten, wurde ebenfalls am 14. August getötet.[236][140][240] Sie soll sich zu diesem Zeitpunkt Medienangaben zufolge auf Jahresurlaub in ihrem Heimatland befunden und keinen Arbeitsauftrag gehabt haben.[236][243][2][167][140] Nach Angabe der Gulf News und ihrer Familie wurde sie nahe der Rābiʿa-al-ʿAdawiyya-Moschee erschossen, als die Sicherheitskräfte das Sit-in der Mursi-Unterstützer stürmten.[240][243][2][167] Nach Angabe von Xpress soll ihre letzte Nachricht auf Facebook gelautet haben: „Tod, hier kommen wir. Wir fürchten uns nicht vor dir, aber du dich vor uns“.[243] Auch ihr letzter Austausch von Textnachrichten mit ihrer Mutter wurde über die Medien veröffentlicht.[167] Habiba Abdelaziz gehörte zu denen, die beim Vorrücken der Sicherheitskräfte von der Tiba Mall getötet wurden. Sie verstarb an ihren Verletzungen. In einer Textnachricht an ihre Mutter teilte sie dieser um 7:33 morgens mit, sich in Kürze an die Front der Auseinandersetzungen zu begeben. Ein Journalist, der Zeuge von den Schüssen wurde, berichtete, dass Abdelaziz erschossen wurde, nachdem sie sich zur Frontlinie begeben hatte, um die Zusammenstöße als Journalistin zu dokumentieren.[23] Stellungnahmen des Innenministeriums vom Morgen des 14. August, die behaupteten, dass keine Kugeln abgefeuert worden seien und darauf bestanden, dass es keine Opfer am Ostende der Nasr-Straße gegeben habe, bis die Sicherheitskräfte am Zentrum des Platzes angekommen seien, erwiesen sich als unvereinbar mit der Dokumentation von Human Rights Watch.[23][244]

Neben den Todesfällen kam es auch zu Schussverletzungen von Journalisten. So zum Beispiel bei der für die Nachrichtenagentur Reuters arbeitenden Fotografin Asmaa Waguih (oder: Asmaa Walid), die nach Angaben des Journalistenverbands Abeer Aal-Saady von der Polizei in Rābiʿa in den Fuß oder das Bein geschossen wurde. In anderen Fällen schossen die Sicherheitskräfte auf Journalisten, ohne dass resultierende Verletzungen gemeldet wurden, wie bei einem Kamerateam von Al Jazeera.

## Reaktionen und Bewertungen
Die Polizei erhielt im Zuge der Verhängung des Notstandes weitreichende Befugnisse, Verhaftungen ohne richterlichen Beschluss durchzuführen. Dieser Schritt wurde seitens der Regierung mit der „Gefahr für Sicherheit und Ordnung“ durch „gezielte Sabotage und Angriffe auf private und öffentliche Gebäude“ und Todesopfer „durch extremistische Gruppen“ begründet. Landesweit sollen bis zum 15. August mehr als 560 Menschen von der Polizei festgenommen worden sein. Nahost-Experten werteten die Verhängung des Ausnahmezustands als Anzeichen dafür, dass die Militärs keine Verhandlungen anstrebten. Nach Ansicht von Stephan Roll (Stiftung Wissenschaft und Politik) diente die Verhängung des Ausnahmezustand dazu, „rechtsstaatliche Standards auszuhebeln, mehr Demonstranten zu verhaften und gewaltsam gegen Protest vorzugehen.“ Befürchtungen mehrten sich, dass Ägypten „endgültig in Richtung Militärdiktatur“ oder „Bürgerkrieg“ bewege. Die großangelegten Verhaftungen von Mitgliedern der Muslimbruderschaft wurde in westlichen Medien als Wiederholung der autoritären Herangehensweise der Regierung während der Mubarak-Ära aufgefasst, als die Muslimbruderschaft verboten und schweren Repressalien ausgesetzt wurde.
Die ägyptische Übergangsregierung prüfte Medienberichten zufolge bereits auf Vorschlag Beblawis hin die Möglichkeit, die Muslimbruderschaft für illegal zu erklären. Beblawi erklärte, es könne „keine Versöhnung geben, mit denjenigen, an deren Händen Blut klebt“. Die Übergangsregierung drohte, mit „eiserner Faust“ gegen „Terrorismus“ vorzugehen. Behörden ermittelten gegen 250 Unterstützer der Muslimbrüder wegen Mordes, versuchten Mordes und Terrorismus.

### National
- Der Innenminister der militärgestützten Übergangsregierung, Mohammed Ibrahim, erklärte am 14. August 2013 auf einer Pressekonferenz über die Auflösungen der Sit-ins in Rābiʿa und Nahda vom 14. August 2013, die Sit-in-Teilnehmer seien gewarnt und aufgefordert worden, den Ort ihrer Versammlung zu verlassen. Zudem seien ihnen sichere Ausgänge ur Verfügung gestellt worden. Die Polizeikräfte seien bei der Auflösung der Sit-ins schrittweise vorgegangen, beginnend mit Mikrofon-Aufrufen an die Sit-in-Teilnehmer, den Platz zu räumen, gefolgt von Wassereinsatz und schließlich Tränengas. Doch seien die Polizeikräfte auf schweren Einsatz von Schusswaffen getroffen, der zum Tod einer Anzahl von Polizeibeamten geführt habe. Die Räumung der beiden Sit-ins sei ohne irgendwelche Verluste erfolgt und die Anzahl an Opfern unter den Sit-in-Teilnehmern sei so gering und stehe in keinerlei Verhältnis zu der Anzahl an getöteten Polizeibeamten, so dass die Anzahl an getöteten Demonstranten im Vergleich zu anderen weltweiten Fällen als Erfolg erachtet werden könne. Ibrahim behauptete weiter, dass der beschlossene oberste Prozentsatz an Toten bei der Auflösung von Sit-ins entsprechend internationaler Standards für die Auflösung nicht-friedlicher Sit-ins bei 10 % liege.[63] Ibrahim erklärte zudem noch am selben Abend: „Wir werden nirgendwo in diesem Land mehr Zusammenkünfte zulassen, ohne Rücksicht auf mögliche Opfer.“[249]

Am 15. August sagte Ibrahim gegenüber der Zeitung Al-Masry Al-Youm, dass „der Räumungsplan zu 100 Prozent erfolgreich“ war.
In einem TV-Interview am 31. August 2013 offenbarte Innenminister Mohammed Ibrahim, dass er den Verlust von „10 Prozent der Menschenleben“ auf dem Rābiʿa-Platz erwartet habe, und bestätigte, dass sich „mehr als 20.000 Menschen“ in dem Protestlager befanden.

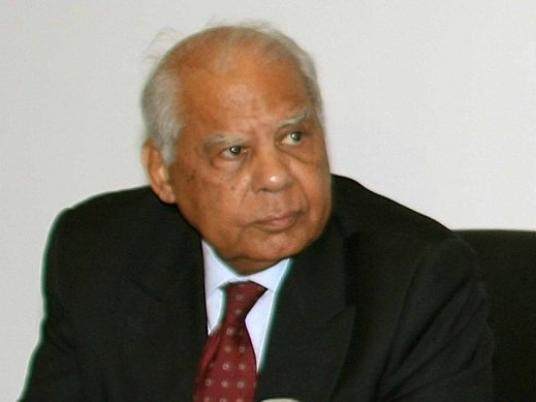
Hasim al-Beblawi
(Interims-Ministerpräsident)

- Sprecher der militärgestützten Übergangsregierung behaupteten, dass die Gewaltanwendung notwendig gewesen sei, weil die Demonstranten selbst gewalttätig gewesen seien und geschossen hätten.[21] Der Sprecher des Verteidigungsministeriums, Ahmed Ali, verteidigte das Blutbad, indem er angab, im Umgang mit „Terrorismus“ sei die Berücksichtigung ziviler und Menschenrechte nicht anwendbar.[136][252] Es herrsche bereits zunehmender Aufruhr, bei dem die Aufrührer Menschen auf den Straßen töten würden.[252] Die ägyptische Übergangsregierung lobte die Polizei für die Einsätze und „Zurückhaltung“[19][140] und verteidigte das gewaltsame Vorgehen der Polizei gegen die Demonstranten.[2] Bereits am Mittag des 14. August 2013 wandte sich Übergangs-Ministerpräsident Hasim al-Beblawi an die ägyptische Bevölkerung und lobte das Innenministerium für das Verhalten der Sicherheitskräfte. Die Polizei habe Zurückhaltung gezeigt. Zugleich drohte er, dass seine Übergangsregierung rücksichtslos gegen Provokateure vorgehen werde.[1] Im Staatsfernsehen verkündete er, es habe keine Alternative zu der Räumung der Camps gegeben. Der Staat sei zum Handeln gezwungen gewesen, um die Sicherheit zu gewährleisten.[195] In einem Interview in der TV talk-show „Gomla Mofeida“ vom 27. August 2013 erklärte Beblawi, es sei klar gewesen, dass die Räumung dieser Sit-ins teuer würde, da die Demonstranten nicht friedlich seien.[63] Im September 2013 sagte Beblawi der ägyptischen Zeitung Al-Masry Al-Youm, dass „knapp 1.000“ Demonstranten bei der Räumung des Rābiʿa-Platzes und des kleineren Protestlagers in Gizeh am 14. August 2013 getötet worden seien, und fügte hinzu: „Wir sind von weit schlimmerem ausgegangen. Die Zahlen waren geringer als wir erwartet haben.“[23][253][21] Zur einjährigen Jährung der Massentötung des 14. August sagte el-Beblawi, wenn er noch einmal die Möglichkeit hätte, die Entscheidung zur Räumung der Lager auf dem Rābiʿa- und auf dem Nahda-Platz zu treffen, würde er ieder dieselben Schritte unternehmen, um das Staatsprestige und die Rule of law wiederherzustellen. Die Räumung habe in Übereinstimmung mit Gesetz und Verfassung stattgefunden. Die Entscheidung dazu sei hart, aber notwendig gewesen. Er fügte hinzu: „Die Demonstranten waren die ersten, die das Feuer auf die bewaffneten Kräfte eröffneten. Die Polizei handelte äußerst beherrscht, indem sie lediglich sich selbst gegen Kugeln verteidigte, die wahllos von Demonstranten geschossen wurden, welche auf Hausdächer nahe dem Rābiʿa-al-Platz kletterten.“[254]

In einer Erklärung des Außenministeriums am Abend des 14. August hieß es, man bedauere das Blutvergießen. Die Regierung habe jedoch keine andere Wahl mehr gehabt, als die Polizei zur „Durchsetzung des Rechts“ aufzufordern. Für von einigen Regierungen geäußerte Sorge und Kritik drückte die Übergangsregierung Verständnis aus. Gleichzeitig wies sie jedoch die scharfen Reaktionen aus der Türkei und Katar zurück. Die Türkei habe die Grenze zur „Einmischung in die inneren Angelegenheiten“ überschritten. Die Kritik aus Katar sei ebenfalls unangebracht, da die katarische Regierung einige Tage zuvor selbst vergeblich versucht habe, die ägyptischen Putschgegner zum Einlenken zu bewegen.
Der ägyptische Botschafter in Großbritannien, Ashraf ElKholy, bestand darauf, dass die Behörden „keine exzessive Gewalt“ angewendet hatten. Der Ausbruch der Gewalt sei durch die Unterstützer Mursis herbeigeführt worden. Der hohe Blutzoll gehe teilweise darauf zurück, dass die Protestierer sich in ihrer Rücksichtslosigkeit gegenseitig getötet hätten. Die Sicherheitskräfte seien gezwungen gewesen zu reagieren und hätten das Feuer „selbstverständlich“ lediglich erwidert. Es habe keinen Unterschied zu der Vorgehensweise von David Cameron mit den Demonstrationen bei den Unruhen in London gegeben. Wenn die Demonstranten keinerlei Waffen gehabt hätten, wäre niemand verletzt worden, doch da sie Schusswaffen gehabt hätten, hätten sich die Sicherheitskräfte verteidigen müssen. Kholy verglich die einjährige Regierung Mursis mit der Machtübernahme der Islamisten im Iran nach der Revolution von 1979 und sagte, dass die Ideologie der Muslimbruderschaft – wie der Nationalsozialismus – danach strebe, die ägyptische Gesellschaft zu dominieren. Die Muslimbruderschaft müsse wie die Nationalsozialisten entfernt werden.

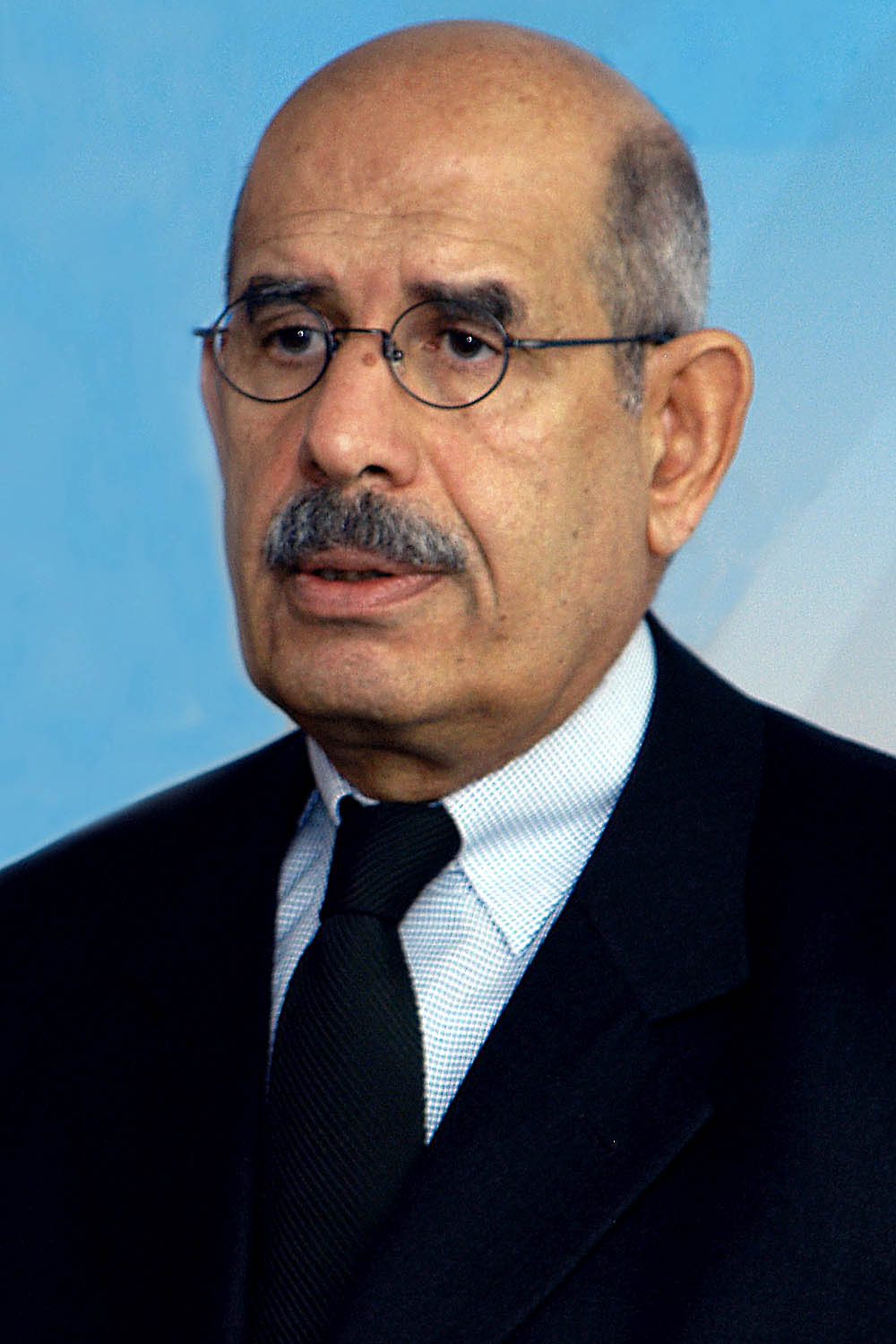
Mohammed el-Baradei, Chef der „Nationalen Heilsfront“

- Der Interimsvizepräsident und Friedensnobelpreisträger Mohammed el-Baradei ging nicht so weit, die Sicherheitskräfte oder das Militär direkt zu kritisieren,[145] trat jedoch am 14. August – offenbar aus Protest gegen die Gewalt – zurück[2] und distanzierte sich entschieden von der Verhängung von Ausnahmezustand und Ausgangssperren.[165] Er begründete seinen Rücktritt damit, dass er nicht mehr hinter den Entscheidungen der letzten Stunden und Tagen stehen könne.[258] In einem Brief an den Interims-Staatspräsidenten Mansur erklärte er, es habe gewaltlose Alternativen gegeben, um die politische Krise im Land zu beenden. Als Begründung für seinen Rücktritt gab er wörtlich an: „Es ist für mich schwierig geworden, weiter die Verantwortung für Entscheidungen zu treffen, mit denen ich nicht übereinstimme und deren Auswirkungen mir Angst machen“.[2][259] Er könne nicht „nicht die Verantwortung für einen einzigen Tropfen Blut übernehmen“.[2]

Pascal Weber kommentierte zu den Gründen des Rücktritts el-Baradeis für die Tagesschau des SRF, el-Baradei wolle damit möglicherweise „auch ein bisschen seine Reputation retten“. El-Baradei sei von Beginn an „so ein wenig der zivile Anstrich“ der Übergangsregierung des Militärs gewesen. Der Rücktritt el-Baradeis zeige mit aller Deutlichkeit, dass „die ausgleichenden Stimmen dieser Übergangsregierung […] nun definitiv verloren“ und „die alten Kräfte des Sicherheitsapparats […] nun freie Bahn“ hätten.
- Der ägyptische State information service (SIS) gab am 15. August 2013 an, die Bemühungen zu einer friedlichen Auflösung der Versammlungen seien „von den Führern der Muslimbruderschaft abgelehnt“ worden. Das Innenministerium habe Lautsprecher eingesetzt und die Teilnehmer der zwei Sit-ins aufgerufen diese zu verlassen und „Frauen, ältere Menschen und Kinder nicht als menschliche Schutzschilde zu verwenden“. Es sei ihnen gestattet worden, die Protestlager zu verlassen und es seien ihnen sichere Ausgangspassagen zur Verfügung gestellt worden, die zuvor bereits als solche ausgewiesen worden seien.[260][261]
- Führende Mitglieder der Tamarod-Gruppe, die dem Putsch des Militärs gegen Mursi durch ihre Dauerproteste einen Anlass gegeben hatte, erklärten die gewaltsame Räumung der Protestlager für notwendig und stellten das Land als auf dem Weg zur Demokratie befindlich dar. Die junge Tamarod-Anführerin Eman al-Mahdy gab gegenüber Medien an, die Islamisten hätten alle Angebote der Übergangsregierung ausgeschlagen: „Das sind alles Terroristen“, so al-Mahdy gegenüber Reportern, „Es gab keine andere Wahl. Die Lager mussten weg.“ Dass es zu Toten kam, bezeichnete sie als notwendig und als Preis, den Ägypten zu zahlen habe: „Eine schwierige Aufgabe“, so al-Mahdy, „erfordert drastische Maßnahmen.“ Ein weiterer junger Tamarod-Anführer, Mohammed Heikal, behauptete, die Armee habe lediglich die Demonstranten beschützen wollen und sich gegen die Schüsse der Demonstranten verteidigt. Die Tamarod-Bewegung müsse sich mit der Armee verbünden, um Israel und die USA als „Feinde Ägyptens“ von Ägypten fernzuhalten. Die Tamarod-Kampagne habe mit ihren Massenprotesten im Juni 2013 nicht allein Mursi zu Fall bringen wollen, sondern müsse Ägypten „vor allen Islamisten schützen“.[4]

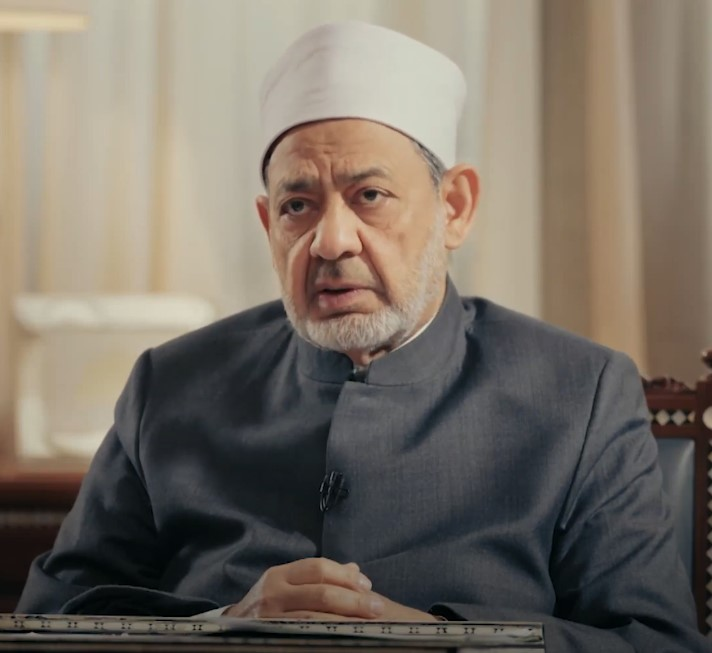
Ahmed Tayeb (al-Azhar-Scheich)

- Ahmed el-Tayeb distanzierte sich als Groß-Imam der Al-Azhar-Universität und höchstrangiger sunnitischer Geistlicher des Landes zurückhaltend vom Vorgehen der Regierung. Er sagte in einer Audiobotschaft, die im Staatsfernsehen ausgestrahlt wurde, er habe nicht gewusst, dass die Sicherheitskräfte die Proteste am Mittwoch auflösen würden. Er verurteilte das Blutvergießen und forderte ein Ende der Zusammenstöße.[1] Das Oberhaupt des Al-Azhar Islam-Instituts forderte von allen Beteiligten Mäßigung ein. In einer Rede, die mehrere Fernsehsender am 14. August ausstrahlten, hieß es außerdem, Al-Azhar sei eine religiöse Institution und werde sich nicht in einen politischen Konflikt hineinziehen lassen.[2]

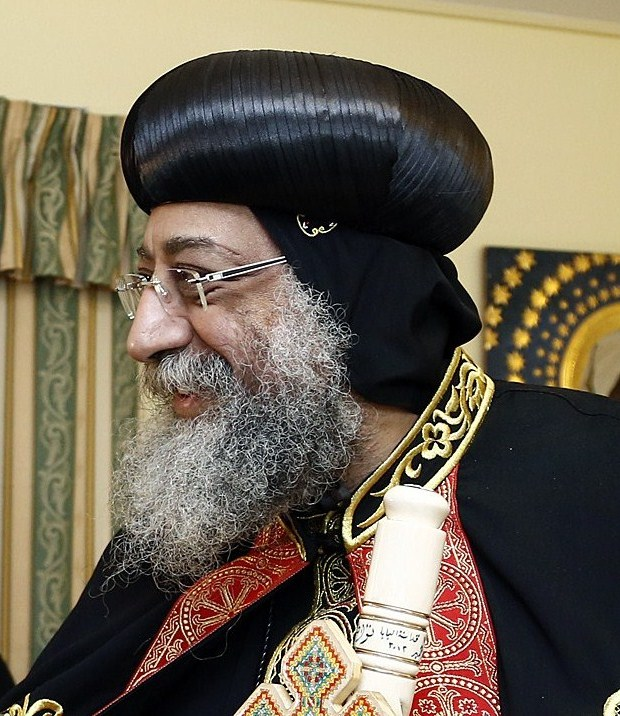
Tawadros II. (Oberhaupt der Koptisch-Orthodoxen Kirche)

- Die koptisch-orthodoxe Kirche stellte sich demonstrativ hinter das Vorgehen von Polizei und Militär.[48][49] Sie erklärte in der Nacht vom 16. auf den 17. August 2013 ihre Unterstützung im Kampf gegen „bewaffnete gewalttätige Gruppen und schwarzen Terrorismus“[50] und ihre Solidarität mit Polizei und Armee,[48][49] die wenige Monate zuvor noch als erklärter Feind der Christen aufgetreten war und im Oktober 2011 28 christliche Demonstranten getötet hatte.[262][27]
- Der Beauftragte der Deutschen Bischofskonferenz und Pfarrer der deutschsprachigen, katholischen Sankt-Markus-Gemeinde in Kairo, Monsignore Joachim Schroedel, verteidigte das Vorgehen der ägyptischen Sicherheitskräfte am 15. August öffentlich im deutschen Fernsehen.[263] Bei den „fundamentalistischen Muslimbrüdern“ handle es sich nicht um demokratische Demonstranten, sondern um „terroristische Elemente“. Den Einsatz der Sicherheitskräfte gegen die Protestcamps der Muslimbrüder bewertete er als „sehr verantwortungsvolles Verhalten“ von Polizei und Militär. Nach seinem Gefühl und Gespür hätten es aus Sicht vieler Menschen die Mursi-Sympathisanten unterlassen auf „alle Angebote“ zu reagieren, sondern seien „fundamentalistisch“ geblieben, weshalb mit der gewaltsamen Räumung der Lager „neue Wege beschrieben werden“ mussten.[263] Monate später wiederholte Schroedel, angesprochen auf die Kritik in Deutschland an seinen TV-Äußerungen zur Einstellung der Ägypter zu Leben und Tod angesichts des Blutbades vom 14. August, seine Formulierung, die Lager seien „unter hohen Verlusten“ geräumt worden. Er bekräftigte erneut, dass im Vergleich zur hohen Anzahl dort lebender Menschen „einige Hundert Tote von der Mehrheit der Ägypter in Kauf genommen werden“. „Alle Bischöfe, auch Koptenpapst Tawadros“, so Schroedel weiter, hätten „in Grußworten dem Militär gedankt, dass es die Herrschaft Mursis beendet hat. Die Toten wurden also von offizieller kirchlicher Seite sanktioniert. Ein Ägypter hat ein anderes Verhältnis zu Leben und Tod.“ Für die Mehrzahl der Ägypter sei „die Herrschaft der Islamisten unter Mursi eine schwarze, dunkle Wolke“ gewesen.[51]

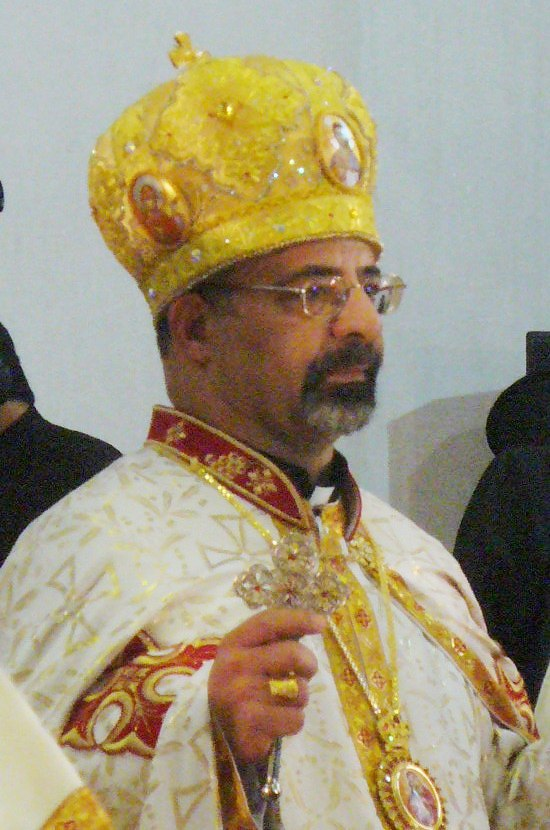
Ibrahim Isaac Sidrak, Koptisch-Katholischer Patriarch

- Der koptisch-katholische Bischof von Asyut, Kyrillos William Samaan, betonte am 14. August, trotz der unsicheren Lage habe sich die Atmosphäre für Christen nach dem Sturz von Präsident Mohammed Mursi durch das Militär verbessert. Als gute Zeichen wertete er, dass sich nicht-christliche Publizisten für die Christen einsetzen würden und moderate Muslime in Suhag oder Asyut christliche Kirchen gegen demonstrierende Islamisten verteidigt hätten. Die Angriffe auf Kirchen beklagte er als Vergeltungsmaßnahmen von Islamisten: „Die Islamisten rächen sich an uns Christen“.[166] Der koptisch-katholische Patriarch Ibrahim Isaac Sidrak verteidigte die Armee, die er als Wächter des politischen Wandels in Ägypten lobte. Am 14. Dezember sagte der Patriarch gegenüber dem Internetportal „Vatican Insider“, die Generäle strebten keine dauernde Regierungsgewalt an: „Derzeit schützen sie den Übergangsprozess, der noch zerbrechlich ist.“ Ohne diesen Schutz würde das Land im Chaos versinken, so Sidrak.[264]
- Magda Haroun, Vorsitzende der sehr kleinen jüdischen Gemeinde Ägyptens, sagte, die Ägypter seien mediterrane Menschen, die nicht so leben könnten wie die Menschen in Saudi-Arabien. Die Menschen hätten geglaubt, dass die Muslimbruderschaft nicht an das Land, sondern an eine Ideologie glaubten. Durch die Vorgehen am 14. August 2013 hätten Armee und Polizei Ägypten vor einem Bürgerkrieg gerettet.[8]
- Militärchef Sisi sagte in einem Interview im Oktober, die „Verluste“ seien geringer gewesen als zuvor befürchtet, doch sei es unabdingbar gewesen die Sitzblockade aufzulösen, da der ägyptische Staat sonst demontiert worden wäre.[265]
- Der Nationale Rat für Menschenrechte (NCHR), bei dem es sich nicht um ein unabhängiges Gremium, sondern um eine staatliche Institution handelt, die schon seit der Regierungszeit des 2011 entmachteten Präsidenten Husni Mubarak besteht, stellte am 5. März 2014 in Kairo einen bereits im Januar erwarteten abschließenden Untersuchungsbericht als erste offizielle Untersuchung der Ereignisse vor, der je nach Quelle die Räumung „der Protestlager der Muslimbrüder in Kairo 2013“ (NZZ) oder „die Räumung eines Protestlagers der Moslembrüder“, bei der „im August mehr als sechshundert Menschen getötet worden“ (Euronews) seien, untersuchte.[266][267][268][269] Der Menschenrechtsrat habe festgestellt, dass in den Wochen vor der Räumung in das Lager „Bewaffnete eingesickert“ seien, von deren Seite „zuerst geschossen worden“ sei.[266] Die Verfasser des Abschlussberichts warfen somit den Protestierenden vor, zuerst geschossen zu haben[269] und erklärten, die Polizei habe das Recht gehabt, sich bei dem Einsatz am 14. August gegen die Angriffe bewaffneter Demonstranten zur Wehr zu setzen.[267] Auf der Pressekonferenz zeigte der NCHR auch Videos, in denen Bewaffnete zu sehen sind, die in der Menge der Demonstranten Schutz suchen, nachdem sie geschossen haben.[269] Des Weiteren erklärte der NCHR, die Reaktion der Sicherheitskräfte sei unverhältnismäßig gewesen. Bei der Mehrheit der Getöteten handele es sich um friedliche Demonstranten.[269] Die Polizei hätte den Protestierenden jedoch mehr Vorwarnzeit geben müssen, um das Lager auf dem Rābiʿa-al-ʿAdawiyya-Platz zu verlassen.[266] Die ägyptischen Sicherheitskräfte hätten bei der Räumung zu schnell zu viel Gewalt eingesetzt.[267] Zudem sei versäumt worden, einen sicheren Korridor für die Demonstranten zu schaffen, die freiwillig abziehen wollten.[268] Zwar hätten die Sicherheitskräfte für die Demonstranten eine sichere Passage geöffnet, allerdings nur für eine nicht ausreichende Zeit von 25 Minuten. Auch Sanitätern sei der Zugang stundenlang verwehrt geblieben.[269] Auf dem Platz vor der dortigen Rābiʿa-al-ʿAdawiyya-Moschee seien bei der Räumung des Protestlagers gegen den Militärputsch nach Einschätzung des NCHR binnen weniger Stunden 632 Menschen getötet worden, darunter 8 Polizisten.[268][269]

Bei der Pressekonferenz wurden die anwesenden NCHR-Mitglieder mit kritischen Fragen von Journalisten konfrontiert, die die Zahl der Toten höher einschätzten und hinterfragten, warum nicht erwähnt wurde, dass viele, die die sichere Passage benutzt hatten, verhaftet wurden, so dass viele Demonstranten es vorzogen, auf dem Platz zu bleiben. Außerdem warfen Journalisten dem NCHR vor, die Rolle des Militärs bei der Auflösung der Protest-Camps nicht ausreichend beleuchtet zu haben.
Ägyptische und internationale Menschenrechtsorganisationen wie Human Rights Watch und Amnesty International hatten zuvor bereits in einer gemeinsamen Erklärung darauf hingewiesen, dass der NCHR als von der ägyptischen Regierung eingesetzte Kommission für Menschenrechte zwar am 20. September verkündet hatte, vier Ermittlungsgruppen eingesetzt zu haben, um Berichte über die Ereignisse des 14. August 2013 zu erstellen: die Tötungen während der Auflösung der Sit-ins, die Angriffe auf Polizeireviere und Tötungen von Polizeibeamten in Kairo und Minya sowie die Angriffe auf Kirchen in mindestens acht Gouvernements in Ägypten. Der NCHR könne jedoch, wie jede andere Menschenrechtsorganisation, das Innenministerium lediglich um Informationen bitten, besitze aber keine Berechtigung für den Zugang von Dokumente des Innenministeriums oder für die Vorladung von Beamten zur Befragung. Daher sei ein Bericht des NCHR kein Ersatz für einen offiziellen Untersuchungsausschuss. In dem HRW-Bericht vom 12. August 2014 betonte die Menschenrechtsorganisation nochmals, dass der NCHR-Bericht über die Auflösung des Rābiʿa-Sitins „signifikante methodische Schwächen“ aufweise, die „seine Ergebnisse aushöhlen“. Insbesondere vertraue er stark auf die Zeugenaussagen örtlicher Anwohner, die der Bruderschaft überwiegend abgeneigt gegenüberstehen und mache kaum Gebrauch von Aussagen der Sit-in-Teilnehmer, die „die wichtigsten Zeugen und Opfer“ gewesen seien. Der HRW-Bericht wies zudem darauf hin, dass Nasser Amin, ein Mitglied des NCHR und Hauptautor des NCHR-Berichtes von der Auflösung des Rābiʿa-Sit-ins, auf dem ägyptischen Fernsehsender ONTV die Vermutung geäußert habe, dass das Innenministerium die Wahrheit zu vertuschen suche. Es habe nicht mit dem NCHR den Untersuchungen kooperiert und auch nicht seinen Räumungsplan zur Verfügung gestellt. Obwohl Videomaterial von Hubschraubern und den Rābiʿa-Platz überschauenden Gebäuden zeige, dass Sicherheitskräfte die Räumung gefilmt hätten, habe das Innenministerium nur ausgewähltes Material veröffentlicht, das auf Gewalt von Seiten der Demonstranten verweise.
Bereits am 15. August 2013 hatte der NCHR die ägyptischen Behörden aufgefordert zu erklären und zu untersuchen, warum die Sicherheitskräfte sich beeilt hatten, die Umgebung der Rābiʿa-Moschee zu säubern, bevor der Staatsanwalt von Nasr-City eintraf, um den Tatort zu untersuchen.
- Medienangaben des 15. August zufolge kritisierte die Jugendbewegung des 6. April sowohl die militärgestützte Übergangsregierung als auch die Muslimbruderschaft. In einer in der ägyptischen Presse zitierten Erklärung teilten sie demnach mit, es sei „deutlich geworden, dass die Führer beider Konfliktparteien sich in ihrem Machtkampf nicht um die Ägypter scheren“ würden. Die Muslimbruderschaft opfere ihre Anhänger für die Macht, während die Sicherheitskräfte nicht aufhören würden, sie gewaltsam zu verfolgen.[168]

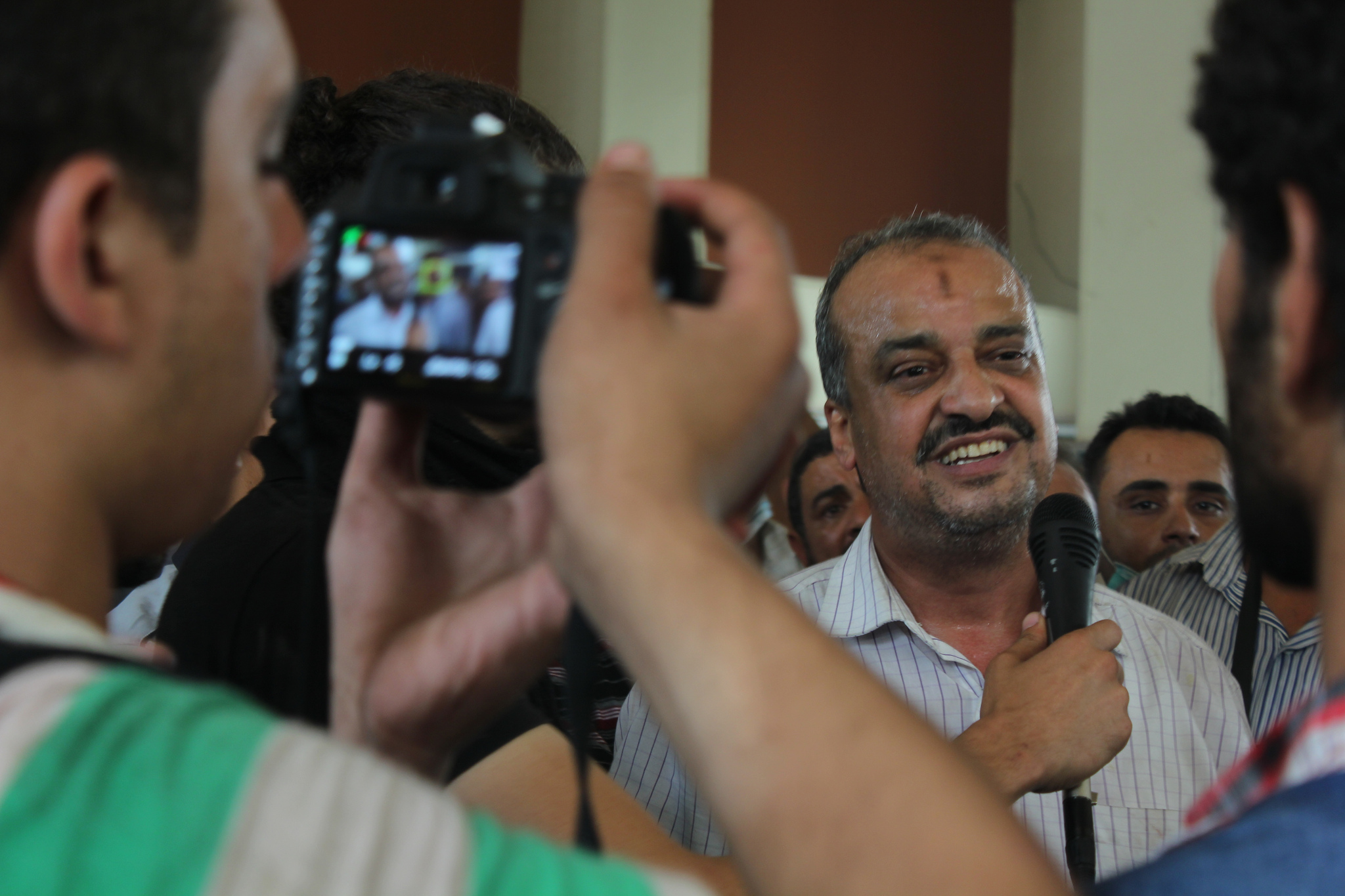
Der Generalsekretär der Freiheits- und Gerechtigkeitspartei, Mohammed al Beltagi. Das Foto soll ihn am 14. August 2013 in der Rābiʿa-al-ʿAdawiyya-Moschee während der Stürmung des Rābiʿa-Sit-ins zeigen.

- Der Generalsekretär der Freiheits- und Gerechtigkeitspartei, Mohammed al Beltagi, der sich während der Stürmung des Rābiʿa-Sit-ins dort aufhielt und dessen 17-jährige Tochter bei der Zerschlagung des Rābiʿa-al-ʿAdawiyya-Protestlagers am 14. August 2013 durch die Sicherheitskräfte erschossen wurde, forderte die Polizei- und Armeekräfte auf, sich Schießbefehlen gegen Demonstranten zu widersetzen, ihre Uniform abzulegen und nach Hause zu gehen. An den Militärchef und Interims-Verteidigungsminister Sisi richtete er die Warnung, Ägypten nicht zu einem „weiteren Syrien“ zu verwandeln.[270][145]
- Die Muslimbrüder erklärten am 14. August bei Twitter, der Einsatz der Sicherheitskräfte sei ein „blutiger Versuch“, jede oppositionelle Stimme zu ersticken. Zugleich riefen sie die Ägypter zu Protesten gegen das „Massaker“ auf.[151] Ein ranghohes Mitglied der Muslimbruderschaft sagte gegenüber dem US-amerikanischen Fernsehsender CNN am 15. August, der Tod der Mursi-Befürworter könne ihre „glorreiche Revolution“ in Ägypten nicht stoppen: „Wir werden unsere Proteste und Demonstrationen im ganzen Land fortsetzen, so lange bis Demokratie und die legitimierte Regierung wiederhergestellt sind.“ Bereits vor dem blutigen Einsatz der Sicherheitskräfte mit Hunderten von Toten am 14. August hatte ein Sprecher gegenüber der FAZ bekräftigt, im Fall einer Räumung ihrer Protestlager mit „dezentral organisierten“ Protestaktionen weitermachen zu wollen.[168]

### International

#### Staatliche und überstaatliche Organisationen
- Belgien – Das belgische Außenministerium stoppte seine Zusammenarbeit mit Ägypten nicht: Aus dem Außenministerium hieß es dazu, man finanziere Nichtregierungsorganisationen, die auch weiterhin Geld bräuchten.[271]
- Bolivien – Der bolivianische Präsident Evo Morales verurteilte die Eskalation der Gewalt in Ägypten „kategorisch“ und bezeichnete den Eingriff des Militärs gegen die Anhänger des gestürzten Präsidenten Mohammed Mursi als „Völkermord“. Gegenüber den USA kritisierte der als vehementer Kritiker der USA bekannte Präsident, dass es nicht möglich war, dagegen einzugreifen.[271]
- Volksrepublik China – China zeigte sich tief besorgt und rief zu „äußerster Zurückhaltung“ auf.[272][271]
- Dänemark – Die dänische Regierung fror zwei Projekte mit einem Volumen von rund vier Millionen Euro ein.[271]
- Deutschland – Bundesaußenminister Guido Westerwelle berief den Krisenstab des Auswärtigen Amtes ein[140] und ließ den ägyptischen Botschafter ins Auswärtige Amt in Berlin einbestellen. Damit wolle er der ägyptischen Regierung noch einmal sehr deutlich machen, dass das Blutvergießen ein Ende haben müsse, sagte Westerwelle am 15. August 2013 bei seinem Besuch in Tunesien.[272] Er forderte Gegner und Anhänger des gestürzten ägyptischen Präsidenten Mursi auf, die Gewalt zu beenden und eine friedliche Lösung zu finden. Deutschland erwarte von der Übergangsregierung und den ägyptischen Behörden, „dass sie friedliche Proteste zulassen“. Ebenso müsse die andere Seite sich klar von Gewalt distanzieren.[273][246][140]

Am 15. August wertete Westerwelle das Blutbad vom 14. August im ZDF als „Niederlage der internationalen Diplomatie“, der es nicht gelungen sei, „ein Blutbad in Ägypten“ zu verhindern. Zugleich betonte er, der Schutz der Christen in Ägypten sei ein wichtiges Anliegen der deutschen Politik.
Bei einem Besuch in Tunesien regte Westerwelle ein Krisentreffen europäischer Außenminister zur Eskalation der Gewalt in Ägypten an. Am 15. August 2013 sagte er in Tunis: „Ich denke, es wäre jetzt auch sinnvoll, dass sich die europäischen Vertreter und die europäischen Länder sehr zügig zusammensetzen, möglicherweise auch auf der Ministerebene“. Bei dem Treffen könnte ein gemeinsames Vorgehen abgestimmt werden: „Denn wir reden hier über die Nachbarschaft Europas.“ Er verurteile den Einsatz der Gewalt zur Räumung der Plätze „mit großem Nachdruck“. Es dürfe „keine Spirale der Eskalation der Gewalt“ beginnen. Er kündigte Konsequenzen aus der Räumung an. Mit Blick auf die Situation in Tunesien, wo sich eine islamistisch geführte Regierung wachsendem Unmut der Gesellschaft konfrontiert ist, sagte Westerwelle nach einem Treffen mit Ministerpräsident Ali Laradeyh: „Tunesien ist nicht Ägypten. Tunesien ist auf einem Weg des Wandels, und das, was in Ägypten passiert ist, das darf in Tunesien nicht geschehen.“ Dialog und Kompromissbereitschaft seien der Weg zu einem Ende der Krise.
Die Bundesregierung teilte mit, keine neuen Waffenexporte nach Ägypten genehmigen zu wollen. Laut Außenministerium prüfe Berlin, wie mit bereits genehmigten, aber noch nicht erfolgten Waffenexporten umgegangen werden solle. Zudem stellte Deutschland vorerst seine Hilfszahlungen für Ägypten ein. Entwicklungsminister Dirk Niebel stoppte ein Kooperationsprogramm für Klima- und Umweltschutz mit Ägypten, für das 25 Millionen Euro vorgesehen waren. Neue Zusagen für Entwicklungsprojekte in Ägypten solle es vorerst nicht geben. Dennoch unterstützte die Bundesregierung Ägypten weiter bei der Wasser- und Energieversorgung sowie bei der Stärkung von Demokratie und Menschenrechten. Dafür wurden 2012 insgesamt 100 Millionen Euro zur Verfügung gestellt. Weitere 30 Millionen Euro des Auswärtigen Amts zur Förderung des Übergangs zur Demokratie standen ebenfalls noch zur Verfügung.
Bundeskanzlerin Angela Merkel kündigte nach einem Telefonat mit dem französischen Staatspräsidenten François Hollande an, die Beziehungen zu Ägypten auf nationaler und EU-Ebene grundsätzlich auf den Prüfstand zu stellen.
- Frankreich – In Paris bestellte Staatspräsident François Hollande in einer ungewöhnlichen Geste persönlich den ägyptischen Botschafter zu sich.[272][168]
- Vereinigtes Königreich – In London wurde der ägyptische Botschafter einbestellt. Nach Angabe des Ministeriums habe der Politische Direktor Simon Gass die „tiefe Besorgnis“ Großbritanniens über die Lage in Ägypten ausgedrückt. Man verurteile „den Einsatz von Gewalt“ und fordere die ägyptischen Behörden und das Militär zu „größter Zurückhaltung“ auf.[272] Das britische Außenministerium erklärte, der größte Teil der Hilfe, die nach Ägypten gehe, laufe über internationale Programme. Ohne konkrete Beispiele zu nennen, sagte ein Sprecher, sämtliche bilateralen Projekte stünden bereits auf dem Prüfstand.[271]
- Iran – Der Iran verurteilten das Vorgehen der ägyptischen Sicherheitskräfte.[2] Das iranische Außenministerium warnte vor einem „Blutbad“ und einem „Bürgerkrieg“. Es rief die ägyptischen Sicherheitskräfte zur Mäßigung auf, da diese Entwicklung gefährliche Konsequenzen haben und zu einem Bürgerkrieg führen könne.[273] Außenminister Mohammed Dschawad Sarif forderte die Intervention der Organisation für Islamische Zusammenarbeit (OIC), um eine friedliche Lösung für die Krise in Ägypten zu finden. Die iranische Regierung verurteilte die „Massaker“ durch das Militär scharf.[271]
- Italien – In Rom wurde der ägyptische Botschafter einbestellt.[272] Die italienische Regierung schlug der EU einen Stopp der Waffenlieferungen an Ägypten vor. Vize-Außenministerin Marta Dassù sagte, die Ausfuhr von Rüstungsgütern sollte zumindest während des Ausnahmezustands in Ägypten ausgesetzt werden.[271]
- Niederlande – Die Niederlande stoppten ein Hilfsprogramm für Ägypten bis auf weiteres. Laut Außenministerium ging es dabei um rund acht Millionen Euro für Entwicklungsprojekte zur Förderung von Menschenrechten, der Verwaltung und Wasserversorgung.[271]
- Norwegen – Die norwegische Regierung hob alle Lizenzen für Militärexporte nach Ägypten auf. Das norwegische Außenministerium hatte bereits vor dem Sommer die Ausfuhr von Rüstungsgütern nach Ägypten gestoppt.[271]
- Katar – Katar verurteilte das Vorgehen der ägyptischen Sicherheitskräfte.[2] Nach anderen Angaben verurteilte es das „Blutvergiessen in Ägypten“.[271]
- Russland – Russland beschränkte sich darauf, seine Staatsbürger in Ägypten zur Vorsicht zu ermahnen.[272] Nach anderen Angaben rief das russische Außenministerium alle politischen Kräfte auf, Besonnenheit zu bewahren und sich von nationalen Interessen leiten zu lassen. Man sollte versuchen, alle politischen und sozialwirtschaftlichen Probleme auf demokratischem Wege zu lösen.[271]
- Saudi-Arabien – König Abdullah bekräftigte seine Unterstützung für die ägyptische Regierung „gegen den Terrorismus“ und verurteilte die „Einmischung“ in dem Land. Saudi-Arabien unterstützte die ägyptische Wirtschaft mit Hilfe von fünf Milliarden Dollar.[271]

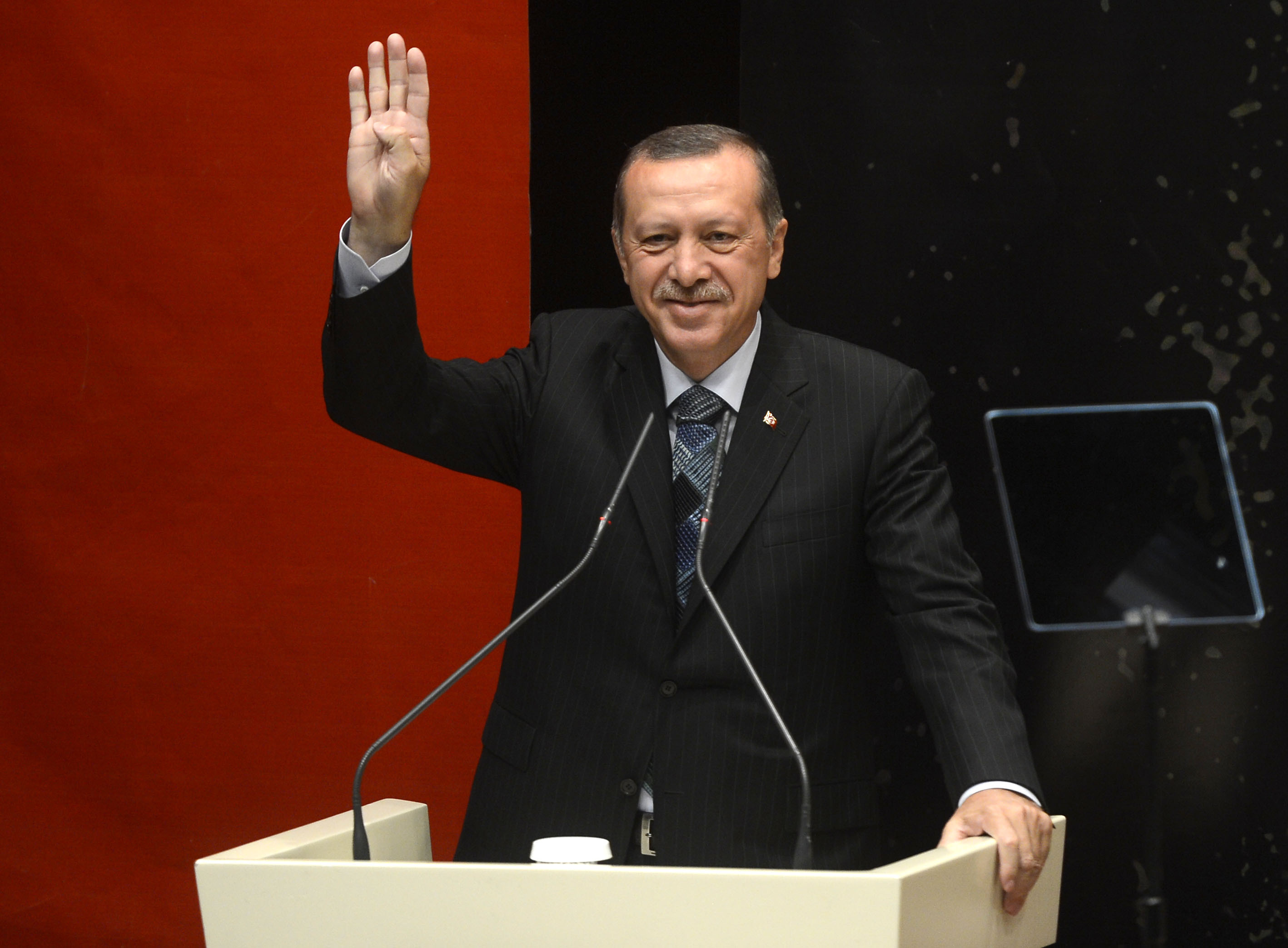
Der türkische Ministerpräsident Recep Tayyip Erdoğan mit dem R4bia-Gruß

- Türkei – Regierung und Opposition in der Türkei verurteilten das Vorgehen der ägyptischen Sicherheitskräfte scharf.[273][2] Kulturminister Ömer Çelik schrieb auf Twitter von „offenem Mord“. Er forderte die internationale Gemeinschaft auf, nicht weiter zuzusehen und kritisierte, dass insbesondere die westlichen Demokratien sich darauf beschränkten, lediglich ihre Sorge über die Entwicklung zu artikulieren.[273]

Der türkische Staatspräsident Abdullah Gül kritisierte vor allem das Vorgehen der ägyptischen Sicherheitskräfte gegen Anhänger Morsis, das er als völlig inakzeptabel bezeichnete, und warnte, die Lage in Ägypten könne sich wie in Syrien zu einem Bürgerkrieg auswachsen. Er erinnerte daran, dass die Ereignisse in Syrien ebenfalls mit bewaffneten Übergriffen auf friedliche Demonstranten begonnen und einen Bürgerkrieg in Gang gesetzt hätten. Er bezeichnete die eingeschlagene Richtung als „Sackgasse“.
Die Türkei verlangte eine Dringlichkeitssitzung des UN-Sicherheitsrates über das Vorgehen der internationalen Gemeinschaft zu Ägypten. Ministerpräsident Recep Tayyip Erdoğan äußerte am 14. August scharfe Kritik am Vorgehen der ägyptischen Sicherheitskräfte und ließ erklären, das Schweigen der internationalen Gemeinschaft habe den Weg für das gewaltsame Vorgehen der ägyptischen Behörden bereitet. Er forderte die Vereinten Nationen und die Arabische Liga am 14. August zum Handeln in der Ägypten-Krise auf, da sofortige Schritte nötig seien, um „das Massaker zu stoppen“. Am 15. August verschärfte er seine Kritik an den westlichen Staaten und bezeichnete sie als mitschuldig am Blutvergießen in Ägypten. Wörtlich sagte Erdoğan am 15. August in Ankara: „Diejenigen, die angesichts dieses Massakers schweigen, sind genau so schuldig wie diejenigen, die es angerichtet haben“. Erdoğan bezichtigte westliche Staats- und Regierungschefs mittelbar, die Gewalt in Ägypten zu unterstützen. In Telefonaten mit ihm bestritten sie nicht, dass sich in Ägypten ein Militärputsch ereignet habe, doch äußerten sie sich gegenüber der Öffentlichkeit anders, so Erdoğan. Der Westen stünde in Ägypten vor einem „Demokratietest“: „Wenn westliche Staaten keine ernsthaften Schritte unternehmen, wird die Welt beginnen, die Demokratie in Frage zu stellen.“ Erdoğan unterstellte „dem Westen“ die Haltung, in Ägypten sei die Demokratie durch einen Militärputsch gerettet worden. Dies lasse westliche „Heuchelei“ erkennen.
Nach der blutigen Räumung der Protestlager in Kairo zog Ankara seinen Botschafter aus Ägypten zurück.
Die Türkei zählte zu den schärfsten Kritikern des Militärputsches in Ägypten. Erdoğan hatte das Vorgehen in Kairo mehrfach heftig als „Massaker“ verurteilt und eine Bestrafung der Verantwortlichen gefordert.
In Ankara versammelten sich Tausende vor einer Moschee, zelebrierten ein Totengedenken und zogen zu den Botschaften Ägyptens sowie der USA.

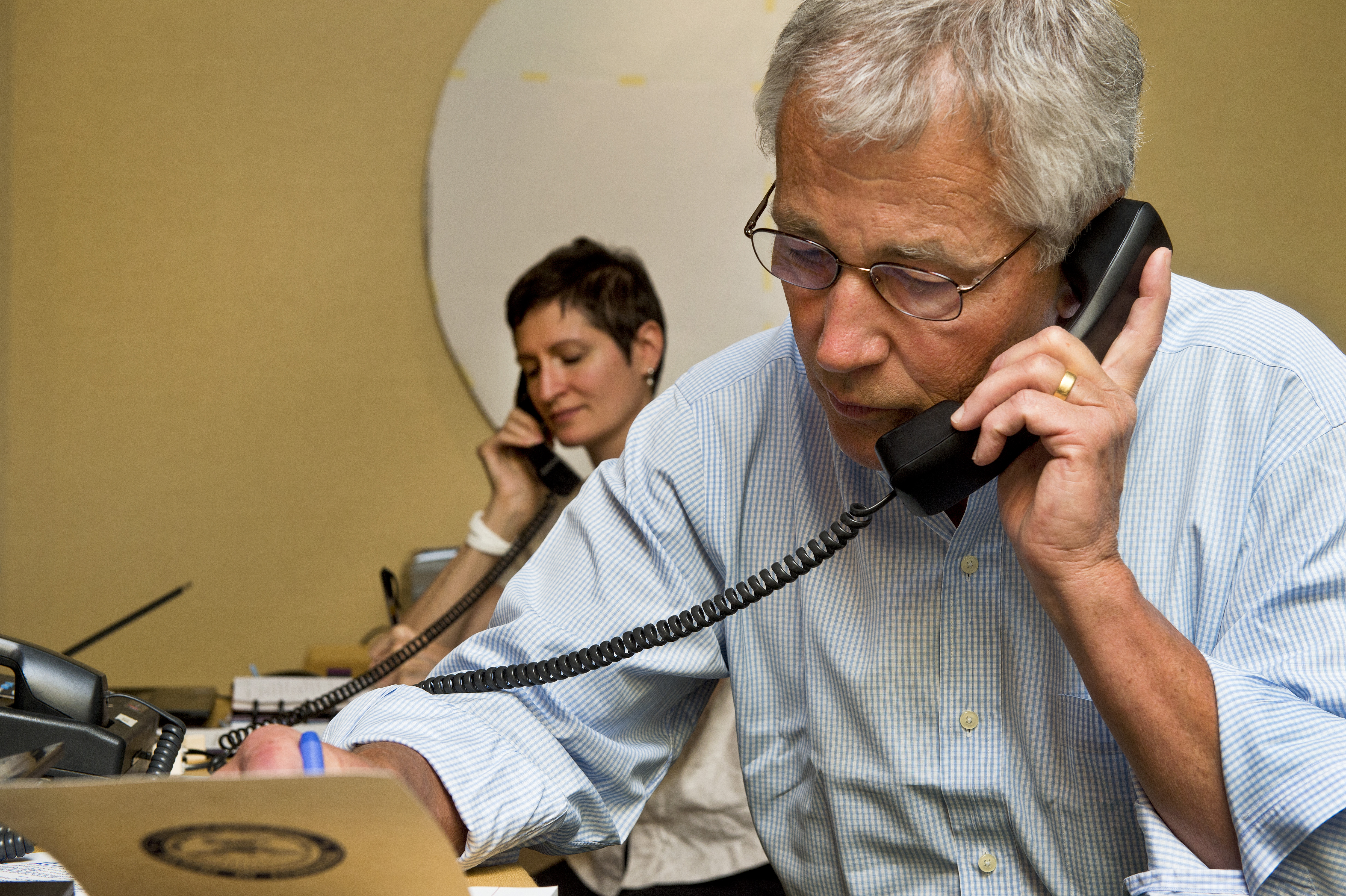
US-Verteidigungsminister Chuck Hagel beim Telefonat mit dem ägyptischen Militärchef Sisi am 24. August 2013, in dem er Sisi dazu gedrängt haben soll, Fortschritte bei der politischen „Roadmap“ zu machen und von Gewalt abzusehen.

- Vereinigte Staaten – Die Mitteilung eines Regierungssprechers, man verurteile die Gewalt, blieb am 14. August zunächst der einzige offizielle Kommentar der US-Regierung. Die Reaktion der US-Regierung wurde im deutschen Tagesschau-Bericht als anscheinend „ratlos“ bewertet.[246]

Nach anderen Medienberichten verurteilten die USA die Gewalt gegen die Demonstranten aufs Schärfste. Der stellvertretende Sprecher des Weißen Hauses, Josh Earnest, sagte am 14. August: „Wir haben das ägyptische Militär und die Sicherheitskräfte mehrfach dazu aufgefordert, sich zurückzuhalten und die Rechte seiner Bürger zu achten.“ Durch das harte Eingreifen werde die „Stabilität in der Region gefährdet“. Die andauernde Gewalt werde den Weg zu einer stabilen Demokratie nur erschweren. Obama werde über die Entwicklungen in Ägypten laufend informiert. Die US-Hilfen an Ägypten würden laufend überprüft.
Strikte Ablehnung äußerte die US-Regierung gegenüber der Verhängung des Ausnahmezustands. Josh Earnest sagte: „Wir lehnen die Rückkehr zu Notstandsgesetzen strikt ab und fordern die Regierung auf, grundlegende Menschenrechte wie die Versammlungsfreiheit sowie die Rechtsstaatlichkeit zu achten“.
Während US-Außenminister John Kerry den Militärputsch in Ägypten in der vorangegangenen Woche als „Wiederherstellung der Demokratie“ gewertet hatte und dafür heftig kritisiert worden war, erklärte er nun, die US-Regierung wolle in dem Konflikt keine Partei ergreifen: „Wir sind nicht in der Position, einer bestimmten Seite unsere Unterstützung zu geben.“ Er forderte eine schnellstmögliche Aufhebung des verhängten Notstands durch die „ägyptische Regierung“. In der Nacht zum 15. August rief Kerry die Armee zur Abhaltung von Neuwahlen in Ägypten auf. Weiter erklärte er am 14. August: „Die heutigen Ereignisse sind bedauerlich und konterkarieren Ägyptens Streben nach Frieden, Inklusion und echter Demokratie“. Militär und Übergangsregierung hätten die Vormachtstellung und daher auch die besondere Verantwortung, weiteres Blutvergießen zu verhindern. Militär und Übergangsregierung müssten nun „konstruktive Lösungen“ anbieten, um einen Friedensprozess „quer durch das politische Spektrum“ anzustoßen. Dazu zählten laut Kerry neben einer Verfassungsänderung auch Parlaments- und Präsidentschaftswahlen. Allerdings sei eine politische Beilegung der Krise in Ägypten „durch die […] Ereignisse [des 14. August] viel, viel schwieriger geworden“.
Am 15. August erklärte Obama, nach den jüngsten Ereignissen „kann unsere traditionelle Zusammenarbeit nicht einfach weitergehen“, bekannte sich aber zur Partnerschaft mit der ägyptischen Führung.
Die USA sagten eine traditionell alle zwei Jahre stattfindende, gemeinsame Trainingseinheit beider Streitkräfte ab. Obama sagte, er habe den Nationalen Sicherheitsrat der USA aufgefordert, zu ermitteln, ob weitere Konsequenzen notwendig seien. Ob dazu auch ein Einfrieren der milliardenschweren Militärhilfe gehört, sprach er nicht an. Die USA forderten zudem ihre Bürger auf, Ägypten zu verlassen.
- Venezuela – Venezuelas Präsident Nicolás Maduro zog angesichts der eskalierenden Gewalt in Ägypten seinen Botschafters aus Kairo ab. Die Leitung der Mission werde von einem Geschäftsträger ad interim übernommen. Maduro bezeichnete die andauernden Ausschreitungen in Ägypten als „Blutbad“ und machte die Muslimbruderschaft sowie die „Imperialisten“ dafür verantwortlich.[271]
- UNO – UN-Generalsekretär Ban Ki Moon verurteilte die gewaltsame Räumung der beiden Protestlager der Muslimbrüder in Kairo „aufs Schärfste“.[273][2] Er forderte alle Konfliktparteien auf, auf Versöhnung statt Gewalt zu setzen.[273] In einer Erklärung vom 14. August hieß es, er habe erst kurz zuvor seinen Aufruf an alle Seiten zur Mäßigung bekräftigt. Er bedauere es, „dass die ägyptischen Stellen stattdessen Gewalt gegen als Reaktion auf andauernde Demonstrationen gewählt haben“.[2][140] Die große Mehrheit der ägyptischen Bevölkerung wolle, dass sich ihr Land friedlich in Richtung Demokratie und Wohlstand bewege, betonte Ban Ki Moon weiter. Er rief alle Ägypter auf, angesichts der Eskalation der Gewalt ihre Bemühungen darauf zu konzentrieren, eine echte Aussöhnung im Land zu fördern, die alle einschließe.[140] In einer Verlautbarung vom Hauptsitz der Vereinten Nationen in New York erinnerte Ban in der Nacht auf den 15. August daran, dass konträre Ansichten und Erfahrungen in Ägyptens Geschichte nicht unüblich seien. Ein UN-Sprecher erklärte: „Wichtig ist jedoch aus Sicht des Generalsekretärs, dass abweichende Meinungen respektvoll und friedlich geäußert werden“. Ban bedauere, dass diese Voraussetzungen bei den jüngsten blutigen Auseinandersetzungen gefehlt hätten.[168]

Am 17. August forderte er die ägyptischen Behörden und die „politischen Führer“ auf, einen glaubhaften Plan zur Eindämmung der Gewalt zu schaffen und den politischen Prozess wiederzubeleben,
Die UN-Menschenrechtskommissarin Navanethem Pillay forderte eine Untersuchung des Vorgehens der Sicherheitskräfte. Am 15. August teilte sie in Genf mit: „Die Zahl der getöteten oder verletzten Personen deutet selbst auf Basis der Regierungsangaben auf einen übermäßigen, sogar extremen Einsatz von Gewalt gegen Demonstranten hin“. Pillay forderte, das Verhalten der Sicherheitskräfte müsse einer unabhängigen und glaubwürdigen Überprüfung unterzogen werden. Jeder, der eines Verbrechens schuldig befunden werde, müsse zur Verantwortung gezogen werden. „Die Sicherheitskräfte müssen die Gesetze und die Menschenrechte respektieren, einschließlich des Rechts auf freie Meinungsäußerung und des Rechts auf friedliche Demonstrationen“, so Pillay.
- Europäische Union – Die EU rief die Konfliktparteien in Ägypten am 14. August zur „maximalen Zurückhaltung“ auf. Ein Sprecher der EU-Kommission in Brüssel nannte die Berichte über Tote und Verletzte nach Räumung der Protestcamps „extrem beunruhigend“.[2] Die EU-Außenbeauftragte Catherine Ashton teilte in einer in Brüssel veröffentlichten Erklärung mit: „Ich verurteile den Verlust von Menschenleben, die Verletzungen und die Zerstörungen in Kairo und anderen Orten in Ägypten“. Sie sei zutiefst besorgt über die Lage in Ägypten.[140] Die weitere Eskalation in den folgenden Tagen verurteilte die Europäische Union scharf und rief die Sicherheitskräfte zur Mäßigung auf. Die Rechte aller Bürger auf Meinungsäußerung und friedlichen Protest müssten gewahrt bleiben, verlangte Ashton in Brüssel.[279]

#### Menschenrechtsorganisationen und -Experten
- Eine Gruppe unabhängiger Menschenrechtsexperten der Vereinten Nationen veröffentlichte am 16. August eine Stellungnahme. Chaloka Beyani, der Leiter des vom UN-Menschenrechtsrat eingesetzten Koordinationsausschusses internationaler Experten, verurteilte darin jede exzessive Gewaltanwendung der Sicherheitskräfte drängte auf eine vollständige Untersuchung ihrer Aktionen. Friedlichen Demonstrationen dürfe nicht mit Gewalt begegnet werden und die für die Anordnung und Verübung willkürlicher Tötungen und anderer Menschenrechtsverletzungen Verantwortlichen könnten für ihre Handlungen nach nationalem und internationalem Recht zur Rechenschaft gezogen werden. Die schweren Verstöße gegen internationales Menschenrecht (International human rights law), zu denen es bei der Auflösung der Protestcamps in Kairo gekommen sei und deren Blutzoll von hunderten Toter Frauen, junge Menschen und Medienvertreter einschließe, dürften nicht ungestraft bleiben. Darüber hinaus verurteile die Gruppe auch jede von den Demonstranten verübte Gewalt und fordere sie dazu auf, friedlich zu bleiben und Gewalt und Vergeltung abzulehnen.[280][281]
- Am 16. August bezeichnete Amnesty International die gewaltsame Auflösung des Haupt-Pro-Mursi-Sit-ins am Rābiʿa-al-ʿAdawiyya-Platz auf Grundlage der offiziell vom Gesundheitsministerium der Übergangsregierung am 16. August angegebenen Anzahl von 288 Toten als das „blutigste Einzelereignis seit dem mehr als zwei Jahre zurückliegenden Ausbruch der »Revolution des 25. Januars«“. Philip Luther, der Leiter des Middle East and North Africa Programme bei Amnesty International, sagte, dass anhand der anfänglich zusammengetragenen Augenzeugenberichten und anderen Beweise „wenig Zweifel daran zu bestehen scheint, dass die Sicherheitskräfte mit eklatanter Geringschätzung von Menschenleben vorgegangen sind.“ Sowohl unparteiische als auch unabhängige vollständige Ermittlungen seien dringend notwendig.[14]
- Human Rights Watch sprach in einem Bericht vom 19. August 2013 von dem „schlimmsten Ereignis ungesetzlicher Massentötungen in der modernen Geschichte Ägyptens“ und warf den Einsatzkräften vor, gegen die einfachsten internationalen Polizeistandards verstoßen zu haben.[3][175][176] Joe Stork, der kommissarische Leiter der Abteilung Naher Osten und Nordafrika, sagte: „Die Militärführung muss dringend die Polizei in den Griff bekommen, wenn sie verhindern will, dass das Land in einer Gewaltspirale versinkt. Vor allem darf sie die Sicherheitskräfte nicht dazu ermutigen, verstärkt tödliche Gewalt anzuwenden.“ „Exzessive und ungerechtfertigte Gewalt“ sei, so Stork, sei „die denkbar schlechteste Reaktion auf die sehr angespannte Lage in Ägypten“. Human Rights Watch kam zu dem Schluss, dass die „schlimmsten Gewaltexzesse“ bei der Räumung des Rabia-Protestlagers stattfanden. Nach ersten Untersuchungsergebnissen hätten die Sicherheitskräfte das Lager mit exzessiver Gewalt aufgelöst und eine Reihe unbewaffneter Demonstranten rechtswidrig getötet. Augenscheinlich hätten die Verantwortlichen den Einsatz nicht unter Minimierung der Gefahren „für Leib und Leben aller Beteiligter“ geplant. Unter anderem hätten sie keine sicheren Fluchtwege geschaffen und „nicht öffentlich angeordnet, nur gezielte, absolut notwendige Tötungen vorzunehmen“. Zeugenaussagen, Videoaufnahmen und auch Beobachtungen von Human Rights Watch-Mitarbeitern legten nahe, „dass die überwältigende Mehrheit der Demonstranten unbewaffnet war“. Allerdings hätten manche Schlagstöcke getragen und einige wenige auf Sicherheitskräfte geschossen.[175][176] Zeugenaussagen und auf YouTube veröffentlichte Videos würden darauf hindeuten, dass Polizisten Demonstranten widerrechtlich töteten, die offensichtlich nicht gewalttätig waren.[176][176]
- Gasser Abdel-Razek, stellvertretender Direktor der Egyptian Initiative for Personal Rights, sagte:

“There can be no hope for the rule of law and political stability in Egypt, much less some modicum of justice for victims, without accountability for what may be the single biggest incident of mass killing in Egypt’s recent history on August 14.”

„Es kann keine Hoffnung auf Rechtsstaat und politische Stabilität in Ägypten geben, geschweige denn ein Mindestmaß Gerechtigkeit für die Opfer, ohne Rechenschaft für das, was am 14. August das größte Einzelereignis von Massentötung in der modernen Geschichte Ägyptens gewesen sein mag.“

- Am 10. Dezember 2013, dem internationalen Tag der Menschenrechte, forderte ein Bündnis von 13 ägyptischen und internationalen Menschenrechtsorganisationen – Human Rights Watch, Amnesty International, The Egyptian Initiative for Personal Rights, Alkarama Foundation, The Center for Egyptian Women Legal Assistance (CEWLA), The Nadim Center for the Rehabilitation of Victims of Torture, The Arab Network for Human Rights Information (ANHRI), The Association of Freedom of Thought and Expression (AFTE), The Cairo Institute for Human Rights Studies (CIHRS), Nazra for Feminist Studies, Warkom Beltaqrir/The National Community for Human Rights and Law (NCHRL), International Federation for Human Rights (FIDH) und The Egyptian Center for Economic and Social Rights (ECESR, „Ägyptisches Zentrum für wirtschaftliche und soziale Rechte“) – die Behörden der ägyptischen Übergangsregierung auf, die Tötung von bis zu 1000 Demonstranten durch die Sicherheitskräfte bei der Auflösung der Sit-ins der Muslimbruderschaft vom 14. August 2013 anzuerkennen sowie diese seriös und sorgfältig zu untersuchen.[10][11][81][199] Sie betonten, die Übergangsregierung habe keinen öffentlichen Bericht über die Ereignisse des 14. August 2013 erstellt und die Staatsanwaltschaft müsse nun ermitteln und die Mitglieder der Sicherheitskräfte für exzessive und ungerechtfertigte Anwendung tödlicher Gewalt zur Rechenschaft ziehen.[10][11] Neben der Massentötung vom 14. August 2013, listete die Stellungnahme der Menschenrechtsorganisationen vom 10. Dezember vier weitere Massentötungen (8. Juli, 27. Juli, 16. August, 6. Oktober) an Mursi-Unterstützern nach dem Sturz Mursis auf. Die Gesamtzahl an Todesopfern dieser vier anderen Massentötungen betrug demnach 333, wobei auch drei Angehörige von Sicherheitskräften gestorben seien.[10][11][81]
- Bahey el Din Hassan, der Leiter des Cairo Institute for Human Rights Studies, sagte, die Tötung von sieben Polizeibeamten während der Auflösung des Sit-ins am Rābiʿa-al-ʿAdawiyya-Platz rechtfertige nicht die Art kollektiver Bestrafung von Hunderten Demonstranten und die unverhältnismäßige Anwendung tödlicher Gewalt des 14. August 2013.[10][11][81]
- Gamal Eid, der Leiter des Arab Network for Human Rights Information, sagte, die Menschenrechtsbedingungen in Ägypten hätten nach dem Sturz Mursis am 3. Juli 2013 durch das Militär eine gefährliche Wende zum Schlechten hin genommen. „Wenn fast 700 Zivilisten innerhalb von 18 Stunden getötet werden, ist das ein Massaker“, sagte Eid über das Blutbad vom 14. August 2013. Israel habe den Libanon im Jahr 2006 „überfallen“ und dabei in 33 Tagen 620 Menschen getötet, sagte Eid zum Vergleich über den 35-tägigen militärischen Konflikt (Libanonkrieg 2006) zwischen der militanten libanesischen Gruppe der Hisbollah und dem israelitischen Militär, bei dem laut Human Right Watch mindestens 560 Menschen getötet wurden. „Wenn das einzige Verbrechen des gegenwärtigen vom Militär installierten Regimes das Rābiʿa-Massaker ist, dann ist das Massaker allein genug, um Ägypten an die Spitze der Länder zu setzen, die Menschenrechte verletzen.“, so Eid.[5]

#### Wissenschaftliche Stimmen
- Charles A. Kupchan, ein Politologe im Bereich Internationale Beziehungen an der Georgetown-Universität und Senior Fellow des Council on Foreign Relations vertrat die Ansicht, dass mit den gewaltsamen Aktionen zumindest für die absehbare Zukunft alle Hoffnungen auf eine Interimsregierung zerstört wurden, die inklusiv und überwiegend zivil geführt ist, selbst wenn sie von den Generälen gestützt wird.[282]
- Stephan Roll von der Forschungsgruppe Naher / Mittlerer Osten und Afrika der Stiftung Wissenschaft und Politik (SWP), schrieb über das Blutbad vom 14. August 2013: „Mit über 600 Toten an nur einem Tag gab es ein in der neueren ägyptischen Geschichte beispielloses Massaker. Offensichtlich war es die Militärführung, die einen Erfolg der Vermittlung nicht wollte.“[283]
- Shadi Hamid, Forschungsleiter am Brookings Doha Center und Fellow at the Saban Center for Middle East Policy an der Brookings Institution, und Peter Mandaville, Co-Direktor des Ali Vural Ak Center for Global Islamic Studies an der George Mason University, früheres Mitglied des US State Department's Policy Planning Staff (politischer Planungsstab des US-Außenministeriums) und Non-Resident Senior Fellow an der Brookings Institution, kamen zu dem Schluss: „Die Form der Repression, die wir heute beobachten – einschließlich von vier Massentötungen während des Sommers, von der eine das schlimmste Massaker der jüngeren ägyptischen Geschichte war – wird anhaltende Folgen für die ägyptische Gesellschaft haben.“[284] In ihrem im September 2013 erschienenen Buch „A Coup too Far: The Case for Reordering U.S. Priorities in Egypt“ schreiben die beiden Fachautoren, dass nach dem von Human Rights Watch als „dem schwerwiegendsten Vorfall ungesetzlicher Massentötungen in der jüngeren ägyptischen Geschichte“ bezeichneten Ereignis des 14. August 2013 und „insgesamt vier auf Mursi-Befürworter abgezielte Massentötungen in einer Spanne von gerade einmal sechs Wochen“ die „dringendste Frage für die USA und ihre Verbündeten“ darin bestehe, „wie die Exzesse der ägyptischen Armee und ihr Gebrauch ungezügelter rücksichtsloser Gewalt gegen politische Gegner abgemildert werden.“[285] Am 7. Oktober 2013, einen Tag nach dem Blutbad am 40. Jahrestag des Jom-Kippur-Krieges, sagte Shadi Hamid in einem Interview mit Celeste Headlee unter dem Titel „Has The US Forgotten Egypt?“ im National Public Radio (NPR): „Ich glaube, unglücklicherweise ist Ägypten etwas vom politischen Radar [der USA] verschwunden. Im August, nach dem Massaker des 14. August, wo Hunderte in Ägypten getötet wurden, stellte es für kurze Zeit eine höchste Priorität dar und es fand eine wirkliche Diskussion in Washington statt darüber, was mit Ägypten zu tun sei, die Militärhilfe aussetzen und so weiter. Aber dann erlangte die Syrienkrise höchste Priorität und es lag ein Fokus auf Militärschläge und das verdrängte Ägypten ein wenig.“[286] Den HRW-Bericht vom August 2014 bezeichnete Hamid als „vernichtende Anklage“ des Verhaltens der ägyptischen Übergangsregierung. Kein Vertreter der ägyptischen Regierung wolle das Rābiʿa-Thema in ernsthafter Weise angehen. Die Regierung – so Hamid – vermeide jede Beschäftigung mit dem Thema oder mit Sachverhalten, die die Ägypter an die Vorgänge von 2013 erinnern und ein sehr schlechtes Bild auf die Regierung und das Militär in Ägypten werfen würden, ebenso wie auf die ägyptische Bevölkerung, in der viele das „Massaker“ während seines Ablaufes bejubelt hatten.[287]

#### Presse
- Der Guardian nannte die blutige Auflösung der Protestcamps in Kairo ein „Massaker der Sicherheitskräfte an rund 1000 Pro-Mursi-Demonstranten“[20] und die schlimmste der drei Massentötungen seit dem Sturz Mursis von Anfang Juli.[8]
- Laut New York Times sahen Analysten in der Attacke der Sicherheitskräfte das deutlichste Zeichen dafür, dass der ägyptische Polizeistaat wieder mit voller Gewalt erschien. Emad Shahin, Politikwissenschaftler an der American University in Cairo, sagte, man erlebe „den Beginn einer systematischen Bekämpfung [systematic crackdown] der Muslimbruderschaft, anderer Islamisten und anderer Opponenten des Militärcoups.“ „Am Ende“, so Shahin, „wird der Westen die siegende Seite unterstützen.“[68]
- Die London-Times urteilte, es habe sich um ein „Massaker“ gehandelt.[272][288] „Auch wenn die Muslimbrüder ihren Teil der Verantwortung“ trügen, stünde „der Einsatz […] in keinem Verhältnis zu den Provokationen.“ Es könnten „weder Amerika noch Europa“ nun „so tun, als habe es diese Metzelei nicht gegeben“. Es werde „nicht ausreichen, die gegenwärtige Politik »zu überprüfen«, wie der Sprecher von Obama zusicherte.“ „Leise Duldung“ werde „in der muslimischen Welt als stillschweigende Zustimmung gedeutet werden.“ Weiter hieß es in der Times, Militärchef Sisi sei für den Tod von mehr als 600 Zivilisten verantwortlich. Ägyptens Militärführer stünden vor der Wahl, „nach einer Woche unerträglicher Gewalt“ ihren Kurs fortzusetzen und Ägypten „zu einem jahrzehntelangen Konflikt zwischen einem Polizeistaat und einem islamistischen Aufstand [zu] verdammen“ oder sich an ihr Versprechen zu halten, Ägypten auf den Weg einer repräsentativen Regierung zu führen.[289][290] „Mit jeder Aktion, die die Muslimbruderschaft in den Untergrund zurücktreibt,“ urteilte die Times, „sinken die Chancen auf einen friedlichen Übergang zur Demokratie in Ägypten.“[288]
- Der Pariser Le Monde forderte, die „28 EU-Länder sollten nach dieser Massentötung in Kairo die versprochenen fünf Milliarden Euro Hilfsgelder für Ägypten blockieren, und zwar solange, bis Gespräche eingeleitet und demokratische Mechanismen wieder in Gang gesetzt wurden, die diese Bezeichnung auch verdienen. Alles andere wäre ein Ausweichmanöver.“ Die „Entscheidung des Lagers von al-Sisi, Demonstranten niederzumetzeln und die schlimmsten Übergriffe gegen Zivilisten zuzulassen“, sei, so die Tageszeitung, „ein inakzeptabler Schritt, der bestraft werden muss.“[289][290]
- Dernières Nouvelles d’Alsace (Straßburg): „Dem Obersten Militärrat werden diese jüngsten Szenen des Chaos noch lange anhängen. Die freundlichen Bilder, die Verbrüderungsszenen zwischen der Bevölkerung und Soldaten zeigten, sind endgültig ausradiert. Selbst die schärfsten Gegner von (Ex-)Präsident (Mohammed) Mursi sind entsetzt über die Massentötungen. Es sind schreckliche Tage, die Ägypten durchlebt. Die Muslimbrüder werden versuchen, ihre Anhänger zu mobilisieren, und werden neue „Märtyrer“ ausrufen. Die Armee wird sich als Schutzwall gegen das Chaos darstellen. Demokraten sind an den Rand gedrängt und können höchstens auf bessere Zeiten hoffen. Welch tragische Entwicklung in Ägypten, wo man auf den Aufbau eines Rechtsstaats hoffte.“[288]
- El País (Madrid) schrieb, „die Unterdrückung der Muslimbrüder“ stürze Ägypten in eine „gewaltsame Konfrontation“. In dem Land wiederhole sich „das Drama, das Algerien vor rund 20 Jahren erlebt hatte, als das Militär zwischen der ersten und der zweiten Runde demokratischer Wahlen die Macht ergriff“ und ein „infernaler Bürgerkrieg“ mit „mehr als 150.000 Toten“ daraus resultierte. Die „Verantwortung für das Blutbad in Ägypten“ trage „vor allem die Übergangsregierung“. Zwar hätten die Muslimbrüder „einen gewaltsamen Zusammenstoß mit dem Militär gesucht, aber die Regierung und die Armee hätten sich nicht von den Anhängern des gestürzten Präsidenten Mohammed Mursi provozieren lassen dürfen.“[272][288]
- Berlingske (Kopenhagen): „Die Armee hatte die Macht nie wirklich abgegeben. Moderate und säkulare Kräfte in Ägypten scheinen fast von der politischen Bühne verschwunden zu sein, während der Kampf zwischen Armee und Muslimbrüdern tobt. Zwar wurden den Ägyptern nach der Machtübernahme des Militärs Neuwahlen in Aussicht gestellt, aber es ist kaum denkbar, dass diese einen anderen Ausgang als einen erneuten Sieg der Muslimbrüder nehmen würden – mit unabsehbaren Folgen für die übrigen traurigen Reste des Arabischen Frühlings.“[290]
- Der schwedische Göteborgs Posten bezeichnete das „Blutbad […], bei dem mindestens hundert Menschen ihr Leben verloren“ als „eine schockierende und zutiefst enttäuschende Veranstaltung“ und schrieb von einer „Tragödie, wie sich die Hoffnung auf Demokratie in Ägypten in Gewalt und Widersprüchen auflöst“ und die „liberalen und demokratischen Kräfte“ in einem „zunehmend polarisierenden sozialen Klima mehr und mehr gefangen“ seien. „Vize-Präsident Mohamed ElBaradei hat seinen Rücktritt damit begründet, dass friedliche Alternativen bestanden hätten. Damit protestieren nun auch die konstruktiven und demokratischen Kräfte des Landes, auf die die ganze Welt ihre Hoffnung gesetzt hatte.“[288]
- Laut De Telegraaf (Amsterdam) ist es „bedauernswert, dass die Armee und die Polizei nicht die Geduld hatten, die Proteste auf friedliche Art und Weise aufzulösen. Dadurch wird die direkte Konfrontation zwischen den Muslimbrüdern und den anderen Parteien immer stärker und das Land droht in einen Bürgerkrieg abzugleiten. Und damit verfliegt die Hoffnung auf eine stabile demokratische Regierung in Ägypten, das als Vorbild für andere Länder des Nahen Ostens dienen könnte.“[288]
- Die türkische Milliyet (Istanbul) schrieb: „Wie konnte es dazu kommen? Einer der wichtigsten Gründe dafür ist, den anderen nicht zu akzeptieren. Es gab viele, die sich über die Regierung Mursi beklagten. Sie kamen am Tahrir-Platz zusammen und forderten am Ende den Rücktritt des Staatspräsidenten. Dieser antwortete mit harter Hand. Aber die Differenzen hätten nicht auf der Straße, sondern am runden Tisch geklärt werden sollen. Doch keiner war zu einem Kompromiss bereit. Die Chance, im Ramadan eine Lösung zu finden, wurde vertan. Mit dem Massaker diese Woche ist Ägypten am kritischsten Kapitel seiner Geschichte angelangt. Jetzt gibt es nach so viel Blutvergießen nicht einmal einen Funken Hoffnung, den demokratischen Weg wieder freizumachen.“[290]
- Die Presse (Wien) schrieb am 16. August, es habe sich um ein „Massaker mit Ansage“ gehandelt, für das die Generäle die „Indifferenz des Westens gegenüber dem Putsch“ als „Freibrief für ein Blutbad“ verstanden hätten und bei dem sich „liberale Kräfte“ zum „Feigenblatt degradieren“ lassen hätten:[291] „US-Außenminister John Kerry ging so weit, das Vorgehen der Generäle mit ›Wiederherstellung der Demokratie‹ zu umschreiben. Kann man es ihnen übel nehmen, das als Freibrief zu interpretieren? Zumal sie in den Mubarak-Jahrzehnten ja eine wichtige Lektion gelernt haben: Egal, was wir tun, das Geld aus Washington fließt.“[291][290]
- Die Schweizer Neue Zürcher Zeitung schrieb von der „verlorenen Unschuld der Armee“: „Während die Generäle, allen voran (Armeekommandeur) Abdelfatah as-Sisi, nationale Einheit predigen und sich dabei auffällig in die Tradition eines Gamal Abdel Nasser einreihen, steht die Stabilität der Sicherheitskräfte keineswegs fest. Viele der Ordnungshüter sehen in der Armee immer noch jene positive Kraft, die vor zweieinhalb Jahren dem Volk im Kampf um Gerechtigkeit zur Seite stand. Die Gewalteskalation wird einen Märtyrerkult fördern und das Bedürfnis nach Rache wecken. Ein Teil der rebellischen Jungen vom Tahrir-Platz hat das böse Spiel der Armee durchschaut und kämpft im aufgekommenen Gefechtslärm verzweifelt um Gehör. Ihr Ruf zur Rettung der Revolution verdient volle Unterstützung.“[288]
- Die Welt (Berlin) sah das Ereignis als unvermeidliches Aufeinanderstoßen von zwei „verfeindeten Lager – hier das Militär, da die Muslimbrüder“. Die „Islamisten“ sähen „keine Grundlage für ein Gespräch, nachdem Mohammed Mursi, ihr frei gewählter Präsident, gestürzt wurde.“ Ihr „Kampf gegen die aktuellen Verhältnisse“ könne „unter der Herrschaft des Militärs“ jedoch „nur in der Niederlage enden“. Das Nichtzustandekommen eines „nationalen Dialoges“ sei darauf zurückzuführen, dass die „Islamisten“ nicht das „Gespräch“ gesucht hätten. Es sei weiser, im „nationalen Dialog“ den Bürgerkrieg zu verhindern und einen Teil der eigenen Interessen durchfechten. Es stelle sich die Frage, ob „die Muslimbrüder dazu in der Lage“ seien, angesichts zahlreicher jüngerer Mitglieder in ihren Reihen, „die weniger radikal sind als die gegenwärtigen Führer“.[272][292]
- Nach Sichtweise der Neuen Presse (Hannover) war von dem „demokratischen Aufbruch“ nach den Ereignissen vom 14. August „nichts mehr übrig in Ägypten“. Mit dem „gewaltsamen Vorgehen der Armee gegen die Anhänger des gestürzten Präsidenten Mursi“ sei der Weg „vorgezeichnet“ und führe „entweder ins totale Chaos oder in eine neue Militärdiktatur“. Die „Ankündigung der Armeeführung nach Mursis Entmachtung, man wolle so schnell wie möglich zur Demokratie zurückkehren“, erweise sich „inzwischen als Phrase“. Offenbar hätten „die Generäle den Aufstand der Opposition gegen die Herrschaft der Muslimbrüder lediglich dazu genutzt, sich in ihre alte Position und Machtherrlichkeit aus der Mubarak-Ära zurückzuputschen.“[272]
- Die Stuttgarter Nachrichten plädierten für „nüchterne Interessenpolitik“ des „Westens“ unabhängig von moralischen Kriterien. „Statt moralische Klischees zu bemühen“, müsse „der Westen eine nüchterne Analyse der eigenen Interessen vornehmen“. Ein Bürgerkrieg schaffe Armut, ein Machtvakuum, „den besten Nährboden also für Fundamentalisten, Terroristen und die Ausdehnung der Machtsphäre der iranischen Mullahs“ und bringe „Israel in eine Lage, in der an beiden großen Grenzen Chaos herrscht“. Das „einzige echte Anliegen des Westens“ sei „Stabilität in Ägypten“. Die USA und ihre Verbündeten hätten „allenfalls auf die Militärs“ Einfluss, die „vielleicht nicht besser als die andere Seite“ seien, aber „vielleicht empfänglich für Druck und Argumente“.[272][293]
- Das Straubinger Tagblatt urteilte, es habe „auf der Seite der Muslimbrüder die Einsicht“ gefehlt, „dass keine Regierung dieser Welt – und mag sie auch aus einem Putsch der Militärs hervorgegangen sein – es auf Dauer dulden kann, dass eine militante Minderheit das Land und seine Bürger terrorisiert“. „Die Scharfmacher“ hätten „ihr Ziel erreicht“, „ohne Rücksicht auf Menschenleben“ Märtyrer zu schaffen, „um das Augenmerk der Weltöffentlichkeit auf sich zu ziehen und sich bemitleiden zu lassen“. Den Muslimbrüdern fehle nach wie vor die Einsicht, „dass sie Macht und Einfluss verloren, weil sie sich nach der Wahl von Präsident Mursi wie Alleinherrscher aufspielten, statt beim Wiederaufbau Ägyptens auf einen breiten Konsens zu setzen“.[272]
- tagesschau.de beschrieb die Geschehnisse des 14. August als angesichts vorangegangener „schwerer Ausschreitungen“ absehbares Ereignis: „Die Eskalation der Gewalt hatte sich abgezeichnet. Immer wieder kam es in den vergangenen Wochen zu schweren Ausschreitungen seit der Entmachtung Mursis Anfang Juli durch das Militär.“[151]
- Markus Bickel schrieb in der FAZ Anfang November, „das Massaker an mehr als 800 Demonstranten [sei] das größte in der modernen Geschichte Ägyptens“ gewesen.[9]

#### Weitere Stimmen
- Der Publizist und ehemalige US-amerikanische Militär- und Militärgeheimdienstmitarbeiter Lieutenant Colonel Ralph Peters forderte am 14. August in einem Interview mit Martha McCallum für Fox News eine klare außenpolitische Positionierung der Obama-Regierung zugunsten der ägyptischen Putschisten und gegen die Muslimbruderschaft, der er vorwarf, während ihrer Regierungszeit durch einen „Putsch“ die Macht ergriffen zu haben. Seiner Ansicht nach bestehe ein krasser Gegensatz zwischen den „Gutmenschen und Beschwichtigern im Westen“, die ihre Sorge über die Ereignisse äußerten, und dem ägyptischen Volk, das das Militär unterstütze. Die Bilder des Tages mit den gewalttätigen Reaktionen der Muslimbrüder hätten bewiesen, dass es sich bei ihnen nicht um friedliche Demonstranten, sondern um Verbrecher handle, die auf dem Weg seien, Terroristen zu werden. „Der Feind des ägyptischen Volks und des amerikanischen Volks“ sei „der islamistische Extremismus“, so Peters weiter, dies müssten die USA im Auge behalten. Die ägyptische Armee sei zwar in keiner Weise ein idealer Bündnispartner, doch „weit besser als die mittelalterlich denkenden Frömmler, Verbrecher und Terroristen unter den extremistischen Islamisten in Ägypten und anderenorts.“ Alles, so betonte Peters, hätte vermieden werden können, wenn der seiner Ansicht nach lediglich aus Protest gewählte Mursi nicht die junge Demokratie „betrogen“ und versucht hätte, dem ägyptischen Volk durch eine „durch die Sharia geprägte Verfassung“ den „Islamismus aufzuzwängen“. Die Armee und das Volk in Ägypten sowie im Mittleren Osten würden dafür kämpfen, moderne, ehrbare und tolerante Gesellschaften aufzubauen. Die Regierung Obama habe bisher den falschen Leuten geholfen, indem sie zunächst Mursi gegen die „Freiheits-Demonstranten“ unterstützt habe. Bei den Vorgängen in Ägypten handle es sich um die Reaktion des ägyptischen Volkes gegen die Muslimbruderschaft, die dem Volk die Freiheit habe nehmen wollen, und die USA müssten die Priorität klar auf Seiten dieser Entwicklung der Putschregierung in Richtung „Modernität, Toleranz, Fortschritt und Wirtschaftswachstum sowie Ehrsamkeit“ setzen, und nicht auf Seiten der „frömmelnden, mittelalterlichen, primitiven, hasserfüllten Religion, die gegen friedliche Muslime gerichtet“ sei.[294][295]

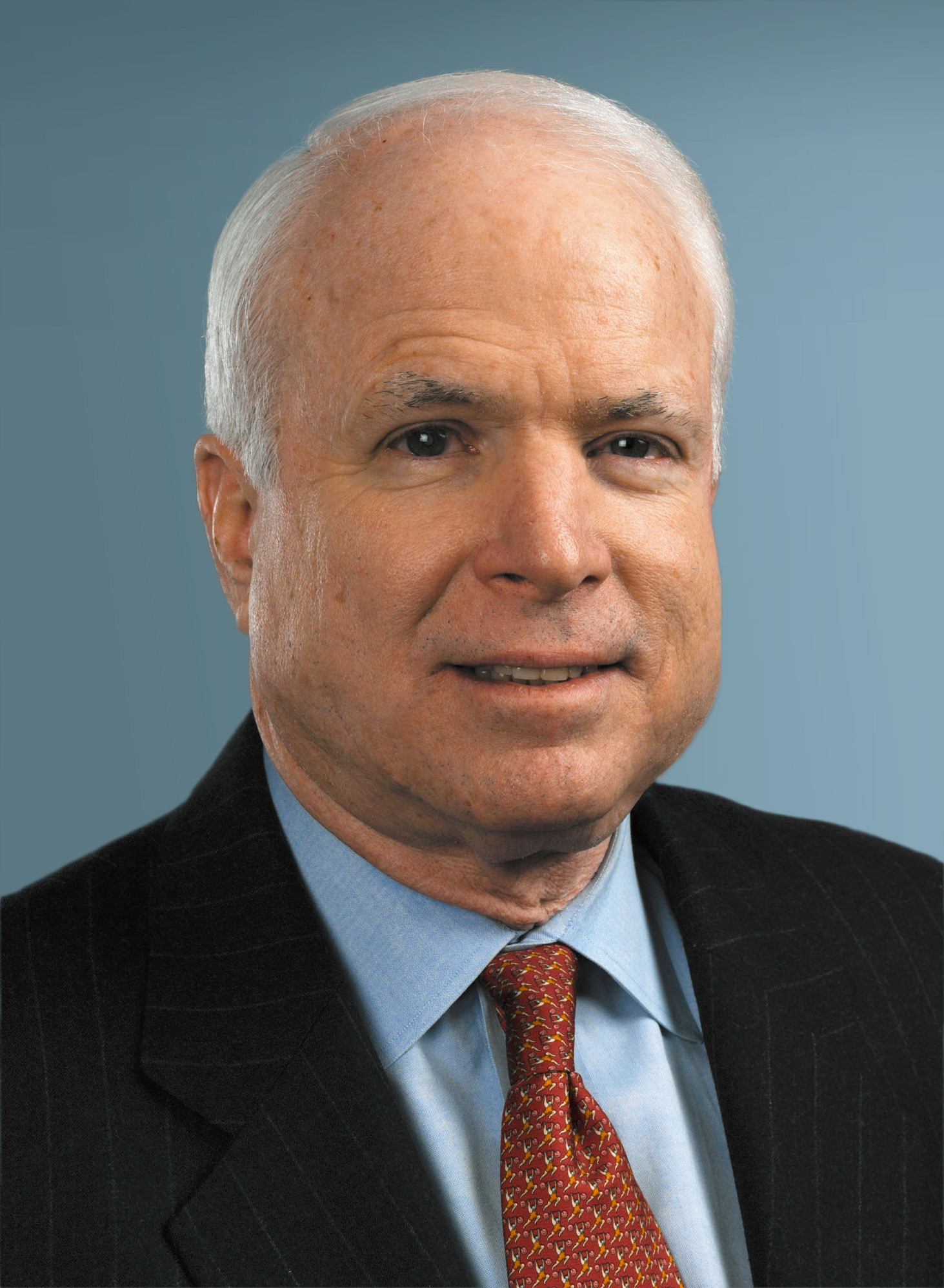
US-Senator John McCain
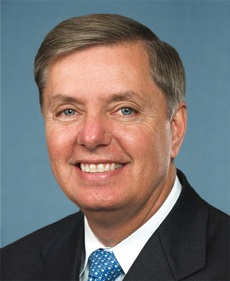
US-Senator Lindsey Graham

- Der US-Senator Lindsey Graham, der Anfang August mit seinem Kollegen John McCain zu einem Gespräch bei Armeechef Sisi gewesen war, gab nun an, Sisi, der für die Absetzung des gewählten ägyptischen Präsidenten Mursis von den USA zuvor gelobt worden war, habe auf ihn den Eindruck gemacht, sich in einem „Machtrausch“ zu befinden. Den Ministerpräsidenten der Übergangsregierung Hazem Beblawi bezeichnete Graham als „Katastrophe“.[296][297] Beblawi habe Verhandlungen mit den Muslimbrüdern strikt abgelehnt. Durch Bruch vorher getätigter Absprachen mit den Muslimbrüdern habe die ägyptische Führung die um Vermittlung bemühten US- und europäischen Politiker vor den Muslimbrüdern so düpiert, dass eine Erklärung zum Gewaltverzicht nicht mehr durchzusetzen gewesen sei. Zudem verdächtigten US-Diplomaten Vertreter der Vereinigten Arabischen Emirate, der ägyptischen Führung eine Belohnung für die Vernichtung der Muslimbrüder versprochen zu haben. Auch Israel werde von Seiten politischer Kreise in Washington eines „doppelten Spieles“ verdächtigt. Die israelische Regierung und entsprechende Lobbygruppen im US-Kongress hatten zuvor die US-Regierung aufgefordert, die US-amerikanische Unterstützung für die Führung des ägyptischen Militärcoups aufrechtzuerhalten.[296] John McCain, der schon Anfang Juli einen Militärhilfe-Stopp gefordert hatte,[298] lehnte diesen Anfang August als ein zu diesem Zeitpunkt falsches Signal ab.[57]
- Laut Guardian verurteilte das „internationale Komitee“ das Massaker, im Gegensatz zu seiner verhältnismäßiger Stille gegenüber den zwei ähnlichen Massentötungen der vorangegangenen Wochen nahe dem Rābiʿa-al-ʿAdawiyya.[299]
- Die Washington Post berichtete am 16. August, laut Darstellung des EU-Sonderbeauftragten Bernardino Leóns habe nach Ansicht der US-Regierung zwei Wochen vor dem Blutbad die greifbare Möglichkeit eines Friedensabkommens von Muslimbrüdern und Übergangsregierung bestanden. Dieses sei jedoch am Widerstand der militärgestützten Übergangsregierung unter Sisi gescheitert, die stattdessen die blutige Beendigung der Protestlager befohlen hatte.[300][301][302]

### Untersuchungen und investigative Berichte

#### Investigativer GlobalPost-Bericht vom 26. Februar 2014

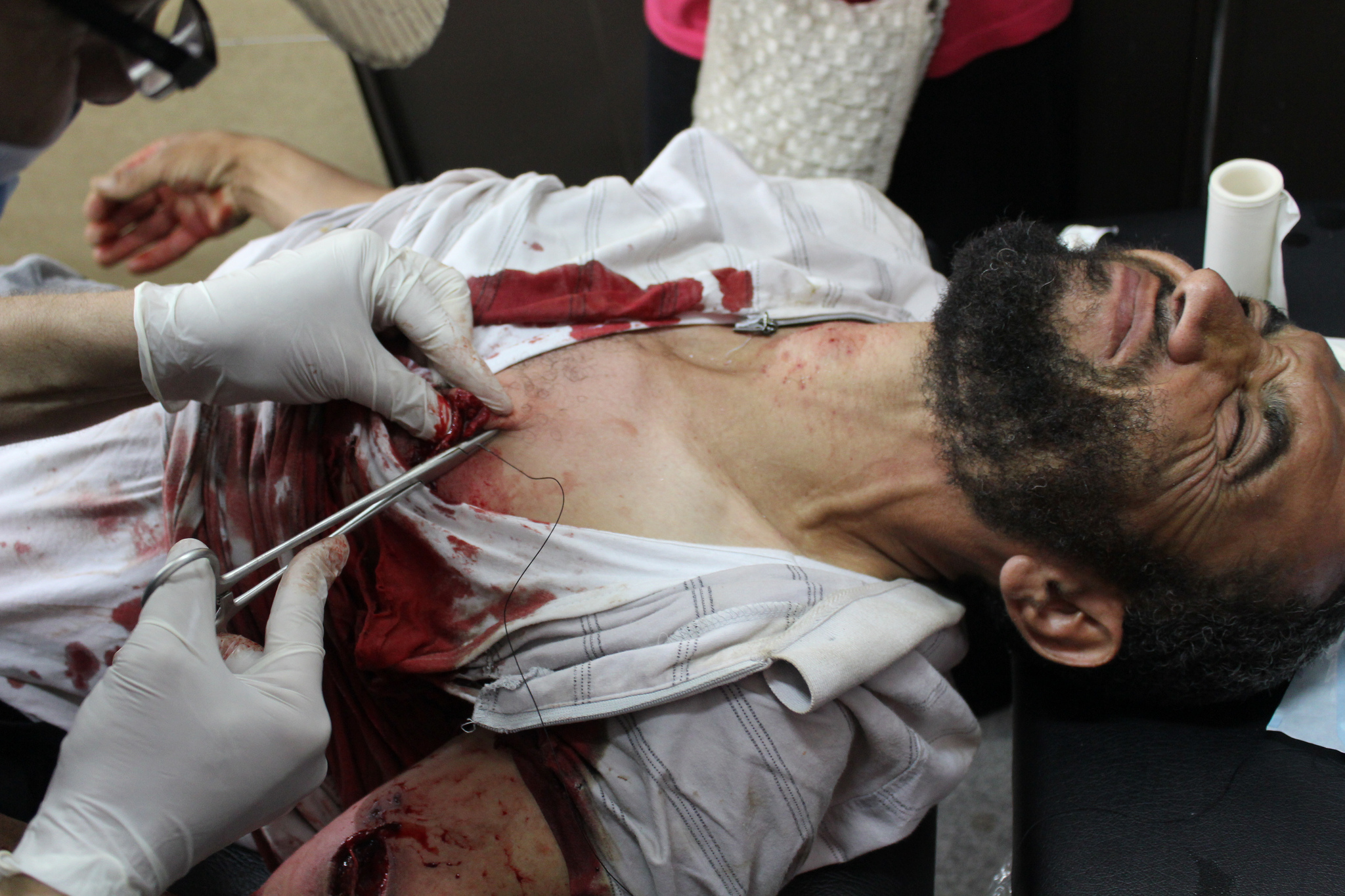
Sanitäter nähen die Wunde eines Mursi-Unterstützers im Feldlazarett des Rābiʿa-Sit-ins (Foto: Asmaa Shehata, 14. August 2013). Das ägyptische Innenministerium behauptete anfänglich, es sei keine scharfe Munition beim Auseinandertreiben der Demonstranten verwendet worden.

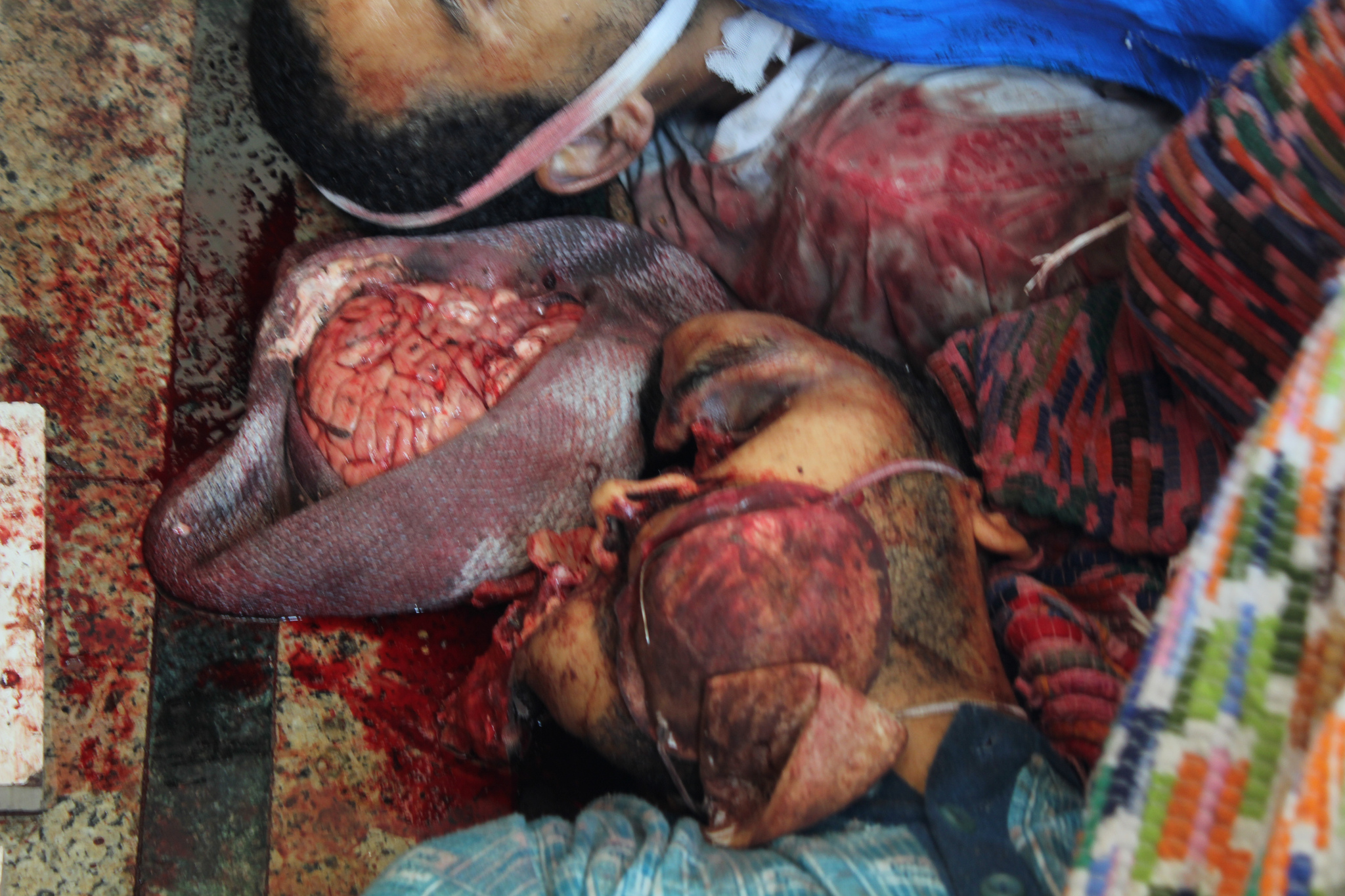
Eines der Fotos von Asmaa Shehata zeigt, wie das Gehirn eines Mannes auf den blutverschmierten Boden des Feldhospitals ausgetreten ist.

Eine Ende Februar 2014 von der Korrespondentin Louisa Loveluck veröffentlichte Rekonstruktion der Ereignisse durch GlobalPost, die sich auf Interviews mit Augenzeugen, Tatortbesichtigungen, Beobachtungen aus erster Hand vom 14. August und einer Untersuchung von Video- und Fotobeweismaterial stützte, kam zu dem Ergebnis, dass „Tausende friedlicher Demonstranten innerhalb des Lagers gefangen wurden, als Sicherheitskräfte oftmals rücksichtslose Attacken auf die Menge starteten“. Der Tod von „mehr als 900 Menschen“ „innerhalb des Lagers“ habe Ägypten in Unruhen gestürzt. Es habe sich um den „tödlichsten Tag in der Geschichte der ägyptischen Republik“ gehandelt. Der „Fallout des Massakers“ habe die „post-revolutionäre Politik des Landes vergiftet“ und die „militärgestützten Behörden Ägyptens und die Muslimbruderschaft in einem Überlebenskampf gefangen genommen, der Familien zerstörte, sektiererische Spannungen verstärkte und den Aufstieg islamischer Militanz ermöglichte“.
Der GlobalPost-Bericht hebt auch die fotografische Dokumentation der Toten und Verwundeten im Feldlazarett von Asmaa Shehata hervor, einer 31-jährigen Journalistin, die Teilnehmerin des Rābiʿa-Sit-ins war und sich zum Zeitpunkt der Stürmung des Sit-ins in dem Lager aufhielt. Ihre Bilder zeigten, dass Geschosse große Löcher in die Schädel von Demonstranten gebohrt hatten. Eine ihrer Fotografien zeigte das aus dem Schädel getretene Gehirn eines Mannes auf dem blutigen Boden des Feldlazarettes. Das Innenministerium des militärgestützten Interimsregimes bestand dagegen noch am Abend des 14. August auf der Behauptung, die Polizei habe lediglich Tränengas gegen Demonstranten eingesetzt. Auf eine Anfrage von GlobalPost vom Februar 2014 hin modifizierte das Innenministerium der militärgestützten Übergangsregierung seine Angabe, indem es nun erklärte, es sei zwar tatsächlich scharfe Munition verwendet worden, jedoch nur in einem begrenzten Ausmaß und ausschließlich gegen diejenigen, die automatische Waffen getragen hätten.
Der GlobalPost-Bericht betont weiter, die Behauptung, dass eine bedeutende Anzahl von Demonstranten schwer bewaffnet gewesen sei, stehe im Zentrum der Rechtfertigung des Innenministeriums für die Geschehnisse innerhalb des Rābiʿa-Sit-ins des 14. August. Wiederholt habe das Innenministerium der militärgestützten Übergangsregierung darauf bestanden, die Räumung habe in Übereinstimmung mit international anerkannten Standards zur Kontrolle von Menschenmassen stattgefunden. Im Februar 2014 erklärte General Hani Abdel Latif als Sprecher des Interim-Innenministeriums gegenüber GlobalPost: „Dies war eine angemessene Reaktion, die lediglich auf diejenigen gerichtet war, die scharfe Munition gegen Polizisten angewendet haben.“
Demgegenüber gibt der GlobalPost-Bericht an, dass Aussagen von Zeugen, die sich innerhalb des sogenannten Muneyfa-Gebäudes, von wo aus Widerstand gegen die Polizei geleistet worden war, aufgehalten hatten, sowie öffentlich verfügbare Videos als Belegmaterial nahelegten, dass sich nicht mehr als ein Dutzend Schusswaffen in den Händen der Demonstranten befunden habe. Vom Rest des Platzes zeigten Zeugenaussagen und Videos als Belegmaterial, dass manche Demonstranten Schlagstöcke trugen und einige Schüsse auf Sicherheitskräfte abgaben. Doch sei „die überwältigende Mehrheit“ unbewaffnet gewesen. Der disproportionale Charakter der Polizeiaktion gehe bereits allein aus den Zahlen klar hervor, nach denen – laut den gerichtsmedizinischen Behörden – 627 Leichen in die offizielle Leichenhalle oder in Krankenhäuser verbracht wurden, exklusive der Leichen, die direkt von den Angehörigen der Toten beerdigt wurden. Von dieser Anzahl der während der Auflösung innerhalb des Rābiʿa-Sit-ins Getöteten, für die das Egyptian Center for Economic and Social Rights eine Liste mit 904 Namen aufzählte und andere Nichtregierungsorganisationen von noch höheren Zahlen ausgingen, habe es sich nach Angaben des Gesundheitsministeriums der militärgestützten Übergangsregierung lediglich in acht Fällen um Polizisten gehandelt, nach späteren Angaben von Human Rights Watch in neun Fällen.

#### Investigativer AP-Bericht vom 10. August 2014
Ein am 10. August 2014 veröffentlichter investigativer Bericht der Nachrichtenagentur Associated Press über den 14. August 2013 kam zu dem Ergebnis, dass die Kommandeure den Sicherheitskräften geradezu eine „Blankovollmacht“ dafür erteilten, tödliche Gewalt bei dem – so AP – „größten Massaker in der jüngeren Geschichte Ägyptens“ am Rābiʿa-al-ʿAdawiyya-Platz in Kairo anzuwenden. Zwei Generäle des Innenministeriums, dem die Polizei unterstellt ist, gaben unter der Bedingung der Geheimhaltung ihrer Namen gegenüber Associated Press an, dass hochrangige Sicherheitsvertreter ihre Kräfte darauf vorbereitet haben, von einer schnellen Eskalation der Räumung auszugehen und dabei keine Befürchtungen haben zu müssen, für ihre Handlungen zur Rechenschaft gezogen zu werden, indem diese als Selbstverteidigung zu werten seien. Einer der Generäle habe unternommene Schritte offenbart, mit denen sein Ministerium den Erfolg etwaiger forensischer Ermittlungen am Tatort vereitelt habe. So sei Munition aus verschiedenen Warenlagern vermischt worden, um ihre Herkunft zu verschleiern und eine Strafverfolgung von Polizeibeamten wie zuvor nach den Protesten gegen Mubarak zu erschweren.
Nach Aussage von Fatma Yahya Bayad, einem Chirurgen in der provisorischen Klinik, die von den Demonstranten in der Empfangshalle der Rābiʿa-Moschee eingerichtet war, hätte der Zustrom der Opfer in die Klinik innerhalb von 15 Minuten nach dem Beginn der Räumung begonnen, Wachen von den Barrikaden an dem östlichen Teil des Sit-ins seien mit klaffenden Wunden von großkalibrigen Waffen hereingekommen. An der Westseite des Sit-ins soll die Polizei während der ersten 20 Minuten Warnschüsse in die Luft abgegeben haben. Nach Aussage der beiden Generäle des Innenministeriums seien die Polizeikräfte der Westseite daraufhin unter Beschuss von nahegelegenen Gebäuden geraten. Lt. Mohammed Gouda, der mit einem Lautsprecher herumkreiste, um die Anwohner anzuweisen, innerhalb ihrer Häuser zu verbleiben, sei der erste Polizist, der angeschossen und getötet worden sei. Auf den Tod Goudas hätten die Sicherheitskräfte mit Panik reagiert und einen schweren Beschuss losgelöst. Die Frage, welche Seite in Rābiʿa zuerst geschossen habe, beurteilte AP als nicht definitiv durch die Zeugenaussagen gelöst. Zeugenaussagen von Seiten der Demonstranten würden jedoch vermuten lassen, dass es bereits zu ersten Schussopfern unter den Demonstranten gekommen sei, als Gouda am entgegengesetzten Ende des Sit-in-Bereichs getötet wurde.

#### Human Rights Watch-Bericht und -Appelle vom 12. August 2014
Am 12. August 2014 veröffentlichte Humn Rights Watch (HRW) nach einjähriger Recherche einen den 188-seitigen Bericht „All According to Plan – The Rab’a Massacre and Mass Killings of Protesters in Egypt“. Für den Bericht befragte HRW mehr als 200 Augenzeugen, darunter Demonstranten, Ärzte, Anwohner und Journalisten. HRW-Mitarbeiter waren während oder unmittelbar nach Beginn der Angriffe vor Ort. Für die Studie werteten sie Beweise, umfangreiches Filmmaterial sowie offizielle Erklärungen aus. Die beteiligten ägyptischen Ministerien weigerten sich hingegen, zu konkreten Fragen Stellung zu nehmen. Unter anderem waren auf Videos Scharfschützen mit 7,62 Millimeter Sturmgewehren zu sehen, begleitet von Zielsuchern mit Ferngläsern, die von Dächern aus die Opfer auswählten.
HRW kam in dem Bericht zu dem Ergebnis, es sei unter der Führung des Ex-Armeechefs und späteren Präsidenten Abd al-Fattah as-Sisi bei der rücksichtslosen Zerschlagung der Massendemonstrationen während der Stürmung der Plätze Rābiʿa-al-ʿAdawiyya und Nahda in Kairo am 14. August 2013 systematisch „exzessive Gewalt“ angewendet worden. Da die Armee das Zeltlager von allen Haupteingängen aus mit bewaffneten Mannschaftswagen, Räumfahrzeugen, Infanteristen und Scharfschützen angegriffen habe, sei nehzu zwölf Stunden lang keine sichere Flucht möglich gewesen. Laut HRW beschossen die Sicherheitskräfte selbst „behelfsmäßige medizinische Einrichtungen und setzten Scharfschützen gegen Personen ein, die versuchten, in das Rabia-Krankenhaus hinein- oder aus ihm herauszugelangen“. Es handle sich bei dem Vorfall um „eine der brutalsten Massenhinrichtungen von Demonstranten in der jüngeren Weltgeschichte“.
Die „Hinrichtung von 817 oder mehr Demonstranten“ – so HRW – stehe „eindeutig in keinem Verhältnis zu der Gefahr für Anwohner, Sicherheitspersonal oder andere Personen“, auch wenn zu Beginn der Räumung einige hundert der schätzungsweise 85.000 Demonstranten mit Steinen und Molotowcocktails auf Polizisten geworfen und diese vereinzelt auch beschossen hätten, erklärte HRW im Hinblick darauf, dass ägyptische Amtsträger die Räumung des Rābiʿa-Protestlagers damit gerechtfertigt hatten, dass das Protestlager die Anwohner gestört hätte, dass dort politische Gegner angeblich festgehalten und misshandelt worden seien und dass die Teilnehmer des Sit-ins Gegenangriffe unternommen hätten. Selbst wenn die Regierung ein legitimes Interesse daran gehabt habe, an einem Ort des Protests Sicherheit herzustellen, habe sie den Platz nicht unter dem größtmöglichen Schutz aller Beteiligten geräumt, so HRW weiter. Der Grundsatz, dass tödliche Waffen nur eingesetzt werden dürfen, um unmittelbare Lebensgefahr abzuwenden, sei bei der Rābiʿa-Räumung nicht eingehalten worden. Allein bei der Räumung des Protestlagers auf dem Rabia-al-Adawija-Platz am 14. August, so HRW, „kalkulierten die Sicherheitskräfte mehrere Tausend Tote ein und töteten zweifelsfrei 817, wahrscheinlich mindestens 1.000 Menschen“. Den Umstand, dass Innenminister Mohammed Ibrahim nach der vollständigen Auflösung des Protests am 14. August bekanntgab, dass 15 Schusswaffen auf dem Rābiʿa-Platz sichergestellt worden seien, deutete HRW als Zeichen, dass „nur sehr wenige Demonstranten“ bewaffnet waren. Dies untermauere „die überwältigenden Beweise dafür, dass die Polizei Hunderte unbewaffnete Personen niedergeschossen hat“.
HRW betonte, dass rund ein Jahr nach dem Ereignis noch immer kein einziger Polizeibeamter oder Armeeangehöriger zur Rechenschaft gezogen wurde. Der gewaltsame Einsatz sei erwiesenermaßen auf höchster Regierungsebene geplant worden – und die meisten Verantwortlichen seien noch immer an der Macht. Die Befehlskette reiche bis in die Führungsspitze und beinhalte auch den späteren ägyptischen Staatspräsidenten Sisi. Der HRW-Bericht komme jedoch zu dem Ergebnis, dass es sich bei den „systematischen, groß angelegten Tötungen von mindestens 1.150 Demonstranten durch ägyptische Sicherheitskräfte im Juli und August 2013“ vermutlich um Verbrechen gegen die Menschlichkeit handelt, ein Verbrechen, für das die Täter international von Gerichten zur Verantwortung gezogen werden könnten.
Da die ägyptischen Strafbehörden die Verantwortlichen nicht zur Rechenschaft ziehen würden, verlange die Organisation vom UN-Menschenrechtsrat, das „Massaker“ zu untersuchen. Die Vereinten Nationen sollten, so HRW, die Rolle des inzwischen die Funktion des Staatspräsidenten ausübenden Abd al-Fattah as-Sisi sowie von rund ein Dutzend anderer ranghohen Staatsbediensteter, darunter hochrangige Politiker und Generäle, bei den Gräueltaten untersuchen, darunter Innenminister Mohammed Ibrahim, Geheimdienstchef Mohamed Farid Tohamy sowie der Leiter der Sondereinsatzkräfte (Egyptian Special Forces, Abkürzung: ESF) und Kommandant der Rābiʿa-Operation, Medhat Menschawi. Neben Sisi, Ibrahim, Tohamy und Menschawi habe die Recherche von HRW acht Schlüsselvertreter des Innenministeriums, drei ranghohe Armeeführer und mehrere hochrangige zivile Führungspersonen identifiziert, deren Rolle bei den Massentötungen von Demonstranten im Juli bis August 2013 weiter untersucht werden sollte. HRW forderte, dass diese Personen, wenn sie für mitschuldig befunden würden, die Massentötungen von Demonstranten geplant zu haben oder die mit ihrer Kenntnis oder mit ihrer zu fordernden Kenntnis verübten Verbrechen ihrer Untergebenen nicht verhindert zu haben, ebenfalls zur Rechenschaft zu ziehen seien.

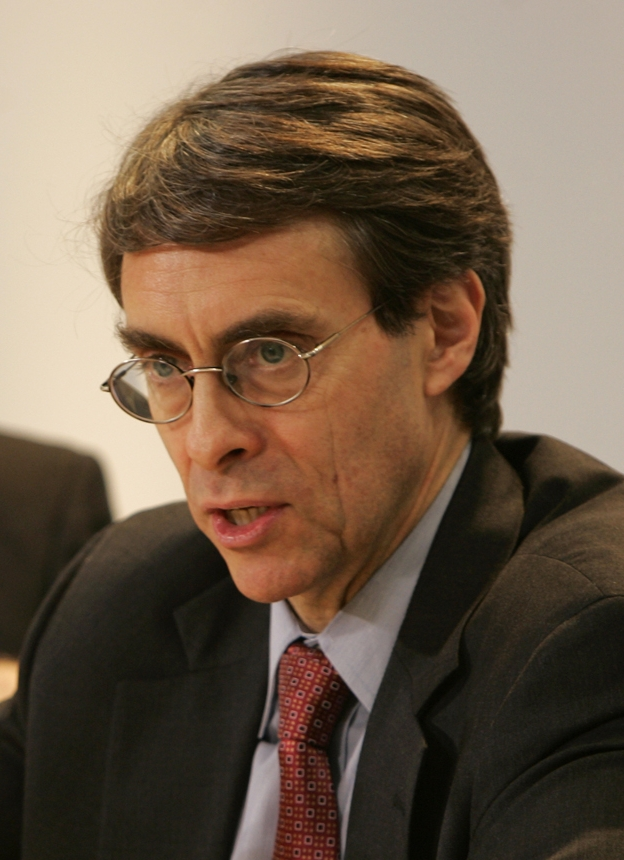
Kenneth Roth, Exekutivdirektor von Human Rights Watch

- Kenneth Roth, Exekutivdirektor von Human Rights Watch, erklärte: „Die Sicherheitskräfte haben erwiesenermaßen von der ersten Minute an das Feuer auf Menschenmengen eröffnet. Das entlarvt alle Behauptungen, die Regierung habe versucht, die Todeszahlen gering zu halten“.[21][25] „Die überaus brutale Räumung“, so Roth weiter, „hat zu einer schockierenden Zahl von Toten geführt, die vorhersehbar war und von der Regierung tatsächlich eingeplant wurde.“ „Die ägyptischen Sicherheitskräfte“, so Roth, „haben auf dem Rabia-Platz an einem einzigen Tag eine der brutalsten Massenhinrichtungen von Demonstranten in der jüngeren Weltgeschichte begangen“.[21] Die HRW-Recherchen ließen ein klares Urteil zu: „'Rabia' ist als Verbrechen gegen die Menschlichkeit zu bezeichnen“, so Kenneth.[308] Und weiter: „Das war ein großangelegter, systematischer Angriff auf die zivile Bevölkerung. Das heißt, es gab eine Abmachung der Politiker, die in diesen Angriff involviert waren“.[306][308]

Roth forderte Maßnahmen gegen die Verantwortlichen ein: „Da geht es nicht nur um exzessive Gewaltanwendung und schlechte Ausbildung. Das war ein Akt der Gewalt, der auf den höchsten Regierungsebenen geplant wurde. Die meisten der Verantwortlichen sind noch immer an der Macht und müssen endlich zur Rechenschaft gezogen werden.“ HRW erklärte weiter, die Behörden hätten „nicht einmal niedrigrangige Polizisten oder Armeeoffiziere für irgendeine der Tötungen zur Verantwortung gezogen, ganz zu schweigen von den Beamten, die sie angeordnet haben.“ Stattdessen würden sie „weiterhin brutal alle abweichenden Meinungen“ unterdrücken. Wegen der „anhaltenden Straflosigkeit in Ägypten“ solle die internationale Gemeinschaft die Ereignisse untersuchen und die Verantwortlichen vor Gericht bringen. Die internationale Gemeinschaft solle „außerdem aufhören, Ägypten militärisch und polizeilich zu unterstützen, bis die Regierung Maßnahmen gegen die massiven Menschenrechtsverletzungen ergreift“, so HRW.
Roth sagte weiter: „Die anhaltenden Versuche der Regierung, Oppositionelle auszuschalten, Menschenrechtsverletzungen unter den Teppich zu kehren und die Geschichte zu verfälschen, werden nicht auslöschen, was im letzten Jahr auf dem Rabia-Platz geschehen ist“. Das Massaker werfe einen dunklen Schatten auf Ägypten. „Das Land wird nicht vorankommen“, so Roth, „solange es sich nicht mit diesem Blutfleck auf seiner Geschichte auseinandersetzt.“
- Omar Shakir, der HRW-Anwalt, -Researcher und BDS-Aktivist,[309] der den größten Teil des HRW-Berichts geschrieben hat, sagte: „Es war nicht der Fall, dass Sicherheitskräfte bewaffnete Elemente in der Demonstration genau lokalisierten und Kollateralschäden daraus resultierten. Es hat sich um einen Plan gehandelt, der sich vergegenwärtigte, Feuer auf die Menge zu eröffnen – Zehntausende von weitgehend friedlichen Demonstranten – stundenlang ohne safe exit für Frauen, Kinder und diejenigen, die vor der Gewalt zu fliehen versuchten.“ „Ein Verbrechen gegen die Menschlichkeit“ so Shakir weiter, ist „eine systematische, breit angelegte Attacke auf die Zivilbevölkerung als Teil der Regierungspolitik. Das ist exakt das, was wir am Rābiʿa-Platz gesehen haben […].“[24][310][311]
- Sarah Leah Whitson, die Direktorin der Middle East and North Africa-Abteilung von Human Rights Watch und eine der Autorinnen des HRW-Berichts, nannte auf der Pressekonferenz vom 12. August 2014 die Fokussierung der ägyptischen Regierung auf Gewalt, die von Seite der Demonstranten ausging, einen „vorsätzlichen Versuch der Irreführung“.[70][308] Weiter sagte sie: „Wir können uns vorstellen, wie groß das Trauma für die Menschen in einem Land ist, in dem Sicherheitskräfte im Prinzip machen können, was immer sie wollen. Sie können Menschen im Namen der Sicherheit sogar töten.“ Wenn dies straffrei bleibe, so Sarah Leah Whitson, ersticke dies eine lebhafte Demokratie und man gebe der Staatsmacht damit „die Lizenz zum Töten“.[308]

Sie rief zudem alle Regierungen, insbesondere aber als Ägyptens bedeutendsten Waffenlieferer die USA, dazu auf, jegliche Sicherheits- und Militärhilfe an Ägypten zu beenden, da die Ausrüstung „gegen seine eigenen Zivilisten verwendet wird“.
Der HRW-Bericht stieß auf scharfe Kritik von Gruppen in Ägypten, die den Militärputsch von Juli 2013 befürworteten.
- Die ägyptische Übergangsregierung wies jede Verantwortung zurück. Der erste Tote an jenem Tag sei ein erschossener Polizist gewesen, zudem gehe HRW auf die zahlreichen Opfer durch das Vorgehen der „angeblich friedfertigen Demonstranten“ nicht ein. Der HRW-Bericht sei zudem parteiisch. Des Weiteren verfüge HRW über kein formelles Betätigungsrecht in Ägypten.[307] Die ägyptischen State Information Services beschrieben HRW als „voll von Negativität und Befangenheit in der Weise, wie es die gewaltsamen Ereignisse behandelt, die Ägypten im Jahr 2013 erlebt hat“. Der Bericht ignoriere all „die terroristischen Operationen, die die terroristische Muslimbruderschaftorganisation und ihre Unterstützer begingen“.[312][25][313] Zuvor hatten die ägyptischen Behörden den führenden HRW-Direktoren, Kenneth Roth, als auch die Nahost-Direktorin Sarah Leah Whitson, die den Bericht in Kairo präsentieren wollten, „aus Sicherheitsgründen“ kein Visum für Ägypten gewährt.[312][25] Die ägyptische Regierung behauptete weiter, bei dem Bestehen von HRW-Vertretern auf einen Besuch Ägyptens und die Herausgabe des HRW-Berichtes handle es sich um einen Zug, der „parallel zu dubiosen Zügen terroristischer Organisationen und ihrer Unterstützer mit der Absicht weitere Gewalt- und Terrorakte gegen den ägyptischen Staat und unschuldige Zivilisten auszuüben, erfolgte“.[314][315]
- Ein Vertreter des Innenministeriums bezeichnete den HRW-Bericht in einer Erklärung als politisch motiviert: „Dieser Bericht konzentriert sich nicht auf die Menschenrechte, sondern ist gegen den ägyptischen Staat gerichtet.“[308]
- Der Vorsitzende der Egyptian Lives Party, das frühere Parlamentsmitglied Mohamed Abu Hamed, kritisierte den Bericht und bezeichnete Human Rights Watch als einen Flügel der internationalen Organisation der Muslimbruderschaft. Abu Hamed forderte den de-facto-staatlichen National Council for Human Rights (NCHR) dazu auf, auf die Anschuldigungen des Berichts zu reagieren.[312]
- Der Vizepräsident der Al-Dostour-Partei, Ahmed Al-Boraei, sagte, der Bericht sei parteiisch und gebe nicht das ganze Bild wieder, da viele Bewohner aus der Umgebung der Sit-ins Opfer von Gewalt und Drohungen gewesen seien. Der Bericht vernachlässige die Gewalt, die von Seite der Muslimbruderschaft ausgegangen sei, wie in dem Bayn Al-Sarayat Distrikt, wo 17 Menschen starben. Anders als im Bericht dargestellt, hätten die Sicherheitskräfte viele Warnungen gegeben und die Demonstranten aufgerufen, den Platz zu verlassen. Zudem seien die ersten Opfer auf Seite der Polizei zu beklagen gewesen.[312]
- Alaa Essam als Bevollmächtigter der Al-Tagammu-Partei sagte, der Bericht sei unlogisch, da er „den Eindruck hinterlasse, dass Ägypten in einer gives the impression that Egypt is living an repressiven und gewalttätigen Periode lebe, obwohl das Gegenteil wahr ist. Das Land erlebt jetzt eine Periode der Freiheit und des Friedens.“ Der Bericht erwähne nicht, dass sich in dem Rābiʿa-Sit-in bewaffnete Demonstranten und vorbestrafte Kriminelle aufgehalten hätten: “Viele der Sit-in-Verwalter waren verurteilte Terroristen, die unter dem früheren Präsidenten Mursi freigesprochen wurden. Außerdem schloss das Sit-in viele unterprivilegierte Menschen ein, die von der Muslimbruderschaft gelenkt wurden.”, so Essam. HRW vernachlässige gegen Christen verübte Verbrechen im Irak und gegen Palästinenser. Dennoch ziele die Organisation darauf ab, „Präsident Al-Sisi unter Druck zu setzen und zu blamieren“, der sich erst kürzlich dafür eingesetzt habe, „die politische und ökonomische Abhängigkeit zu beenden und die unterprivilegierten Klassen zu unterstützen“. Organisationen wie HRW seien sowohl dafür bekannt, nur auf Fehler von Regierungen zu fokussieren um Chaos in Ländern der Dritten Welt anzustiften, als auch dafür, Agenden ausländischer Geheimdienste zu folgen.[312]
- Der Generalsekretär der Egyptian Organization for Human Rights, Reda Marouf, sagte der Bericht widerspreche allen anderen Berichten von offiziellen und unabhängigen Menschenrechtsorganisationen. Die Auflösung sei unter Berücksichtigung internationaler Standards von Menschenrechten erfolgt. Eine Einmischung in ägyptische Angelegenheit sei inakzeptabel.[312]
- Der zum Zeitpunkt der Vorfälle vom Militär eingesetzte und als Interims-Premierminister amtierende Hasim al-Beblawi lehnte die Kritik des HRW-Berichtes vehement ab und sagte, es sei eine „traurige Entscheidung“ notwendig gewesen und der habe nicht den „geringsten Zweifel daran, dass das, was geschah, richtig war“. Es sei keine disproportionate Gewalr angewendet worden und es habe nur „wegen des bösartigen Widerstandes [der Demonstranten]“ so lange gedauert.[306]

Den Militärputsch ablehnende Gruppen in Ägypten begrüßten den HRW-Bericht hingegen:
- Die Mediensprecherin der Egyptian Women Revolutionary Alliance, einer mit der Antiputsch-Allianz verbundenen Gruppe, Hoda Abdel Monem, begrüßte die Ergebnisse des HRW-Berichtes, wenn sie auch zu spät kämen. Der Bericht werde als wirkungsvolles Werkzeug der Dokumentation der Tötungen in den Sit-ins durch die Putschführer dienen. Zudem erlaube das Dokument die Verurteilung all derjenigen, die an der gewaltsamen Niederschlagung teilgenommen hätten.[312]
- Der mit der Antiputsch-Allianz verbundene Egyptian Revolutionary Council äußerte in einer Stellungnahme, der HRW-Bericht beinhalte eine große Menge von Beweismaterial, das „das Massaker [am Rābiʿa-Platz] bestätige, das darauf abzielte, Tausende unschuldiger Zivilisten zu ermorden“.[312]

## Folgen

### Unmittelbare Folgen

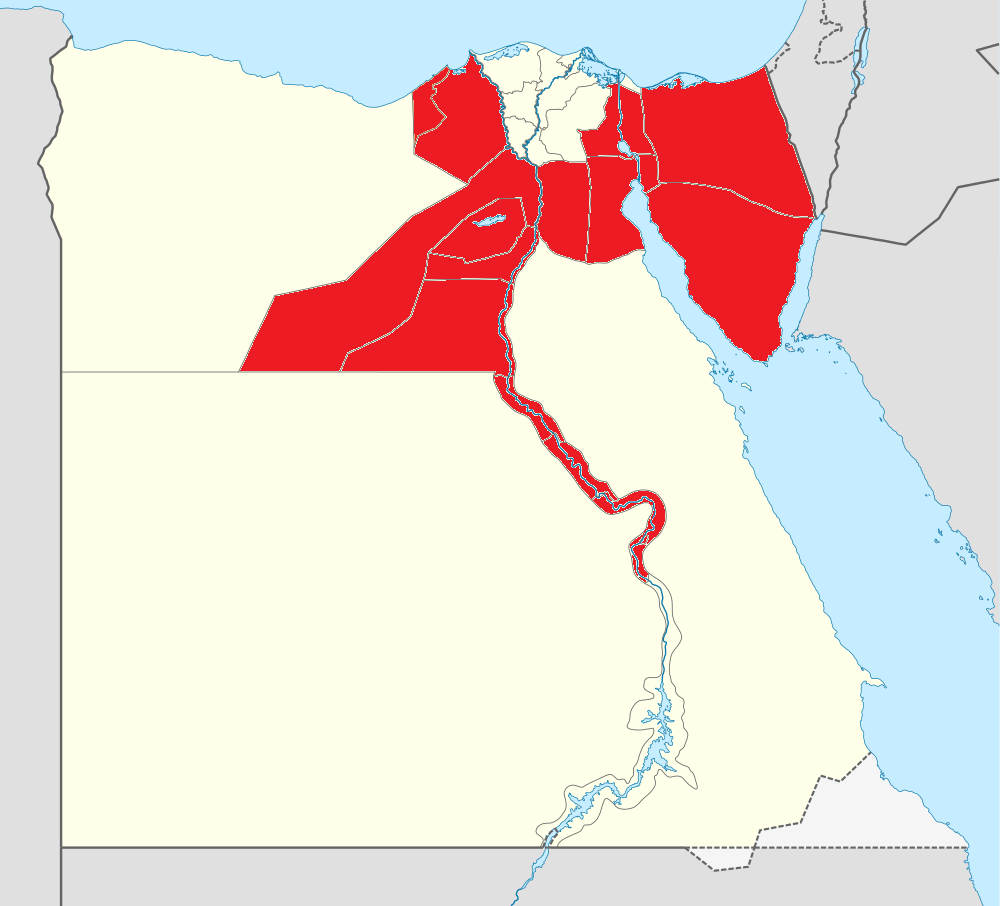
Landesteile, über die seit dem 14. August 2013 eine einmonatige nächtliche Ausgangssperre verhängt wurde.

- Aus Anlass der blutigen Niederschlagung der Massenproteste gegen den Sturz Mursis am 14. August verhängte die militärgestützte Übergangsregierung noch am Tage des „Massakers an Islamisten“ durch die Sicherheitskräfte einen einmonatigen Ausnahmezustand, der Mitte September um zwei Monate bis Mitte November 2013 verlängert wurde, was die Übergangsregierung mit einer anhaltend kritischen Sicherheitslage begründete.[316][317][318] Durch den dreimonatigen Ausnahmezustand erhielten Behörden und Einsatzkräfte weitreichende Sonderrechte beim Vorgehen gegen Proteste und Versammlungen[37] und konnten Festnahmen ohne Haftbefehl und Hausdurchsuchungen ohne richterliche Anordnung durchführen.[318] Darüber hinaus war eine umstrittene nächtliche Ausgangssperre in Kraft getreten.[318] Zudem erschwerten die nach dem Sturz Mursis reaktivierten Notstandsgesetze die Arbeit der Presse, indem sie die Streitkräfte berechtigten, Kritiker jeder Art jederzeit festzunehmen und gegebenenfalls vor ein Militärgericht zu stellen.[38] In den auf die Verhängung des Ausnahmezustandes folgenden Tagen stieg die Zahl der Getöteten seit dem 14. August auf mehr als tausend.[319]

In den Wochen darauf nach der Verhängung des Ausnahmezustandes wurden mehr als 2000 Mitglieder der Muslimbrüder festgenommen, darunter nahezu die gesamte Führungsriege der Islamisten. Die Zahlen der Teilnehmer an den Protesten gegen den Militärputsch gingen seitdem deutlich zurück. Sieben Wochen nach dem Putsch war laut Matthias Gebauer (Der Spiegel) das „gesamte Führungspersonal“ der nach dem 14. August „unnachgiebig“ verfolgten Muslimbruderschaft durch die rigorose Verhaftungswelle entweder „tot oder inhaftiert“, nach anderen Presseberichten zumindest zum Großteil inhaftiert. Nach dem Blutbad vom 14. August unterbanden Militär und Polizei strikt jegliche Kundgebung. An den geplanten Wegstrecken für Protestmärsche wurden Scharfschützen auf Dächern postiert und im Staatsfernsehen mit scharfen Schüssen gedroht.
- Unmittelbar nachdem die Armee in Kairo bei der gewaltsamen Auslösung der Sitzproteste „ein Blutbad mit Hunderten Toten angerichtet hatte“, wurden insbesondere im anteilig stärker christlich besiedelten Oberägypten mehr als 200 in christlichem Besitz befindliche Immobilien angegriffen, wobei 43 Kirchen ernsthaft beschädigt wurden.[30][26][27][28][29] Mindestens vier Menschen, darunter drei koptische Christen und ein Muslim, starben nach Angaben von Human Rights Watch und Amnesty International bei den Angriffen in Delga, Minya Stadt und Kairo.[26][30] Menschenrechtsgruppen machten zunächst verschiedene Gruppierungen oder Individuen verantwortlich, auch Aktionen von Provokateuren aus dem Geheimdienst wurden bekannt.[324] Die Muslimbruderschaft verurteilte die Angriffe auf Kirchen und forderte ihre Anhänger zur Zurückhaltung auf, warf den Kopten in einer Stellungnahme jedoch eine Mitschuld vor, indem diese sich gegen die Muslimbrüder gestellt[262][26] und das Militär unterstützt hätten.[27]

- Seit der Eskalation vom 14. August erlaubte die militärgestützte Übergangsregierung der Polizei offiziell, scharfe Munition einzusetzen, „um sich selbst oder wichtige Regierungsgebäude zu verteidigen“.[36] Als Anlass für die Anweisung des Innenministeriums gegenüber der Polizei, ab sofort mit scharfer Munition auf Plünderer und Saboteure zu schießen, wurden in einer Erklärung „Terrorattacke der Organisation der Muslimbrüder auf verschiedene Einrichtungen von Regierung und Polizei in mehreren Provinzen“ angegeben. Es solle damit verhindert werden, dass öffentliche Gebäude in Brand gesetzt und Waffen aus Polizeistationen gestohlen werden.[328]

Ab dem 14. August erfasste die größte Gewaltwelle der jüngeren ägyptischen Geschichte das Land. Innerhalb weniger als einer Woche sollen laut Bassem El-Smargy vom Cairo Institute for Human Rights Studies (CIHRS) nach offiziellen Todeszahlen und eigenen Berechnungen innerhalb weniger als einer Woche insgesamt zwischen 1000 und 1500 Menschen getötet worden sein. Bei den allermeisten Opfern handelte es sich dabei um von Polizei und Militär getötete Islamisten, überwiegend aus der Muslimbruderschaft. Allein bei Auseinandersetzungen zwischen Sicherheitskräften und Anhängern des gestürzten Präsidenten vom 16. August wurden landesweit nach offiziellen Angaben erneut mindestens 173 Zivilisten getötet und 1330 Menschen verletzt. Davon fielen 95 Todesopfer allein auf Kairo, wo auch ein Sohn des Chefs der Muslimbruderschaft, Muhammad Badi’e, erschossen wurde. Ein Reporter des britischen Guardian wurde am 16. August „Augenzeuge eines Massakers“ an mindestens 19 Menschen am Ramses-Platz. Am 18. August soll der Einsatz von Tränengas durch Polizisten im Inneren eines Polizeifahrzeuges „zum Tod von 37 Gefangenen und zwei weiteren Personen“ geführt haben. Westliche Vertreter warfen den ägyptischen Sicherheitskräften vor, „nicht zwischen friedlichen und gewaltbereiten Demonstranten“ zu unterscheiden. Von den über 1000 im Juli und August 2013 ums Leben gekommenen Menschen waren nahezu alle Zivilisten, die gegen Militärchef Sisi demonstriert hatten und von den Sicherheitskräften erschossen wurden.

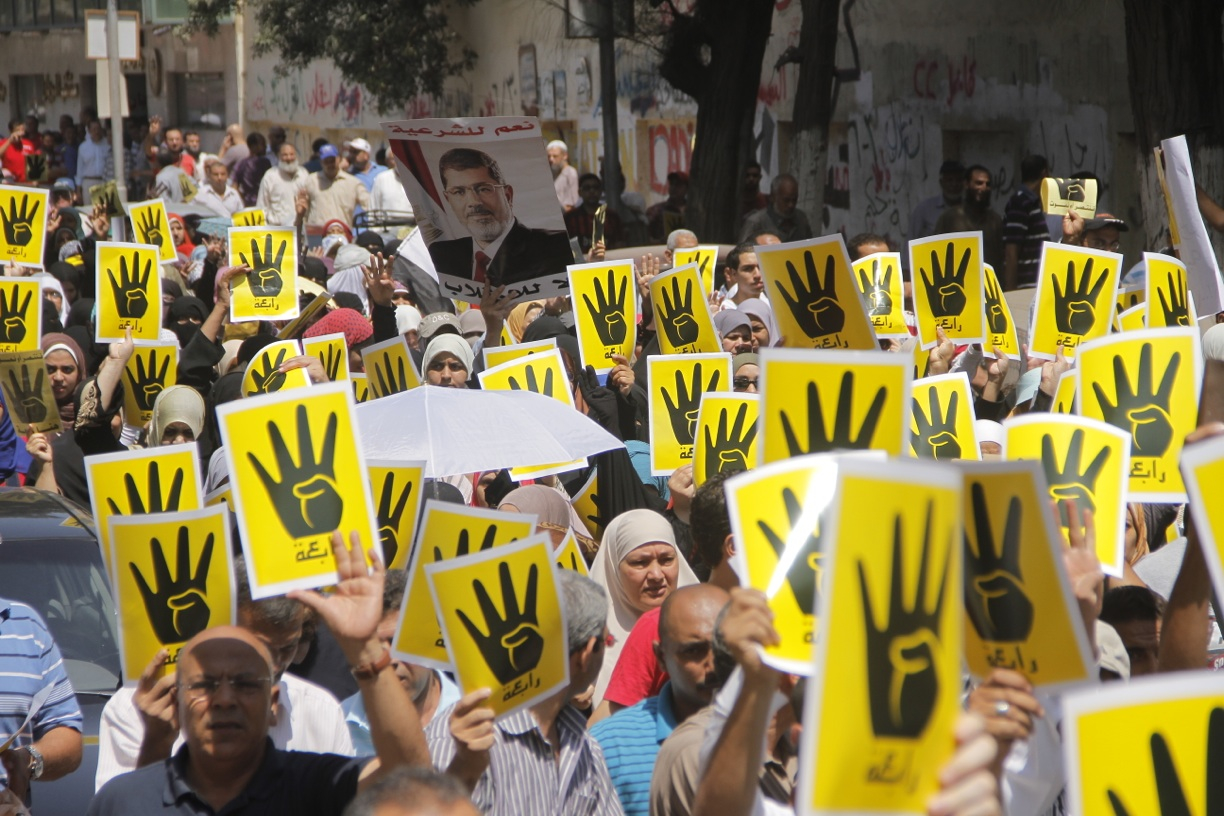
Mit dem R4bia-Emblem und Mursi-Plakaten erinnern Demonstranten in Kairo am 23. August 2013 an das Blutbad in den Protestlagern vom 14. August und an den Sturz des Präsidenten durch das Militär.

- Nachdem die militärgestützte Übergangsregierung Mitte August über das Staatsfernsehen verbreitete, jeglicher Protest werde sofort niedergeschlagen und die seit Wochen strikt entsprechend der Regierungslinie berichtenden Sender der Bevölkerung rieten zu Hause zu bleiben, da es in dem von den Medien vielgelobten „Kampf gegen den Terrorismus“ zu Gewalt kommen könne,[206] protestierten Tausende Anhänger Mursis gegen die Armeeführung mit dem neuen Symbol ihrer Protestbewegung, einer schwarzen Hand auf gelbem Hintergrund, die den sogenannten Mursi-Gruß mit vier ausgestreckten Fingern und dem quer über die Handfläche gelegten Daumen bildet.[322][335][322] Dieses „R4bia“-Emblem sollte an die vielhundertfache Tötung von Demonstranten durch die Armee vor der Rābiʿa-al-ʿAdawiyya-Moschee vom 14. August erinnern und spielte auf die arabische Bedeutung des Mädchennamens Rābiʿa (deutsch: „Vierte“) an.[322] Zudem stand das R4bia-Zeichen für den Rābiʿa-al-ʿAdawiyya-Platz in Ägypten, der zum zentralen Demonstrationsort für Mursi-Anhänger geworden war.[336] Als Symbol für die blutige Stürmung des größten Protestlagers der Islamisten durch die Sicherheitskräfte wurde es somit ein bleibendes Zeichen des Widerstands der Muslimbruderschaft[316] und erlangte auch transnational als Symbol der Pro-Mursi-Proteste Bekanntheit und Verbreitung, wie in der Türkei und in Deutschland.[336][337][338]
- Der aus Protest gegen die exzessive Gewalt der Militärs bei der Räumung der Muslimbrüder-Lager zurückgetretene Vizepräsident Mohammed el Baradei flog am 18. August nach Wien, Medienberichten zufolge angeblich aus Furcht um sein Leben.[31]

### Nachhaltige Symbolwirkung und öffentliche Tabuisierung
„Rābiʿa“ wurde in Ägypten zu einem Tabu. Die Symbole der Niederschlagung der Proteste am 14. August 2013 wie die R4bia-Hand mit den vier Fingern wurden gesetzlich aus der Öffentlichkeit verbannt. Eine unabhängige Untersuchung lehnte das militärisch gestützte Regime ab. Die Ergebnisse des Berichts von Human Rights Watch vom 12. August 2014 bezeichnete das Innenministerium des ägyptischen Regimes als politisch motiviert und gegen den ägyptischen Staat gerichtet.

#### Verbot der R4bia-Symbolik
Das R4bia-Zeichen wurde wie andere an den 14. August 2013 erinnernde Symbole gesetzlich aus der Öffentlichkeit verbannt und die Erinnerung an die Massentötung auf dem Rābiʿa-al-ʿAdawiyya-Platz verdrängt. Als beispielsweise im November 2013 einige Mädchen, unter denen eines war, dessen Bruder am Rābiʿa-al-ʿAdawiyya-Platz getötet worden war, in der Stadt Ismailia gelbe Luftballons als Zeichen der Solidarität mit den Opfern des 14. August 2013 verteilten, wurden sie aufgrund dieser von den Behörden des Militärregimes als subversive Aktion eingeordneten Handlung stundenlang verhört, mussten sich einer Leibesvisitation unterziehen, wurden verhaftet und schwerer Verbrechen beschuldigt, einschließlich der Gefährdung der nationalen Sicherheit. Die gelbe Farbe ihrer Ballons hatte den Rābiʿa-al-ʿAdawiyya-Platz in Kairo als Schauplatz der Massentötung an Demonstranten durch die Sicherheitskräfte vom 14. August 2013 symbolisieren sollen.
Während die Verwendung des an das Blutbad vom 14. August 2013 erinnernden R4bia-Zeichens in Ägypten mit der offiziellen Einstufung der Muslimbruderschaft als Terrororganisation durch die militärgestützte Übergangsregierung Ägyptens am 25. Dezember 2013 unter Strafe gestellt und als Strafmaß für das Verwenden des R4bia-Zeichens in sozialen Medien am 27. Dezember 2013 fünf Jahre Haft verkündet wurde, erlangte die R4bia-Symbolik international auch über islamistische Kreise hinaus Bedeutung. Laut dem Islam- und Politikwissenschaftler Thorsten Gerald Schneiders erfuhr sie eine Bedeutungserweiterung hin zu „Protest gegen Diktatur und Willkürherrschaft im Allgemeinen“.

#### Gestaltung des Rābiʿa-al-ʿAdawiyya-Platzes und Denkmal für Armee und Polizei
Die militärgestützte Übergangsregierung ließ den Rābiʿa-al-ʿAdawiyya-Platz am Morgen des 15. August abriegeln und drei Monate lang geschlossen halten. Nach der Eröffnung waren Erinnerungen des renovierten Platzes und seiner Umgebung an die Massentötung beseitigt und stattdessen eine abstrakte Rābiʿa-Skulptur als Denkmal in der Mitte des Platzes errichtet worden. Auch vergab das Regime Bonuszahlungen an die Sicherheitskräfte, die an den Räumungen am Rābiʿa-al-ʿAdawiyya- und am Al-Nahda-Platz des 14. August 2013 beteiligt gewesen waren.
In einer Stellungnahme zu der umfangreichen Arbeit bei der Restauration des Platzes gab das Militär an, es habe eine Fontäne und ein Denkmal an einem Platz errichtet, der „die schwierigsten Zeiten in der ägyptischen Geschichte erlebt hat“. Das Denkmal besteht aus einer minimalistischen Skulptur, die zwei die Armee und die Polizei repräsentierenden Hände darstellt, die eine Kugel umschirmen, die vermutlich das Volk repräsentieren, und die Zusammenarbeit von Armee und Polizei zum Schutz der ägyptischen Bevölkerung symbolisieren soll. Das Denkmal wurde dafür kritisiert eher geschichtrevisionistisch als -aufarbeitend zu sein. Ähnlich wie die Umgestaltung des Tahrir-Platzes von als pro-demokratisch geltenden Gruppen als Vereinnahmung der Symbolik durch die militärgestützte Übergangsregierung aufgefasst wurde und zu ihrer Verärgerung geführt hatte, hatte die neue Statue zu Ehren der Sicherheitskräfte an dem Ort der größten Massentötung in der jüngeren Geschichte Ägyptens Unterstützer des vom Militär gestürzten Präsidenten Mursi verärgert.

#### Halbjahresgedenkproteste am 14. Februar 2013
Ungeachtet der Restriktionen gegen die R4bia-Symbolik und die Muslimbruderschaft demonstrierten genau sechs Monate nach dem Blutbad vom 14. August 2013, am 14. Februar 2014, einem Freitag, rund 2000 Anti-Putsch-Demonstranten im Kairoer Stadtteil Maadi anlässlich des halbjährlichen Jahrestages des Niederschlagung der Proteste der Unterstützer des gestürzten Präsidenten Mohammed Mursi. Die „Anti-Putsch-Allianz“, der prominenteste Pro-Mursi-Block der Opposition, hatte für diesen Tag zu Protestmärschen und Demonstrationen unter dem Namen „Rābiʿa, die Ikone der Revolution“ aufgerufen, um an die sechsmonatige Wiederkehr der gewaltsamen Auflösung des Rābiʿa- un des Nahda-Sit-ins zu gemahnen. Mit einer Stellungnahme über Facebook hatte die Gruppe zu einem mit den Freitagsgebeten des 14. Februar 2014 beginnenden einwöchigen Widerstand unter dem Namen „Rābiʿa, die Ikone der Revolution“ sowie zum Verbrennen von Flaggen und Bildern der USA, des „zionistischen Feindes“ Israel und der Vereinigten Arabischen Emirate aufgefordert und die „ruhmreichen Grundsätze“ der „Revolution“ gelobt.

Anti-Putsch-Demonstration in Maadi/Kairo am 14. Februar 2014 – zur sechsmonatigen Gedenktag-Wiederkehr zum Blutbad vom 14. August 2013
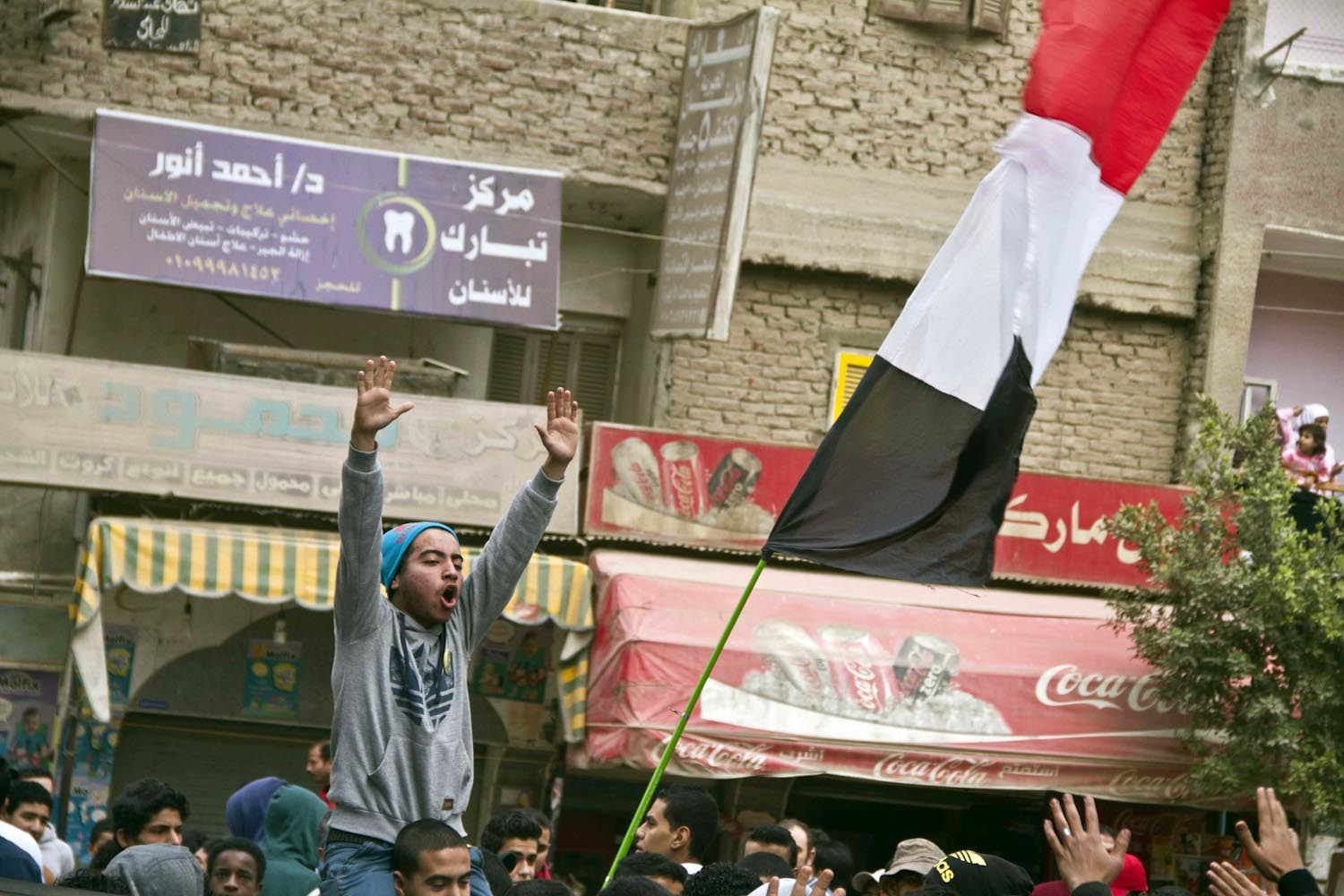
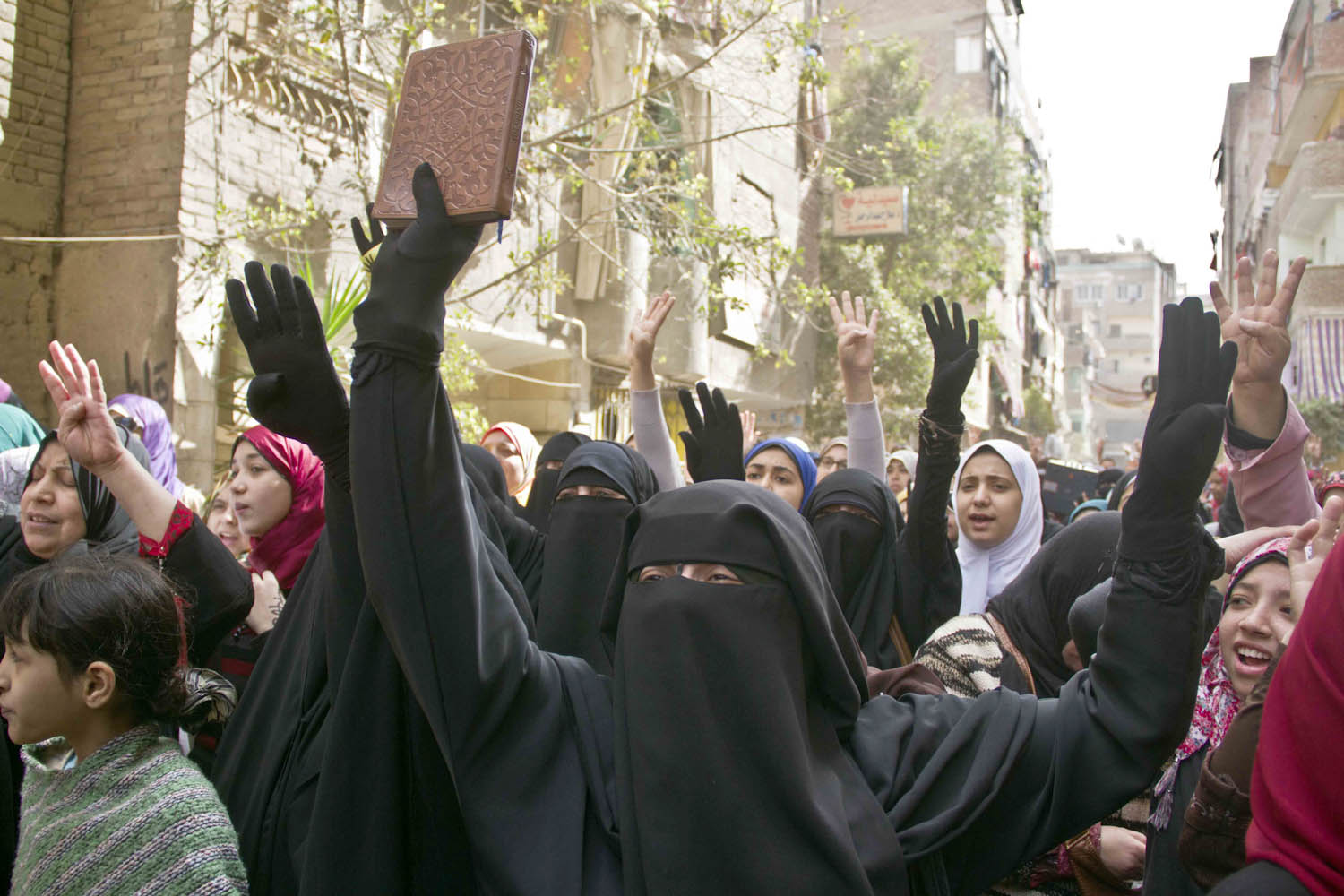
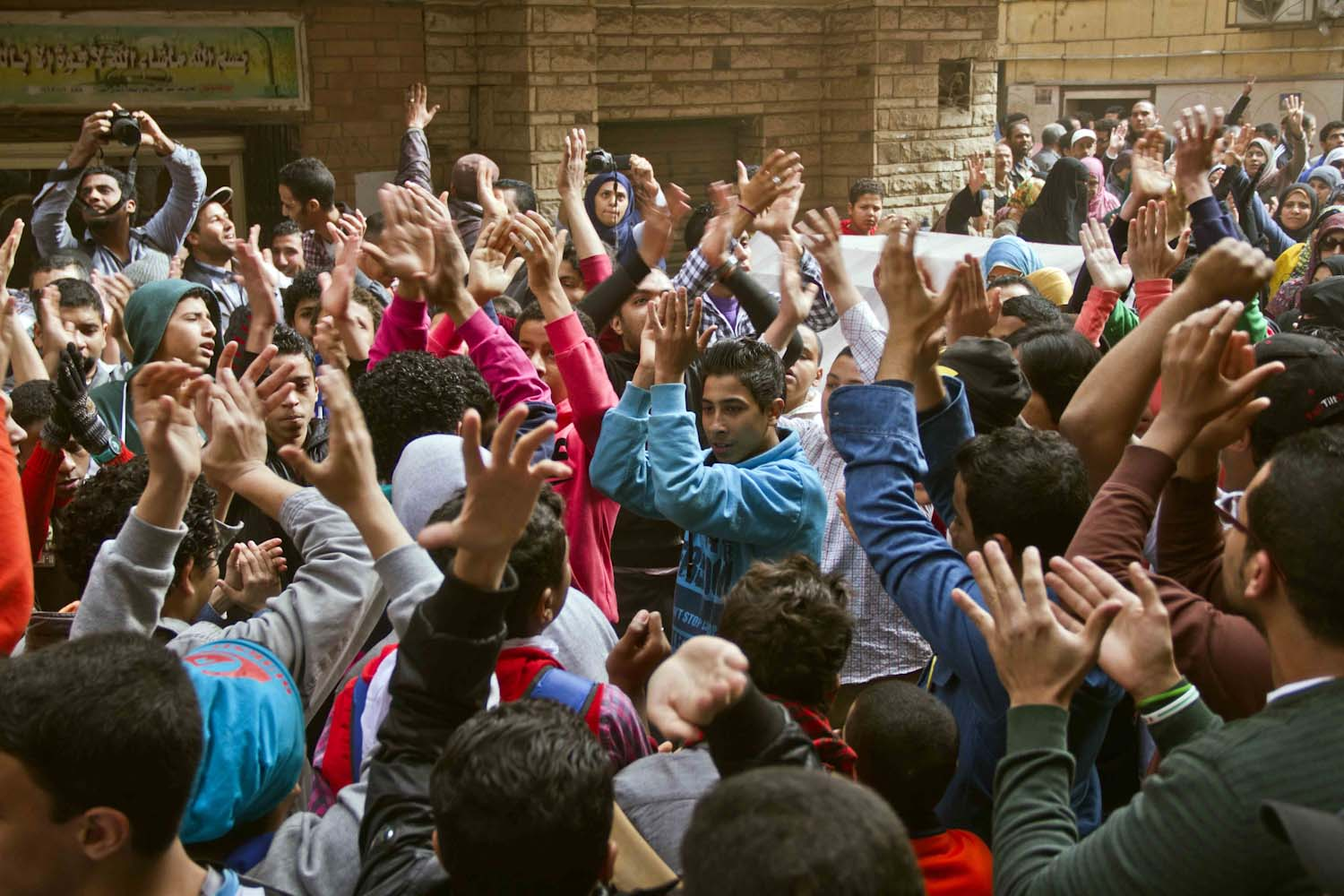
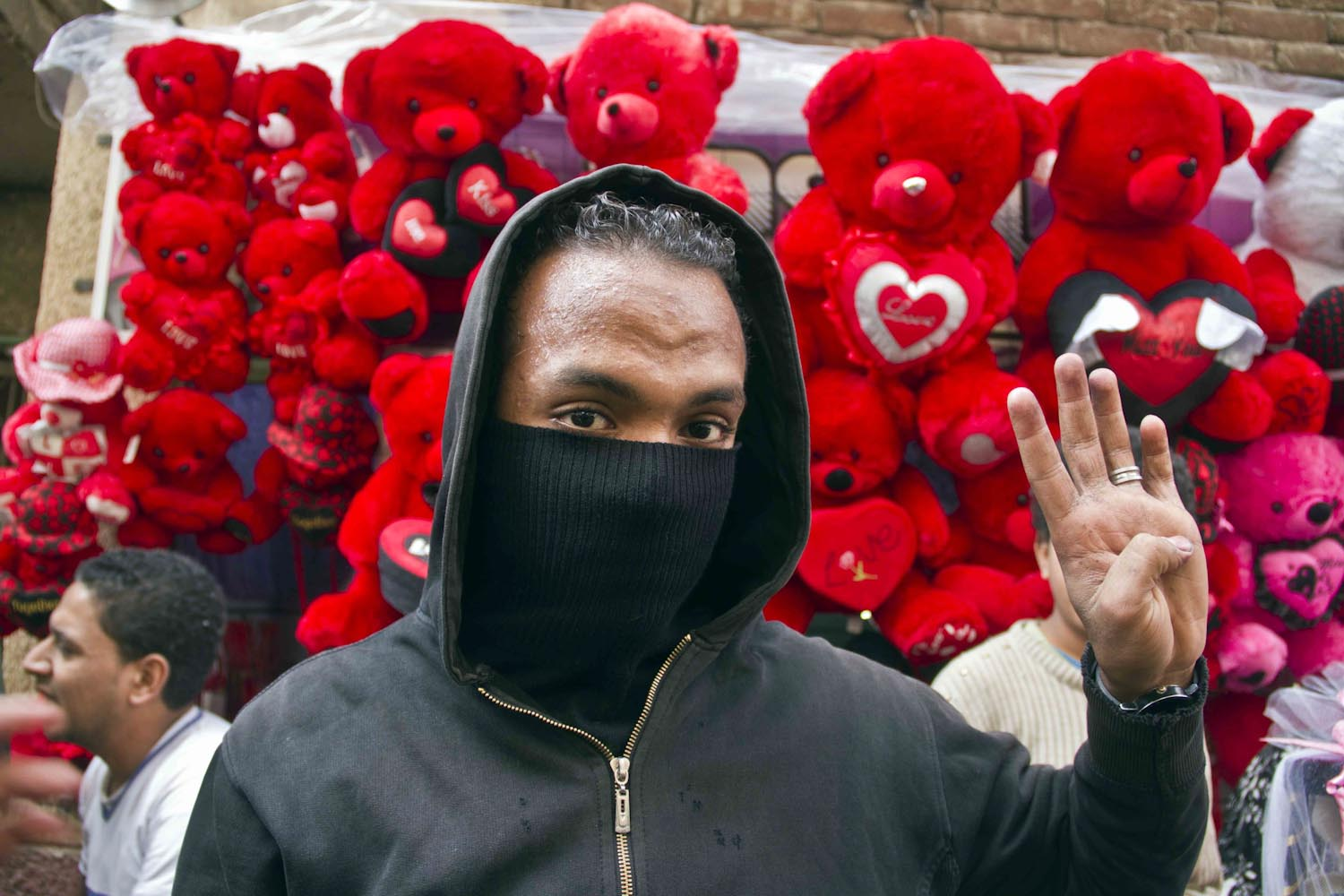
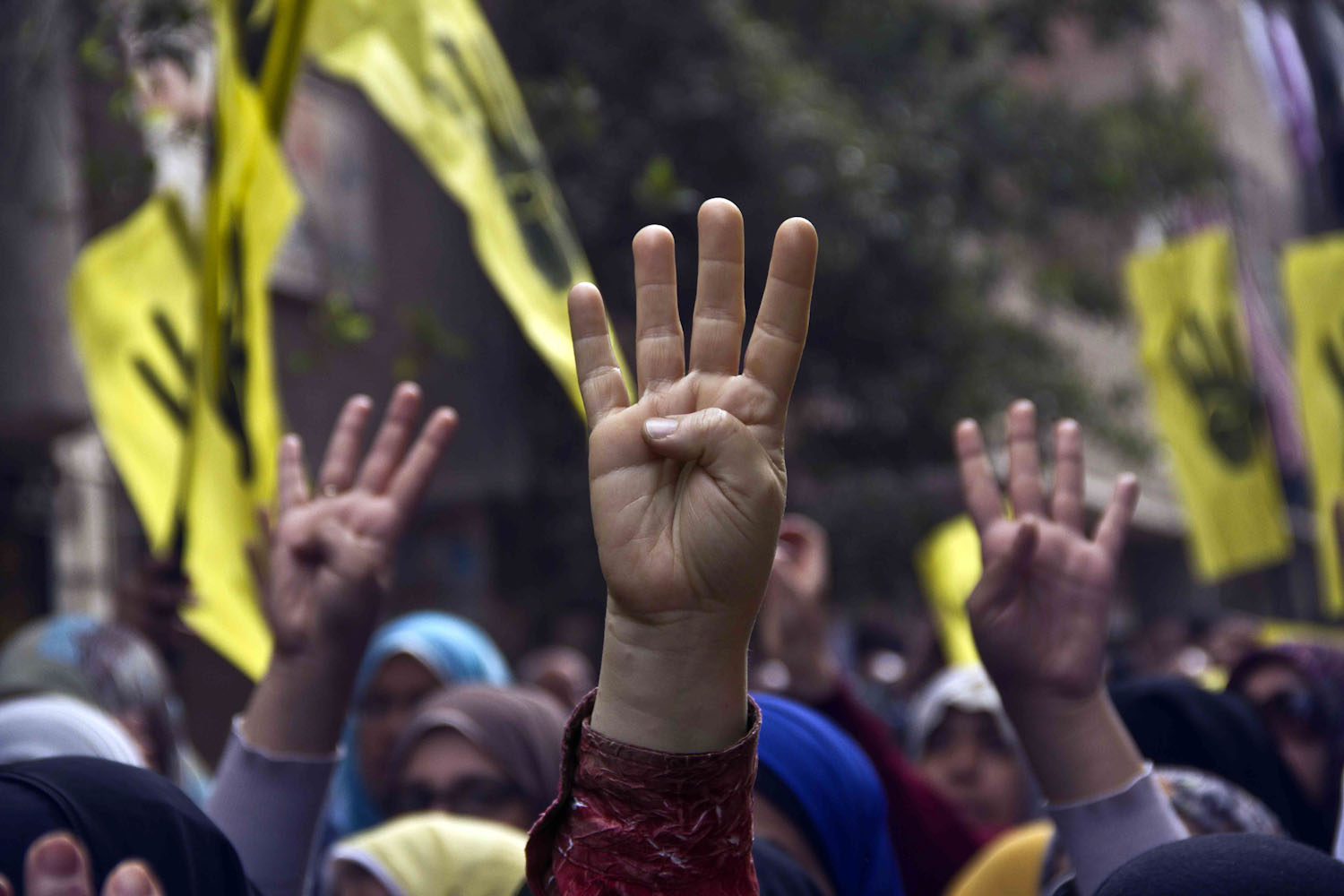

#### Erster Jahrestag der Sit-in-Räumungen vom 14. August
Im Vorfeld des ersten Jahrestages hatte die Pro-Mursi eingestellte und von der Muslimbruderschaft geführte Antiputsch-Allianz Alliance to Support Legitimacy (NASL) Loyalisten der gewählten und vom Militär 2013 gestürzten Regierung dazu aufgerufen, sich am 14. August 2014 auf den Hauptplätzen – insbesondere Tahrir, Rābiʿa-al-ʿAdawiyya and Nahda – landesweit zu versammeln, um an die gewaltsamen Räumungen vom 14. August 2013 zu erinnern. Doch wurden Versuche von Mursi-Unterstützern, am 14. August zu demonstrieren, von der Polizei unterdrückt. Es kam zu Zusammenstößen der Polizei mit Tränengaseinsätzen gegen Pro-Mursi-Demonstranten in mehreren Vierteln Alexandrias und in der Stadt Kerdasa. Ähnliche Unruhen wurden aus der Nildeltaprovinz Sharqiya berichtet. Weitere Unruhen und Proteste wurden aus Tanta (Gouvernement Gharbiya) gemeldet, sowie aus dem Gouvernement Kafr asch-Schaich, aus Minya, Fayum, Damiette und von verschiedenen Orten in Kairo, wo unter anderem der Tahrir-, der Rābiʿa- und der Nahda-Platz von der Polizei gesperrt und massiv bewacht wurden.
In Kairo wurden bei Protesten zum ersten Jahrestag der Massentötung am Rābiʿa- und Nahda-PLatz vom 14. August mindestens vier Menschen getötet. Mindestens drei der Tötungen erfolgten, als die Polizei Versuche von Unterstützern Mursis zunichtemachte, an den ersten Jahrestag der Massentötungen vom 14. August in Kairo zu erinnern.
Laut auf AFP beruhenden Medienangaben vom 15. August 2014 gab ein Vertreter der Sicherheitsbehörden bekannt, dass vier Unterstützer des vom Militär gestürzten Präsidenten Mursi bei „Zusammenstößen mit Polizisten und Gegendemonstranten“ (Zeit) erschossen wurden.
Laut Angaben von Al-Masry Al-Youm vom 14. August hatte eine Quelle der Sicherheitsbehörden in Gizeh den Tod zweier Mursi-Unterstützer (nach anderen Angaben: ein Mursi-Unterstützer und ein Umstehender) und die Verwundung dreier weiterer durch Schüsse bei „Zusammenstößen von Muslimbruderschaft-Unterstützern und Sicherheitstruppen“ (egyptindependent.com) oder „bei Zusammenstößen mit Sicherheitskräften in Gizeh“ (Ahram Online) auf der Nahya-Brücke in der Nähe von Mohandessin berichtet. Die Auseinandersetzungen sollen ausgebrochen sein, nachdem Demonstranten angeblich den Verkehr auf der Brücke blockierten. Bei den Toten handelte es sich um Anwar El-Shawadfi and Ayman Abdel-Hadi.
Zwei weitere Personen wurden „in ähnlichen Konfrontationen mit der Polizei in Kairo“ getötet. Dabei handelte es sich um Mamdouh Mohamed Saad, der im Kairoer Arbeiterklassendistrikt Matariya getötet wurde, sowie um eine unbenannte Person, die in dem Unterklassendistrikt Dar Al-Salam, benachbart dem Oberklassendistrikt Maadi, getötet wurde.
Am Morgen des 14. August 2014 war zudem ein Polizeiobermeister in Helwan in den Vororten Kairos von nicht identifizierten Tätern in seinem Privatwagen erschossen worden. Auf AFP-Meldungen beruhende Medienberichte gaben an, der Polizist sei bei Protesten zum Jahrestag getötet worden, während die Tötung nach anderen (auch staatlich-ägyptischen) Medienangaben bei einem getrennten Vorfall erfolgte und das Motiv der Täter unbekannt war.
Protestaktionen zur Erinnerung an die Massentötungen fanden am 14. August 2014 auch in westlichen Städten wie Washington und Berlin statt.
In der Zeit um den Jahrestag des sogenannten „Rābiʿa-Massakers“ besuchte der ehemalige Militärchef und neue ägyptische Präsident Sisi das eng mit dem ägyptischen Regime verbündete Saudi-Arabien und festigte das strategische Bündnis Ägyptens mit Saudi-Arabien. Nach Angabe des Nachrichtensenders al-Arabiya sprach Sisi bei seinem Aufenthalt in Saudi-Arabien am 10. August 2014 auch mit dem saudischen König Abdullah ibn Abd al-Aziz Al Saʿud in dessen Palast in Dschidda über regionale und internationale Angelegenheiten, darunter auch den aktuellen Gazakrieg. Sisi wurde bei seinem Besuch zudem die King Abdulaziz Halskette als höchste und angesehenste Auszeichnung Saudi-Arabiens verliehen. Al-Arabiya zufolge führte Sisi bei seinem Saudi-Arabien-Besuchs offenbar auch die sogenannte kleine Pilgerfahrt (Umra) durch. Von offizieller Seite verbreitete Bilder zeigten den ehemaligen Militärchef Sisi als Pilger in Mekka.

### Wissenschaftliche Analysen für eine zukünftige Wertung
Die Ereignisse haben in der wissenschaftlichen Welt verschiedene Wertungen für die Zukunft erbracht. Beispielhaft stehen dafür:
- Khalil al-Anani, außerplanmäßiger Professor der Middle Eastern Studies an der Paul H. Nitze School of Advanced International Studies der Johns Hopkins University in Washington, D.C., sagt, der Rābiʿa-Vorfall lege klares Zeugnis von dem „moralischen und politischen Bankrott“ in Ägypten ab. In der Folgezeit des „Massakers“ habe die breite Öffentlichkeit und die Elite deutlich den schmalen Grat zwischen Politik und Moral, Wettstreit und Hass überschritten. Die sogenannte „zivile“ Elite Ägyptens habe sich an den blutigen Ereignissen am Rābiʿa- und Al-Nahda-Platz mitschuldig gemacht. Viele Politiker, Intellektuelle, Menschenrechts- und politische Aktivisten haben den „Staat“ seiner Ansicht nach „schamlos“ aufgerufen, ihren politischen Gegner, die Muslimbruderschaft, zu eliminieren. Selbst ein Jahr nach dem Vorfall würden einige Medienpersönlichkeiten das „Massaker“ noch immer öffentlich verteidigen und Sisi dazu aufrufen es zu feiern. Sie würden den Rābiʿa-Vorfall als „einen politischen Sieg“ ansehen und die verheerenden politischen und sozialen Folgen missachten. Darüber hinaus würden diejenigen Aktivisten und Intellektuellen, die den Militärputsch des 3. Juli nicht offen unterstützt hatten, sich noch immer sträuben, den Rābiʿa-Vorfall als Massaker anzuerkennen und stattdessen argumentieren, es sei der einzig „realistische“ Weg gewesen, um einen von ihn als „Faschismus“ empfundene Bedrohung der Muslimbruderschaft zu stoppen. Während einige die Ereignisse stillschweigend bedauerten, würden andere sie leugnen.[353]

Tatsächlich habe die „Rābiʿa-Tragödie“ die ägyptische Gesellschaft tief erschüttert und viele im ganzen Land traumatisiert, insbesondere die Unterstützer der Muslimbruderschaft. Ein Jahr nach dem „Massaker“ sei das Land noch immer gespalten und hochgradig polarisiert. Die politische Kluft zwischen den Befürwortern und Gegnern des amtierenden Regimes sei tiefer denn je, während sich die sozio-ökonomische Trennung täglich weiter verstärke. Der öffentliche Diskurs ebenso wie Privatgespräche seien ein Jahr nach dem Rābiʿa-Vorfall durch den Verlust von Pluralismus, Toleranz und einer Sprache der Koexistenz und des Verständnisses gezeichnet. Selbst Lieder, Kino und Fernsehserien hätten in verantwortungsloser Weise die Spaltungen angetrieben, indem sie den Narrativ des Regimes verfechten und Exclusion und Repression in einer „Republik der Angst“ rechtfertigen.
Al-Anani hält es trotz des HRW-Berichtes vom 12. August 2014 für unwahrscheinlich, dass der damalige Militärchef Sisi und Innenminister Ibrahim für ihre Rolle in dem „Massaker“ verurteilt oder zur Rechenschaft gezogen werden würden. Das Fehlen des Interesses und des politischen Willens unter den internationalen und regionalen Verbündeten Ägyptens verhinderten seiner Meinung nach jeden Versuch, Sisi und seine Mitstreiter juristisch zu belangen, zumindest, so lange Sisi an der Macht bleibe. Al-Anani bezeichnet es angesichts der anhaltenden Konflikte und Kriegsführungen in der Region als wahrscheinlich, dass die Alliierten Ägyptens Sisis „brutale Politik“ zum Nutzen einer seiner Ansicht nach „illusorischen »Stabilität«“ stillschweigend dulden und tolerieren werden.
- Laut dem Politikwissenschaftler Ashraf El Sherif hat „Rabia“ die ägyptische Bevölkerung in Opfer, Kritiker und Befürworter des Vorfalls gespalten und das Land grundlegend verändert. Es habe zuvor noch nie „so viel Hass zwischen den verschiedenen Gruppen“ gegeben, die nicht wieder zusammenfinden könnten, solange es keine Aufarbeitung der Geschehnisse gebe. Die Regierung habe mit ihrer Entscheidung, die „Rabia“-Massentötungen zu verschweigen und aus dem ägyptischen Gedächtnis zu streichen, die Zustimmung eines großen Teils der Bevölkerung: „Die Menschen denken, ja, es war ein Akt der Massentötung. Aber ein legitimer, schließlich ist der Staat gegen Kriminelle vorgegangen.“ Der Staat habe nach dieser Lesart so handeln müssen, um die Ordnung wiederherzustellen und das Leben anderer zu schützen, so El Sherif.[308] der Politikwissenschaftler Ashraf El Sherif. „Ägypten vor Rabia war anders als danach. Noch nie gab es so viel Hass zwischen den verschiedenen Gruppen.“

## Verweise

### Berichte von Menschenrechtsorganisationen
- Amnesty International: Egypt’s disastrous bloodshed requires urgent impartial investigation (englisch), 16. August 2013.
- Human Rights Watch: Egypt: Security Forces Used Excessive Lethal Force (englisch; deutsche Fassung: Ägypten: Exzessive Gewaltanwendung durch Sicherheitskräfte), 19. August 2013
- Nazra for Feminist Studies: The Dispersion of the Rab'aa Sit-in and its Aftermath (englisch), 10. September 2013[63]
- Egyptian Initiative for Personal Rights: The Weeks of Killing – State Violence, Communal fighting, & Sectarian Attacks in the Summer of 2013. (Memento vom 19. Juni 2014 im Internet Archive; englisch; PDF; 1,6 MB) In: eipr.org, Juni 2014.
- Human Rights Watch: All According to Plan – The Rab’a Massacre and Mass Killings of Protesters in Egypt (englisch), 2. August 2014, ISBN 978-1-62313-166-1.[23]

#### Bilder und Videos
- 24 Hours at a Pro-Morsi Sit-In – Time-lapse video of supporters of the ousted Egyptian president, Mohamed Morsi, who have been occupying the area surrounding the Rabia al-Adawiya mosque for more than a month (englisch; Video: 2:09 min.). The New York Times, 10. August 2013, Photography: Tara Todras, Production: Shreeya Sinha, Graham Roberts und William P. O’Donnell.

Das Video zeigt die Aufnahme einer auf das Protestlager am Rābiʿa-al-ʿAdawiyya-Platz gerichteten Standkamera im Zeitraffer für die 24 Stunden vom 8. August 2013, 6:30 Uhr bis zum 9. August 2013, 6:30 Uhr.
- The Rabia Massacre & Aftermath, Flickr, veröffentlicht vom Flickr-Konto mosaaberising.

125 Fotos, die Mosa'ab Elshamy, ein Bruder des Al Jazeera-Reporters Abdullah Elshamy, der am 14. August 2013 auf dem Rābiʿa-Platz verhaftet wurde, im brennenden Protestcamp, im Chaos in der Moschee und in den sich mit Leichen füllenden Kellerräumen am Rābiʿaplatz am 14. August 2013 fotografierte und herausschmuggeln konnte.
- Video: Cairo burns following day of protests (englisch). The Independent, 15. August 2013.

Das Video zeigt Luftaufnahmen von Bränden in Kairo in der Nacht des 14. August 2013 nach der Zerschlagung der pro-Mursi-Protestcamps.
- Der Brand von Rabia (20:47 min), YouTube

Ein von Aljazeera in arabischer Sprache produzierter Dokumentarfilm über die Zerschlagung des Rābiʿa-Sit-ins am 14. August 2013. Übersetzung und Unterlegung mit deutschen Untertiteln
- Egypt: Mass Killings by Security Forces (englisch; Video: 8:05 min.), YouTube, veröffentlicht vom YouTube-Kanal HumanRightsWatch am 11. August 2014.
- Egypt: Excessive Lethal Force (englisch). Human-Rights-Watch-Video auf YouTube, veröffentlicht vom YouTube-Kanal HumanRightsWatch am 19. August 2013.
- Inside Story – Egypt protest deaths: Linked to president?, YouTube, veröffentlicht vom YouTube-Kanal Al Jazeera English am 12. August 2014.
- Massacre in Rabaa – Al Jazeera World (Video: 47:08 Min.; englisch), YouTube, veröffentlicht vom YouTube-Kanal Al Jazeera English am 17. August 2016, Film von Eylem Kaftan.

#### Karten zu den Protestlagern vor der Rābiʿa-al-ʿAdawiyya-Moschee und am Nahda-Platz
- Morsi protesters cleared from Cairo camps – interactive (englisch). The Guardian, 14. August 2013, von Paddy Allen.
- Interactive – Mapping the main pro-Morsi sit-in – Al Jazeera highlights key infrastructure at the now-besieged rally in Cairo's Nasr City neighbourhood (englisch). Al Jazeera, 14. August 2013, von D. Parvaz.
- derstandard.at: Hunderte Tote bei Räumung der Protestlager – Ausnahmezustand über Ägypten verhängt – Vizepräsident ElBaradei tritt zurück (Memento vom 14. August 2013 im Webarchiv archive.today).
- Assault on Morsi Supporters in Egypt (englisch). The New York Times, 14. August 2013, von David Furst, Alicia Parlapiano, Sergio Peçanha und Tim Wallace.
- The protest squares of Cairo (englisch). BBC News, 15. August 2013.
- The New York Times: Two Sit-Ins Test New Egyptian Leadership (Memento vom 14. August 2013 im Webarchiv archive.today) (englisch).
- Zeit Online: Ägypten – Armee räumt Protestlager, Regierung bestätigt 56 Tote (Memento vom 10. März 2014 im Webarchiv archive.today).
- What really happened on the day more than 900 people died in Egypt – The story of a massacre (englisch). GlobalPost, 26. Februar 2014, von Louisa Loveluck.
- Human Rights Watch: All According to Plan – The Rab’a Massacre and Mass Killings of Protesters in Egypt (englisch), 12. August 2014, S. I, ISBN 978-1-62313-166-1.[23]
- Human Rights Watch: Egypt: Mass Killings by Security Forces (englisch; animierte Videografik: 1′:20″ - 1′:27″), YouTube, veröffentlicht vom YouTube-Kanal HumanRightsWatch am 11. August 2014, abgerufen am 13. August 2014. Cf. Stages of a Massacre: Interactive Map of Rab'a Square (Interaktive Grafik; Englisch), in: Human Rights Watch: Ägypten: Tötungen in Rabaa und andere Tötungen wohl Verbrechen gegen die Menschlichkeit – Keine Gerechtigkeit ein Jahr nach Serie tödlicher Angriffe auf Demonstranten, 12. August 2014.

#### Minutenprotokolle zum 14. August nach Medienangaben
- Die Welt: Radikale Islamisten attackieren offenbar Kirchen (Memento vom 14. August 2013 im Webarchiv archive.today).
- Radio Voice Of Russia: Egypt crackdown on camps: security forces clear pro-Morsi sit-ins in Cairo, dozens feared killed (Memento vom 17. April 2014 im Webarchiv archive.today) (englisch).
- Neues Deutschland: Livebericht aus Kairo: El-Baradei verlässt Ägypten